# Die Schwarze Szene im Spannungsfeld rechter Ideologien

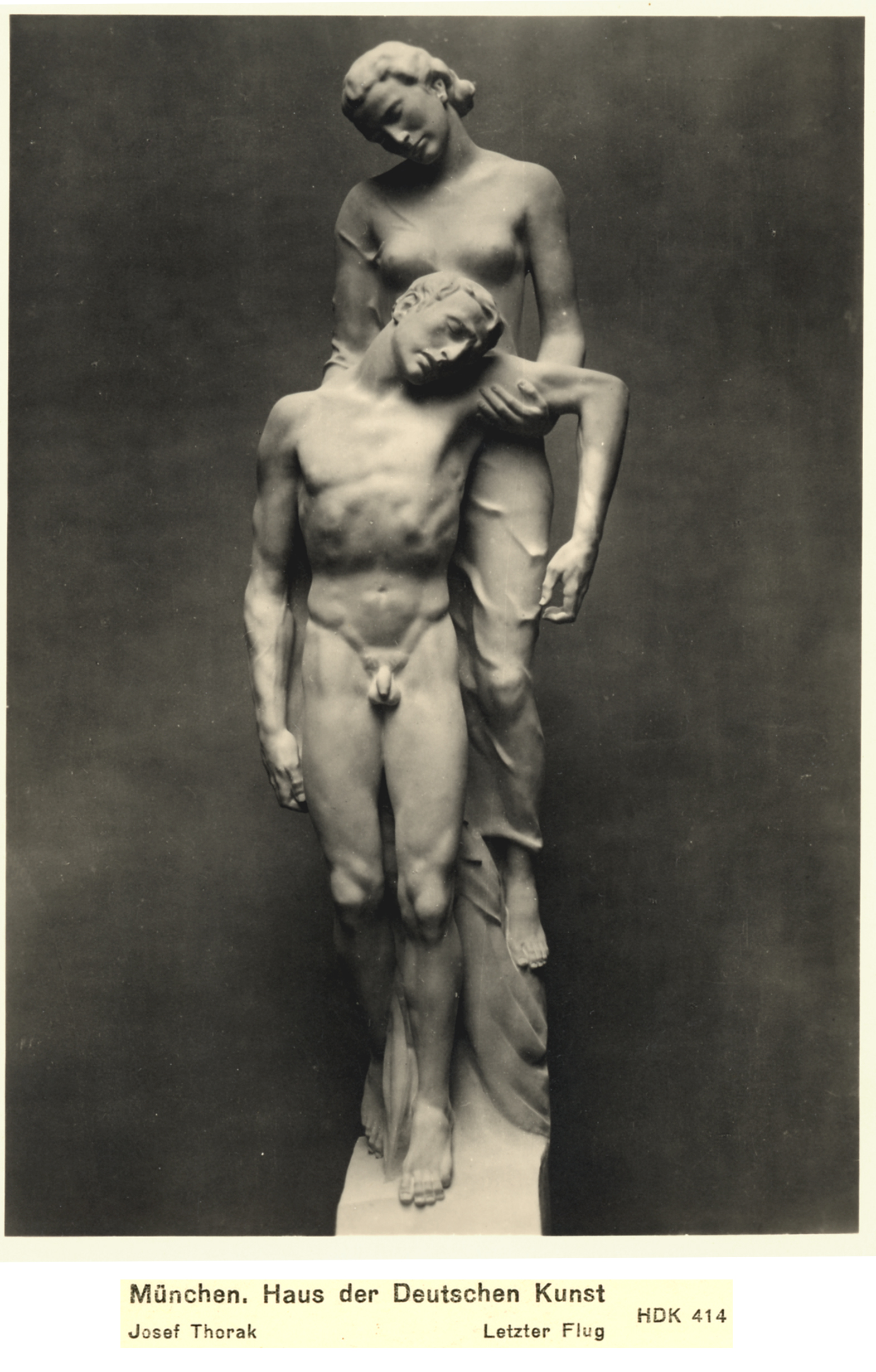
Einige Interpreten der Schwarzen Szene affirmieren nationalsozialistische Ästhetik in ihren Albumgestaltungen mit Abbildungen von beispielsweise Josef Thorak, dem auch vom VAWS 1998 eine Kompilation gewidmet wurde, hier Der letzte Flug.

Seit den 1990er Jahren bildet die Schwarze Szene im Spannungsfeld rechter Ideologien einen gesonderten kultur- und sozialwissenschaftlichen Untersuchungsgegenstand. Die Adaption und Interpretation ideologischer und ästhetischer Elemente der Neuen Rechten und des Rechtsextremismus in der Schwarzen Szene stehen schon seit den Anfängen der schwarzen Subkultur in der Kritik und sind seit jeher ein in Szene-Chroniken und -Darstellungen berücksichtigter Aspekt. Die zwischen Dark Wave, Industrial und Post-Punk zum Ende der 1970er Jahre entstandene Szene wurde dabei erstmals in den 1990er Jahren einer intensiven kultur- und sozialwissenschaftlichen Untersuchung, im Hinblick auf die mögliche Affirmation rechtsextremer Ideologien, unterzogen. Resultierend wuchs in den 1990er und frühen 2000er Jahren eine journalistisch sowie kultur- und sozialwissenschaftlich geführte Debatte um Anknüpfungspunkt und Bezüge der Schwarzen Szene zum Rechtsextremismus und der neuen Rechten.
Die Schwarze Szene polarisierte bereits in ihrem Ursprung durch die Verwendung faschistoider Symbole und sah dabei auf eine Tradition zurück, die über den eigentlichen soziokulturellen Beginn der Szene selbst hinausgeht. Schon Interpreten, die als ästhetische und musikalische Vorreiter der Szene gelten, machten mit faschistoiden Requisiten, Äußerungen und Aktionen auf sich aufmerksam. Seither wurden das provozierende Spiel mit entsprechenden Symbolwerten sowie die allgemeine Beschäftigung mit dem Themenkomplex Totalitarismus und Faschismus in der Szene in immer neuen Facetten aufgegriffen. Die Ursprünge solcher Aktivitäten lagen zumeist in bewussten Provokationen und gezielten Tabubrüchen. Im Verlauf der Szene-Historie agierten einige Akteure zunehmend mit tiefergehenden Aspekten der zugehörigen Ideologien. Diese zeigten sich insbesondere in intertextuellen Bezugnahmen auf protofaschistische und nationalistische Ideologen, Künstler und Lyriker sowie in der ästhetischen Aufbereitung von Künstlern aus der Zeit des Nationalsozialismus.
Über die Bezüge lässt sich kein einheitlicher oder eindeutiger Vorwurf des Neonazismus gegen die Szene oder die einzelnen Interpreten generieren. Eine abschließende Selbstverortung im Rechtsextremismus nahmen nur vereinzelte Interpreten wahr. Vielmehr sahen und sehen sich die Musiker als Akteure außerhalb des politischen Spektrums. Trotzdem zeigten sich über das teils affirmative und teils kritisch-provozierende Verhalten Parallelen, welche von rechtsextremer und neurechter Seite als Anknüpfungspunkt an die Szene genutzt wurden und werden.
Während die ausdrückliche Offenheit gegenüber jedem Individuum einer kritischen Abgrenzung der Szene entgegenwirkt, fördern der Wille zum Tabubruch und die der Szene eigenen Kritik an der Moderne ebenso wie weitere thematische Überschneidungen das Potential zur Vereinnahmung, die im Besonderen durch die Neue Rechte angestrebt wurde.
Trotz vorhandener Bezüge und Kooperationen distanzieren sich die Interpreten häufig von rechtspopulistischem und rechtsextremem Gedankengut oder ziehen sich ohne ausdrückliche Abgrenzung auf eine allgemeine Interpretationsoffenheit ihres Gesamtwerkes zurück und lehnen jedwede Form der politischen Stellungnahme ab. Eine eindeutige ideologische Verortung kann daher nur in den wenigsten Fällen vorgenommen werden.

## Rahmen, Personen und Begriffe
Der folgende Text nimmt wiederholt intensiven Bezug zu bestimmten Termini und verweist auf eine Fülle an Schriften und Personen. Zum besseren Überblick der Darstellung werden hier die zentralen Aspekte der Metaebene kurz erläuternd aufgegriffen. Somit steht der Auseinandersetzung vorweg eine knappe Darstellung der schwarzen Szene, sowie der Begriffe Rechtsextremismus, Rechtsradikalismus und Neue Rechte, gefolgt von den wesentlichen Schriften der sozial- und kulturwissenschaftliches Aufarbeitung der schwarzen Szene im Spannungsfeld rechter Ideologien.

### Die Schwarzen Szene und ihre politische Verortung
Die Schwarze Szene ist eine in den späten 1980er Jahren aus der Anhängerschaft des Dark Wave und Independent entstandene Szene. Sie entwickelte sich aus einer jugendkulturellen Gemeinschaft über Jahrzehnte hinweg zu einem altersunabhängigen sozialen Netzwerk, dessen große Gemeinsamkeit in einem ästhetischen, selbstdarstellerischen und individualistischen Konzept liegt. Sie gilt als Gemeinschaft, die sich über szeneinterne Symbole, Medien und Treffpunkte definiert, besonders szenespezifische Veranstaltungen und Diskotheken sowie die unterschiedlichen Strömungen der szeneeigenen Mode.
Zu den gemeinsamen Interessen der Szene gehören Musik, Kunst und Mode sowie die Auseinandersetzung mit philosophischen, neureligiösen oder von der Gesellschaft als negativ wahrgenommenen Themen- und Tabubereichen. Insbesondere findet vor dem Hintergrund des individualistischen Konzeptes eine Auseinandersetzung mit den Themenkomplexen Tod, Sterblichkeit, Traurigkeit, Trauer und Melancholie, klinische Psychologie und Psychopathologie statt.
Dabei ist die Szene weder musikalisch noch modisch als homogene Gruppe zu verstehen. Sie gliedert sich in unterschiedliche Strömungen, die sich zum Teil in ihren musikalischen und modischen Vorstellungen diametral gegenüberstehen. Die musikalischen Vorlieben der unterschiedlichen Anhänger der Schwarzen Szene sind dabei von einer annähernd unüberschaubaren Stilvielfalt geprägt. Als Sammelbezeichnung für die Gesamtheit der in der Szene rezipierten Musik wird in der sozial- und kulturwissenschaftlichen Literatur der Ausdruck Schwarze Musik genutzt.
In ihrer Gesamtheit gilt die Schwarze Szene als politisch passive Gruppierung. Aktivismus und politisches Engagement sind in der Szene nur gering vorhanden und in den seltensten Fällen innerhalb der Szene organisiert. Einem politisch begründeten Zusammenschluss von Szenegestaltern oder -anhängern steht meist das individualistische Ideal gegenüber. Zum ideologischen Mainstream der Szene bestehen unterschiedliche Einschätzungen.
Der Musikjournalist, Mitherausgeber der Buchreihe Gothic – Die Szene in Deutschland aus der Sicht ihrer Macher und langjährige Pressesprecher des Wave-Gotik-Treffens Peter Matzke bezeichnet die Szene als überwiegend wertekonservativ. Als Indikator dieses Konservatismus nennt er eine Skepsis gegenüber der Konsumgesellschaft, Zweifel an der Reformierbarkeit der Industriegesellschaft, einen Hang zur Mystik sowie die passive Ablehnung der Moderne.
Der Sozialwissenschaftler und Herausgeber des Sammelbandes Schillerndes Dunkel Alexander Nym hingegen bezeichnet die Szene als „grundsätzlich unpolitisch“. Er verweist darauf, dass sich die Szenegänger „ungern belehren“ ließen. Der Anteil an politisch motivierten Personen gilt als gering. Da die Szene keine homogene Struktur besitzt und sich aus unterschiedlichen jugendkulturellen Strömungen und Individualisten zusammensetzt, sind durchaus variierende politische Tendenzen vorzufinden.
Im Anbetracht ihrer Größe, ihres Hangs zum Tabubruch und dem in der Szene „über allem stehenden Wert des Individualismus“ bleibt die Szene bar einer gemeinsamen politischen Richtungsvorgabe. Das dogmatische Respektieren jedes Einzelnen geht dabei über „Traurigkeit, Trauer und Melancholie“ hinaus und schließt „eine stille Rebellion, die niemanden direkt angreift“, aber Enttabuisierungen befördert, mit ein.
Einen deutlichen Bruch zum Rechtsextremismus weist die Schwarze Szene in dem von der Szene gehüteten Individualismus auf. Dem von Backes und Jesse als „eine anitindividualistische, das demokratische Grundaxiom menschlicher Fundamentalgleichheit negierende Abwehrbewegung gegen die liberalen und demokratischen Kräfte und ihr Entwicklungsprodukt, den demokratischen Verfassungsstaat“ definierten Rechtsextremismus steht der „über allem stehende[n] Wert des Individualismus“ vermeintlich gegenüber. An anderer Stelle wird der Individualismus der Szene als potentieller Anschlusspunkt einer elitären Selbstverortung ausgemacht. Hinzukommend birgt die Offenheit und Akzeptanz der Szene in der Kombination mit dem gegebenen Hang zum Tabubruch, dem Rückgriff auf meist nebulöse Mystik sowie der Ablehnung der Moderne gerade der neuen Rechten Anknüpfungspunkte für eine ideologische Einflussnahme.

### Neue Rechte, Rechtsextremismus und rechte Ideologien
Die hier als rechte Ideologien gefasste Begrifflichkeit bezieht sich auf die so genannte Neue Rechte als Teilströmung des Rechtsextremismus und den Rechtsextremismus insgesamt. Die Verwendung des allgemein umreißenden Terminus „rechter Ideologien“ im Titel ist an den Buchtitel Ästhetische Mobilmachung: Dark Wave, Neofolk und Industrial im Spannungsfeld rechter Ideologien angelehnt.
Armin Pfahl-Traughber definiert für die Bundeszentrale für politische Bildung den Begriff Neue Rechte als „Intellektuellengruppe, die sich hauptsächlich auf das Gedankengut der Konservativen Revolution der Weimarer Republik“ beruft um politischen Wandel im Sinn einer Kulturrevolution zu forcieren. Trotz der Einordnung in den Rechtsextremismus hebe sich die Neue Rechte von dem traditionellen Rechtsextremismus ab. Dabei, so Volker Weiß, treffen die Versuche der Abgrenzung nur bedingt zu und der Ausdruck „neu“ ließe höchstens eine temporäre Abgrenzung zu. Helmut Kellershohn schrieb zu solchen Einschätzungen, „dass das Etikett ‚neu‘ mittlerweile musealen Charakter“ innehätte, wenn nicht alternierend Neuerungen und Neubesetzungen des Begriffs stattfinden würden.
Die von Weiß für nicht generell anwendbar erklärten Abgrenzungsversuche zum traditionellen Rechtsextremismus sind ideologisch und strategisch. Die ideologische Abgrenzung ist begründet in der „Berufung auf die Konservative Revolution bzw. die Jungkonservativen“ anstelle des Nationalsozialismus während die strategische darauf ausgerichtet ist, den „intellektuellen Diskurs als politisches Handlungsfeld“ zu erschließen. Dabei sei die Neue Rechte „keine einheitliche Formation, sondern setz[e] sich aus verschiedenen Strömungen zusammen, die im historischen Prozess das Gesicht der Neuen Rechten in unterschiedlicher Weise beziehungsweise mit wechselnden Dominanzen geprägt haben und prägen.“ Die Neue Rechte ist nach Weiß daher eine heterogene Strömung des Rechtsextremismus deren Beteuerungen und Versuche einer Distanzierung zur gewähnten ‚alten‘ Rechten den „Tücken“ eines „Ausfransens ins altrechte Lager“ unterliegen.
Der übergeordnete Begriff Rechtsextremismus ist ebenso eine Sammelbezeichnung für ein heterogenes Ideologiegemenge faschistischer, neonazistischer oder chauvinistisch-nationalistischer politischer Ideologien und Aktivitäten. Eine einheitliche und allgemeingültige Definition von Rechtsextremismus, ebenso vom Rechtsradikalismus und eine Abgrenzung zueinander, fehlt. In ihrem Aufsatz Rechtsradikale Gewalt im vereinigten Deutschland, den Roland Merten und Hans-Uwe Otto in dem von ihnen für die Schriftenreihe der Bundeszentrale für politische Bildung 1993 herausgegebenen gleichnamigen Buch, hielten Merten und Otto fest, dass es sich generell „um Begriffe mit fließenden Grenzen“ handele, „denen die Zuordnung operationalisierbarer Kriterien […] eher zu fehlen scheint.“
Die Gemeinsamkeiten in den Teilströmungen des Rechtsextremismus sind Abstufungen des Rassismus und der Ablehnung universeller Menschenrechte. Beharren auf und Hervorheben von Unterschieden unter der Begründung gewähnter ethnischen Zugehörigkeit einerseits, und das Bestreiten und Bekämpfen universeller Menschenrechte, insbesondere dem Anspruch aller Menschen auf soziale und rechtliche Gleichheit, eint den Rechtsextremismus. Anstelle dessen betonen die rechtsextremen Ideologien ein exkludierendes, antipluralistisches, antidemokratisches und autoritäres Gesellschaftsverständnis. Politisch wollen sie den Nationalstaat zu einer autoritär geführten „Volksgemeinschaft“ umgestalten. „Volk“ und „Nation“ werden dabei rassistisch oder ethnopluralistisch definiert.

### Sozial- und kulturwissenschaftliches Interesse
Ab der zweiten Hälfte der 1990er Jahre strebten Journalisten wie Andreas Speit sowie Sozial- und Kulturwissenschaftler wie Alfred Schobert, Martin Langebach alias Christian Dornbusch und Martin Büsser einen Diskurs über die Affirmation des Rechtsextremismus und der neuen Rechten durch Teile der Dark-Wave-Szene an. Besonders die Anknüpfungspunkte der Interpreten des, damals noch ‚Apocalyptic Folk‘ genannten, Neofolk wurden dabei von den Beobachtern in Form einer emanzipatorisch linken Kulturkritik betrachtet.
Alfred Schobert begann in der zweiten Hälfte der 1990er Jahre das Thema in Aufsätzen, wie Graswurzelrevolution von rechts? Zum Versuch der „Neuen“ Rechten, in der Dark-Wave-Szene Fuß zu fassen. erstveröffentlicht 1998 in Nürnberger Konferenz: „Wider die Gewöhnung – der rechte Zeitgeist und seine Abwehr“ der AG Rechtsextremismus/Antifaschismus beim Parteivorstand der PDS, zu analysieren. Mit Kreuz, Totenkopf und Gruft. Dark Wave und „Neue Rechte“ in Rassismus und Biopolitik. Werkstattberichte., dem DISS-Forschungsbericht aus dem Jahr 1996, fing seine Intensive Auseinandersetzung mit dem Thema statt. Weitere Analysen und Essays schlossen sich an. Insbesondere der zunehmende Konflikt mit Josef Maria Klumb und Schoberts Auseinandersetzung mit der Neuen Deutschen Härte markierten den Höhepunkt seiner Auseinandersetzung mit dem Thema. Martin Büsser widmete dem Neofolk mit Lichtrasse und Wälsungenblut. Neurechte Tendenzen im Apocalyptic Folk 1996 eine, für die vierte Ausgabe der Schriftenreihe Testcard verfasste, Analyse. In seinem 2001 erschienenen Buch Wie klingt die neue Mitte? griff er das Thema erneut auf, verwies dabei hinzukommen auf die Neue Deutsche Härte. Als umfangreichste Schrift der kritischen Auseinandersetzung mit möglichen Synergien und Einflussnahmen erschien das von Andreas Speit herausgegebene Buch Ästhetische Mobilmachung 2002. Das 2005 erstmals herausgegebene Looking for Europe von Andreas Diesel und Dieter Gerten gilt als Antwortschrift hierzu, insbesondere mit positiven Bezügen zu Post-Industrial und Neofolk. Alexander Nym bot 2010 in Schillerndes Dunkel gar neurechten Persönlichkeiten wie Martin Lichtmesz Raum zur Einschätzung.
In ihrer Untersuchung wiesen auch die kritischen Autoren einheitlich darauf hin, dass es keine Veranlassung gäbe, die gesamte Gruppe der Interpreten oder Rezipienten des Neofolk, des Dark Wave oder gar der Schwarzen Szene als Rechtsextremisten zu stigmatisieren.

## Inhaltliche Anknüpfungspunkte
Büsser hielt 2001 fest, dass die sich selbst kontrastierende und reflektierende „aufklärerische, quasi antifaschistische Haltung des Frühindustrial“, welche die Auseinandersetzung mit der Realität des Faschismus einforderte, sich bei unterschiedlichen Interpreten des Neofolk in Affirmation verkehrte. In ihrer Entwicklung hin zum Neofolk verschrieben sich einige dieser Interpreten mystisch-esoterischen Positionen rechter Ideologen. Büsser nennt Neofolk im Rückschluss „die erste subkulturelle Bewegung, in der sich die Verwendung von rechter Symbolik zur handfesten rechten Ideologie hin vereindeutigt hat“. Eine andere Sicht vertrat Thomas Pfeiffer, welcher den Rückgriff auf NS-Symboliken und die positive Bezugnahme auf „Leitfiguren des Rechtsextremismus“ als nicht immer eindeutig einzuschätzen wertet. Dennoch sieht er eine von der Einschätzung der Akteure unabhängige Legitimierung. „Wenngleich die Grenze zwischen Provokation und Agitation […] nicht in jedem Einzelfall eindeutig zu ziehen ist, findet doch eine zunehmende Akzeptanz rechtsextremer Symbolik und Ideologeme in diesem Teil des Kults statt.“
Im Dark Wave, insbesondere im Neofolk, basieren die Anknüpfungspunkte der neuen Rechten weniger in einer Auseinandersetzung mit gegenwärtigen gesellschaftlichen Fragen als vielmehr in einer generellen Kritik an der Moderne, welche mit der Suche nach einer Respiritualisierung des Lebens einhergeht. Diese Suchbewegung fand sich überwiegend als Vereinheitlichung einer europäischen Kultur aus unterschiedlichsten Epochen und Regionen und somit als Konstruktion einer eurozentrisch völkischen Identität. In ebendiesem Streben nach einer völkisch-kulturellen Identität und zugleich nach geheimnisvollem und esoterischem Wissen schwang die Sehnsucht nach einer elitären Selbstverortung in Abgrenzung zu der als kleingeistig und nieder empfundenen Masse mit, welche die Affirmation nazistischer und völkischer Symbole, Ideologien und Personen begünstigte sowie einen fatalistischen Sozialdarwinismus begründete. Marcus Stiglegger sieht die Bemühungen früher Vertreter der Post-Industrial- und Neofolk-Szene als zielgerichtete Konfrontation und ebensolchen Tabubruch. Bis in die Gegenwart habe das Spiel mit faschistoiden Symbolen jedoch seinen konfrontativen Zweck verloren und verbleibe zwischen Überzeugung, inhaltsarmem Modezitat und ungezielter Provokation. „Auf den Schmerz des kalkulierten Tabubruchs folgte die Feier der eigenen Konservativität und das Lamentieren über das Unverständnis und die Intoleranz einer Gesellschaft, die zumindest manchmal noch reagiert: auf den Tabubruch.“
Bei jüngeren Musikstilen der Schwarzen Szene, speziell in der Neuen Deutschen Härte und im Aggrotech, wurden überwiegend Selbstinszenierungen in einem totalitären Habitus kritisiert. Die Selbstdarstellung solcher Interpreten greife nicht vordergründig auf die Ästhetik und die Symbole aus der Zeit des Nationalsozialismus zurück, obschon solche Rekurrierungen bei einigen Interpreten stattfanden, sondern werde als „Gladiatorenspiel“ in einer „Pose der Männlichkeit“ und in ausschließlicher „Härte“ stilisiert. Dieser Pathos der Männlichkeit aus Muskelkraft und Härte wird mitunter als protofaschistoide Projektionsfläche kritisiert. Kritisiert wurden hinzukommend Gruppen, die doppeldeutig Stilmittel der Martialität nutzten. Der dabei gegebene ästhetische Rückgriff auf die Zeit des Nationalsozialismus wurde scharf kritisiert.
Dergestalte Kritik an der Szene und ihren Akteuren löste „Abwehrmechanismen aus, die die Geschlossenheit der Szene schützen soll[t]en.“ In dieser Abwehr erfolgte häufig eine Solidarisierung mit den in der Kritik stehenden Künstlern und einer Isolation innerhalb der Szene mit dem Verweis darauf, dass die Kritiker sich „um die echten Nazis“ kümmern mögen. Die Isolation in der Szene und der zügige Schulterschluss mit den kritisierten Akteuren erschwerte und verlangsamte die szeneinterne Aufarbeitung, die dennoch stattfand.
Die kritisierten Interpreten verweisen auf die Interpretationsoffenheit ihres Schaffens. Die meisten Interpreten distanzieren sich indes von jedweden chauvinistischen Positionen und Hass-Philosophien. Die Anknüpfungspunkte an nationalistische, völkische und faschistoide Vordenker und Denker lägen mehr in den von diesen geschaffenen individualistisch-mythischen Figuren.
Hinzukommend ist die Unterscheidung von „realen Personen“ hinter den Projekten und für die Bühne und die Öffentlichkeit „inszenierten Figuren“ den Fürsprechern zufolge nicht möglich, da die „theatrale Inszenierung zum realen Alltag erklärt“ wird. Mit dem Verweis auf den Status als Künstler negieren solche Interpreten eine vermeintliche Authentizität und stilisieren ihr öffentliches Leben zum Gesamtkunstwerk. Kritiker bezeichnen dieses Verhalten als neurechtes Vexierspiel, welches dazu genutzt wird, die Grenzen zwischen den politischen Lagern zu verwischen und zu verschieben. Gerade über die Interpretationsoffenheit bieten diese Stile und Künstler rechtsextremen Anhängern eine breite Projektionsfläche. Seit den 1990er Jahren keimen immer wieder Diskussionen über die Zuordnung auf. Während einerseits die Musik als kryptofaschistische Hundepfeifenpolitik angegriffen wird, wird sie andererseits als aufklärerisches, die Faschismen der Gesellschaft spiegelndes Gesamtkunstwerk verteidigt.

### Kritik an der Moderne
1996 analysierte Alfred Schobert die Versuche der extremen Rechten, sich vom angestaubten Image des Konservativen zu lösen und Jugendkulturen für sich zu erschließen, mit einem besonderen Augenmerk auf das musikalische Spektrum des Dark Wave und stellte hier in der Suche nach dem Geheimnisvollen Anknüpfungspunkte der neuen Rechten fest.

„Die Gier nach dem Geheimnisvollen, nach dem nur Eingeweihten zugänglichen, also esoterischen Wissen und die Sehnsucht nach verborgenem Sinn bilden die Struktur, die die Gruft-Szene für die ‚Neue Rechte‘ attraktiv macht. Suchbewegungen in germanischer und keltischer Mythologie, in Magie und Mystik sind ein gemeinsamer Pool; die den schnöden Alltag aufsprengende Erfahrungen von Transzendenz wäre eine gemeinsame Erlebnisgrundlage.“

Die Neue Rechte wendet sich dabei gegen den Universalanspruch der demokratischen Urvorstellung von Freiheit, Gleichheit und Brüderlichkeit „als Ausgeburt ideologischer Hirngespinste“. Damit einhergehend wird die in jüdisch-christlicher Tradition stehende universelle Menschenwürde als „Knebelinstrument gegenüber Kollektiven“ abgelehnt.
In der Schwarzen Szene hingegen wird ähnlich der Deutung Evolas die aufklärerische Moderne als „kulturelle[r] Verfall und Verlust der transzendenten Dimension“ gewertet. Vor diesem Hintergrund sind ein romantizistisches Naturverständnis, ein heroischer Nihilismus, der insbesondere das Sterben idealisiert, ein daran anschließendes heroisiertes Kriegerbild sowie ein antidualistisches Religionsverständnis möglicher Ausdruck antimoderner Vorstellungen in Teilen der Schwarzen Szene. Daher schließen sich die im Folgenden dargestellten Punkte der elitären Selbstverortung, des völkischen Nationalismus, des fatalistischen Sozialdarwinismus, der Rechtsesoterik und der kriegerischen Pose der Männlichkeit als mögliche Ausdrucksformen einer beide Szenen verbindenden Kritik an der Modernen an.

### Rehabilitierende Affirmation

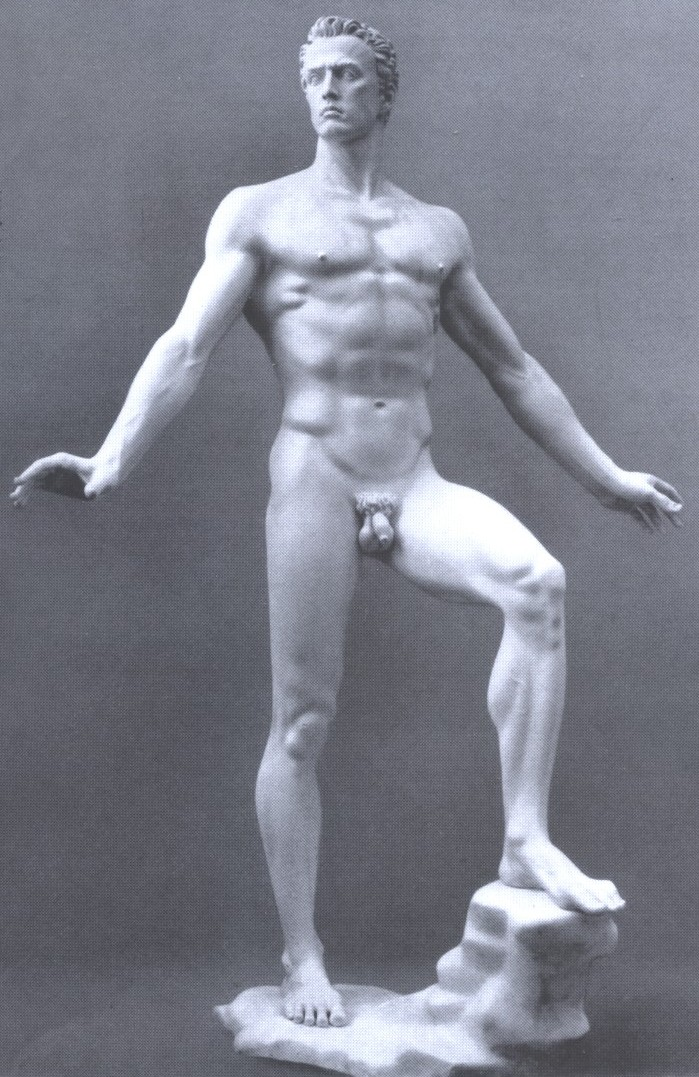
Interpreten des Neofolk affirmieren nationalsozialistische Ästhetik in ihren Albumgestaltungen mit Abbildungen von beispielsweise Arno-Breker-Werken

Intertextuelle und gestalterische Bezüge zu Vordenkern, Künstlern und Ideologen des Faschismus und des völkischen Nationalismus wie Arno Breker, Josef Thorak, Leni Riefenstahl, Julius Evola, Karl Maria Wiligut, Alfred Rosenberg, Oswald Spengler, Gabriele d’Annunzio oder Ernst Jünger wiesen früh die Offenheit eines Teils der Schwarzen Szene für rechte Inhalte auf. In affirmativen Bezügen idealisieren Interpreten bis in die Gegenwart „den Kampf, den Krieg und ein damit verbundenes Bild von Männlichkeit.“ Im Neofolk wurden hierzu vornehmlich Bezüge zur konservativen Revolution und dem italienischen Faschismus hergestellt. Dieser Umgang mit Geschichtsfragmenten steht in der Kritik, über die Verwertung nazistischer sowie völkisch nationalistischer Gestaltungen und Bezüge, vollständige Ideologiebestände der extremen Rechten für ein ansonsten individualistisches Publikum zu rehabilitieren.
Büsser hielt 1997 fest, dass gerade der Neofolk „Affinitäten zu rechtem Gedankengut, Männerbünden, Uniformen und Neuheidentum“ aufweise. Im Neofolk würde eine verlorene ‚Reinheit‘ beklagt und diese Reinheit würde „als Alternative zum gegenwärtigen gesellschaftlichen Zustand“ thematisiert. Martin Langebach kam 2002 zu einem ähnlichen Rückschluss. Er sah in diesem Musikstil „eine rückwärtsgewandte Kritik an der Aufklärung und deren Vorstellungen von ‚Freiheit, Gleichheit und Brüderlichkeit‘“, welche eine „Respiritualisierung der Natur und des Menschen“ anstrebe. Diese Kritik speise sich aus „(Vor-)Denker[n] des europäischen Faschismus, der Konservativen Revolution und den okkulten sowie germanisch-heidnischen Implikationen des Nationalsozialismus“.

„Man gibt sich mit dem schönen Schein des Morbiden zufrieden, anstatt das soziale Gefüge der Geschichte verstehen zu wollen. Nationalmythos statt Universalgeschichte. […] Um welche ‚Ideale‘ es sich dabei jedoch neben einer Transfiguration rassischer bzw. geomythologisch identitätsstiftender Ursprungsmythen handeln soll, bleibt unklar.“

Die meisten der Interpreten streben, den eigenen Angaben nach, eine Loslösung der faschistoiden Ästhetik sowie der Inhalte aus dem Faschismus-Kontext an und propagieren Interpretationsoffenheit zugunsten eines mystisch völkischen Bezuges. Die kontextuell entleerte und unkritisch präsentierte Ästhetik trägt so stets die Option der Idealisierung und Glorifizierung von Kernelementen der faschistischen Weltanschauung in sich.

### Elitäre Selbstverortung
Nach Büsser hat sich diese Idealisierung völkischer Mythen spätestens mit der Leni-Riefenstahl-Compilation der VAWS als „Huldigung an die ‚Lichtrasse‘“ vereindeutigt – derweil diese Idee der Lichtrasse am „spießbürgerlichen Traum von der ‚berufenen‘ Rasse und Nation“ kitzelt. „Eine ‚Rasse‘[…], die [den Interpreten und Rezipienten] so schwer ‚Geist‘ ist, so viel tiefsinniger also als andere ‚Rassen‘, so entfremdet dank ihres hohen Reflexionsniveaus, daß sie nur noch als morbide, dem Tode geweiht gedacht werden kann: Das letztlich auf dem frühen Thomas Mann aufgebaute Denken suhlt sich in der Finalität des verkannten Auserwählten“.
Im Zuge der elitären Selbstverortung findet der Individualismus der Schwarzen Szene einen Anknüpfungspunkt. Die philosophische und romantisch aufgeladene Figur des Einzelkämpfers, wie sie bei Mishimas Samurai, Jüngers Waldgänger oder Anarch sowie Evolas Kshatriya dargestellt wird, spricht das Gefühl der vermeintlich erhabenen stillen Rebellion außerhalb der gesellschaftlichen Masse an.

### Eurozentrismus und völkischer Nationalismus
Im Zentrum des Bemühens um eine kulturelle Identität sieht Büsser den Neofolk als Musik, „die auf einer folkloristischen Blindheit beruht“. Der Stil kreise, so Büsser, „um die ‚eigene Kultur‘“ und besinge „die christlich abendländische Domäne als verlorengegangene Hegemonie.“ Dies mache seinen latenten und vorerst kulturellen Faschismus aus. Im Zentrum liegt die „Angst vor der Entartung (Die rechte Variante des Entfremdungsbegriffs), die sich vor ‚US-amerikanischem Kulturimperialismus‘ und dem Trikont in die Heimat gregorianischer Choräle und nordischer Runen“ vor dem Fremden flüchtet. In der Distanz ließe sich zu „den Ruinen einer kaum mehr rekonstruierbaren, längst vergangenen Kultur“ leichter eine intensive Bindung imaginieren, als sich eine reale Bindung mit „‚dem Fremden‘ nebenan, mit dem man sich auseinandersetzten müsste“ gestalten lässt.
Resultierend wird besonders in Teilen des Neofolk eine europäische Kultur aus unterschiedlichsten Epochen und Regionen vereinheitlicht, die in der tatsächlichen Diversität der europäischen Geschichte nicht als homogen betrachtet werden kann. Eine Fülle an ungenauen und kontextlos präsentierten Verweisen auf so unterschiedliche Dinge wie Runen, Minnesang, Paraphysik, Literatur oder Armeen unterschiedlichster Epochen und Landstriche „vermengen sich zu der Selbsteinschätzung, Teilhaber einer großen, alten und ‚schweren‘ Kultur zu sein – Teil der weißen, europäischen Kultur, die […] als eine vom Aussterben bedrohte Kultur erscheint.“ Aus diesem Verständnis einer aussterbenden europäischen Kultur, auf Basis eines unvollkommenen und unvereinbaren Mosaiks kultureller Wurzeln, begründet sich nicht nur die Angst einer wachsenden Entfremdung, sondern ebenso das völkisch elitäre Selbstverständnis als Bohème einer konservativen europäischen Kulturavantgarde in Teilen der Schwarzen Szene.

### Fatalistischer Sozialdarwinismus
Nach Büsser gelten im Neofolk und Post-Industrial die vermeintlichen ‚kulturellen Wurzeln‘ als aussterbende und in Vergessenheit geratende Geheimnisse, die nur noch durch wenige ‚Wissende‘ und ‚Suchende‘ bewahrt werden. Die so vermittelte kulturelle völkisch eurozentrische Identität wird damit selbst zu einem sterbenden Mysterium. Dabei wird der Untergang der eigenen Kultur betrauert und die Masse der Menschen als kleingeistig und unterlegen betrachtet und zugleich angeklagt. „[S]ie verhindere, daß der höhere Mensch je zur ihm vorgesehenen Macht, dem ‚Licht entgegen‘ kommen könne. Aus diesem Grund wenden sich die morbiden ‚Genies‘ (zumindest symbolisch) dem Tod zu [und] verharren im Lamento“.
In dieser Sichtweise nehmen die Interpreten eine grundfatalistische Haltung ein und betrachten jedwede historischen Ereignisse als naturgegeben; mitunter werden Ereignisse wie Hungersnöte und Massenmorde nicht nur zu etwas Natürlichem verklärt, ihnen wird eine ‚reinigende‘ oder ‚selektierende‘ Wirkung oder zumindest ein Sinn zugesprochen, der ein verhinderndes Eingreifen obsolet werden lässt.
In solchen „sozialdarwinistischen Phantasien die Epidemien und Hungersnöten zu ‚natürlichen Selektionsvorgängen‘ […] und damit ‚Natur‘ parteiisch auf Seiten der ‚weißen Rasse‘ konstruieren“ eskalieren die Angst vor der Entfremdung durch eine kulturelle Wurzellosigkeit und die esoterische elitäre Selbstverortung in der mutmaßlich homogenen Tradition eines tatsächlich gänzlich fragmentierten Blicks auf eine heterogene Vergangenheit.

### Rechtsesoterik
Über die Beschäftigung mit Geheimgesellschaften, Sekten, neureligiösen, heidnischen sowie mit okkultistischen Organisationen und Gruppierungen, welche auf der gezielten Abgrenzung vom modernen sowie postmodernen Weltbild beruht und eine tieferführende Sinnsuche beinhaltet, wurden heidnische und esoterische Ausläufer des Faschismus aufgegriffen. In der Suche nach transzendenten Erfahrungen bilden Runen, germanische sowie keltische Mythologie, ebenso wie die allgemeine Beschäftigung mit Magie und Mystik, ein gemeinsames Interessenfeld.
So werden in Teilen der Schwarzen Szene rechtsesoterische Denker wie Karl Maria Wiligut, Jörg Lanz von Liebenfels, Guido von List und Otto Rahn rezipiert. Die Bezugnahme auf die heidnischen Ausläufer des Faschismus ist insbesondere in dem ariosophisch ausgelegten Gebrauch von Runen zu finden. Speziell die Elhaz-Rune wird hierbei häufig verwandt. Die von List erarbeiteten Aspekte magischer Kräfte von Runen wurden mehrfach von Musikern der Szene aufgenommen. Bücher über Runen wurden unterdessen in Szenemedien beworben und zum Teil durch rechtsextreme Verlagshäuser vertrieben.

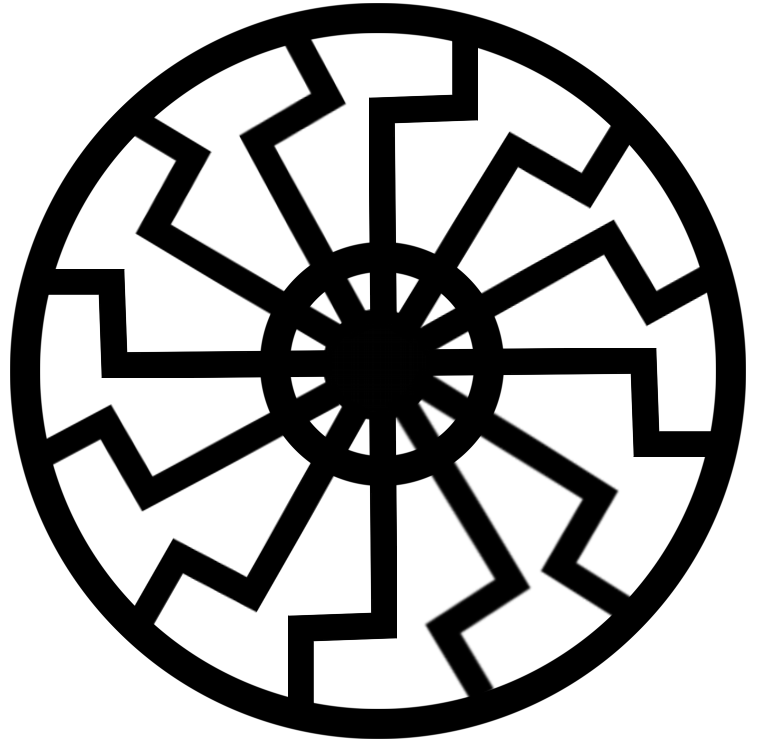
Das Symbol der Schwarzen Sonne gilt als ein wichtiges Ersatz- und Erkennungssymbol der rechtsesoterischen bis rechtsextremen Szene

Die Schwarze Sonne nimmt in dieser Kombination aus Rechtsesoterik und Schwarzer Szene eine besondere Position ein. Musikgruppen wie Allerseelen und Von Thronstahl greifen auf die Darstellung in einer an dem Bodenornament des ehemaligen Obergruppenführersaals der Wewelsburg angelehnten Variante zurück. Josef Maria Klumb nennt die Schwarze Sonne „das Symbol unserer […] Bewegung“ und ein Zeichen einer „Umbruchszeit, die kulturell […] längst nicht mehr von ›links‹ aus bewegt wird.“ Das Symbol wurde nicht nur von kontroversen Gruppen genutzt, sondern im Jahr 2009 bei einer der größten Veranstaltungen der Szene, dem Wave Gotik Treffen, zur Gestaltung der Obsorgekarte verwandt. Renommierte Szenekünstler wie ASP und fetish:mensch wehrten sich vehement gegen die damit erzeugte „Politisierung des Festivals“ und gegen den Umstand, dass die einzig erkennbare Verbindung zu der von den Veranstaltern erklärend angeführten Herrmannsschlacht darin läge, „dass beide Themen in neofaschistischen Gruppierungen einen hohen Stellenwert einnehmen“. Mit solchen Gegenstimmen bleibt das Symbol, das häufig als rechtsesoterisches Erkennungszeichen gewertet wird, auf einen kleinen Teil der Szene beschränkt.
Weitere Überschneidungen zur Ariosophie finden sich in der häufig beschworenen Lichtrasse, die von einigen Interpreten in ein eurozentrisch und ethnopluralistisch aufgeladenes Ideologiekonstrukt eingebettet wird. Ebenso bietet die Idealisierung des Völkischen und Natürlichen, einhergehend mit der Ablehnung des Urbanen, völkisch aufgeladene Parallelen, unter deren Vorzeichen einzelne Interpreten des Dark Wave auf die esoterische Ausläufer des Faschismus zurückgreifen.

### Pose der Männlichkeit
In der Schwarzen Szene herrscht kein einheitliches Bild von Männlichkeit vor. In Fragen der sexuellen Orientierung entspricht der Szenemainstream dem gesellschaftlichen Mainstream. Betonte Androgynie ist in der ästhetischen Selbstinszenierung eines Großteils der männlichen Szenegänger üblich und akzeptiert. Unter anderem ist das Nutzen von Schminke und Nagellack in der Szene bei Männern verbreitet. Themen der sexuellen Orientierung und geschlechtlichen Identität wird in der Szene, entsprechend der generellen Offenheit jedem Individuum gegenüber, respektierend begegnet. Entgegen den meisten Subkulturen wird männliche Vulnerabilität aufgegriffen und akzeptiert. Für Teile der weiblichen Szenegänger hingegen ist es eine „übliche Praxis“, „sich aufreizend zu stylen“, ohne damit eine „Sexualisierung der Atmosphäre“ oder übergriffiges Verhalten zu provozieren.
Gegenüber diesem Szenemainstream, der zwar ein stereotypes erotisch aufgeladenes Frauenbild pflegt, jedoch diesem kein einheitliches männliches Pendant entgegensetzt, besteht in Teilbereichen der Szene ein das Maskuline als „Superhelden-Stories“ überinszenierendes und auf „Härte und Provokation“ bauendes Bild von Männlichkeit, „das nichts mehr gegenüber dem Bestehenden einklagt, sondern als Gladiatorenspiel das Gefühl befriedigt, daß die Bühne noch die Ordnung des Stärkeren zu behaupten weiß.“ In der gepflegten semifaschistischen Ästhetik werden dem vulnerablen Mann archaisch-elitäre Männlichkeitsvorstellungen gegenübergestellt, die den Mann als sexuell potenten Krieger definieren.
In den Darstellungen und Darbietungen dieser Interpreten wird ein sozialdarwinistisches Männlichkeitsverständnis transportiert, in welchem „sämtliche Gesten der Männlichkeit und Härte […] für Sieg und Überlegenheit stehen“.
Mit einem solch stereotypen Bild von Männlichkeit geht nach Büsser die Abwertung von allem einher, das aus der eigenen Ideologie heraus als unmännlich gilt. In einer derart maskulin geprägten Szene, „die ganz auf Härte aufbaut“, bleibt sie ein „Männerbund, in dem Frauen auf ihr Geschlecht und auf Fortpflanzung reduziert sind, während alles was im Leben wirklich zählt (Kameradschaft, Spaß, Zusammenhalt) doch nur von Männern geteilt wird“. Homosexualität wird hierbei entweder negierend verdrängt, oder „in das morbide Konzept einer dem Untergang geweihten Kameradschaften“ gestellt.

## Diskursgeschichte: Musikstile und Interpreten
Die Auseinandersetzung mit den Themen Faschismus und Totalitarismus ist in den Ursprüngen der Szene verwurzelt. Die folgende Darstellung der Diskursgeschichte orientiert sich an den Subszenen beziehungsweise Musikstilen und Interpreten deren Wirken im Hinblick auf potentielle Synergien besondere Aufmerksamkeit erfuhr.
Im Zentrum des Interesses standen ursächlich die Zusammenhänge zwischen Individuum und Kollektiv sowie das konfrontierende Aufgreifen gesellschaftlicher Tabus. Ausgehend von der gesellschaftlichen Tabuisierung und Dämonisierung des Nationalsozialismus und den mit dem NS-Regime einhergehenden Verbrechen stellten Künstler des Post-Punk und Industrial in den 1970er und 1980er Jahren intertextuelle und ästhetische Bezüge zur Zeit des Nationalsozialismus, insbesondere zum Holocaust, her. Hierzu wurde nicht nur die Rolle der Opfer eingenommen und dargestellt. Ebenfalls wurde die Rolle der Täter inszeniert. In diesen Täterinszenierungen wurde auf eine Dämonisierung verzichtet, vornehmlich werden diese Täterbilder als aufklärerische Darbietung gewertet, die das faschistische Potential der Gesellschaft und jedes Individuums aufzeigen sollen. Ein Teil dieser Aktionen wurde von Kritikern als kommerziell motiviert gedeutet. So standen unter anderem Joy Division und Rammstein in der Kritik, sich über die Bezugnahme auf das Dritte Reich profilieren zu wollen.
Bereits Vorreiter der Szene griffen auf faschistoide Requisiten, Äußerungen und Aktionen zurück. Im Verlauf der Entwicklung der Szene wurde das Beschäftigungsfeld um Elemente der zugehörigen Ideologien erweitert. Insbesondere intertextuelle Bezüge zu protofaschistischen und nationalistischen Ideologen, Künstlern und Lyriker sowie die ästhetische Aufbereitung von Künstlern aus der Zeit des Nationalsozialismus wurden im Verlauf der 1980er und 1990er Jahre zu einem Bestandteil der Auseinandersetzung mit dem Faschismus in der Schwarzen Szene. Ob diese Aufarbeitungen als Affirmation oder als Kritik verstanden werden sollten, wurde in vielen Fällen nicht abschließend geklärt.
Die Diskussion um eine mögliche Verherrlichung faschistischer Ideologeme wurde entlang der Namen populärer Szeneakteure geführt. Als Anknüpfungspunkte des Diskurses wurden in teils unterschiedlichen Zeitabschnitten DAF, Laibach, Boyd Rice, Der Blutharsch, Death in June, Sol Invictus, Blood Axis, Allerseelen, Josef Maria Klumb, Joachim Witt, Rammstein, Wumpscut, Funker Vogt, Feindflug und Nachtmahr aufgegriffen. Neben den Musikgruppen wurden Medien und Unternehmen, welche die rechte und die Schwarze Szene gleichermaßen bedienten, thematisiert. Weitere Musikgruppen und Akteure wurden vermehrt als Randbemerkungen in der Diskussion wahrgenommen und mit den Hauptströmungen verknüpft.
Besonders im Neofolk und Post-Industrial wurde in kritischen Auseinandersetzungen mit einzelnen Interpreten auf die Zusammenarbeit mit anderen vermeintlich fragwürdigen Interpreten verwiesen. Hierbei bildeten Boyd Rice, Death in June, Sol Invictus, Blood Axis und Der Blutharsch ein Netz, das die These des Rechtsextremismus jedes Einzelnen in Form eines Zirkelbezugs vermeintlich stützt, ohne dabei die einzelnen Interpreten separat zu überprüfen.
Die Gegner griffen die Musik sowie einzelne Interpreten als kryptofaschistische Hundepfeifenpolitik an. Die Fürsprecher halten dem entgegen, dass Musiker und Interpreten als aufklärerisches, die Faschismen der Gesellschaft spiegelndes Gesamtkunstwerk sowie als Entmystifizierung der gesellschaftlichen Dämonisierungen des Nationalsozialismus und Faschismus zu sehen seien.
Jenseits einiger Skandalisierungen begann der Diskurs um die Verbindung von pop- und jugendkulturell rezipierter rechtsextremer Musik in Deutschland in den frühen 1990er Jahren. Nach den rassistisch motivierten Anschlägen und Ausschreitungen in Hoyerswerda 1991, Rostock-Lichtenhagen und Mölln 1992 sowie Solingen 1993 stieg das öffentliche Interesse am Rechtsrock und rechtsextremer Musik. Im Zuge dieses Interesses wurde besonders die Rockgruppe Störkraft in TV- und Printmagazinen aufgegriffen. Die Auseinandersetzung mit den rechtsextremen Auswüchsen von Jugendkulturen und -szenen begann etwa im gleichen Zeitraum. Engere Zusammenhänge zwischen Mainstream, rechter Jugendkultur und rechtsextremer Musik wurden erstmals in dem von Max Annas und Ralph Christoph herausgegebenen Buch Neue Soundtracks für den Volksempfänger analysiert.
Ab der zweiten Hälfte der 1990er Jahre fand die sozialwissenschaftliche Beschäftigung mit der Schwarzen Szene im Hinblick auf das Eindringen und Aufgreifen rechtsextremer Ideologien statt. Neben Journalisten und Wissenschaftlern brachten sich die kulturpolitischen Gruppen Gruftis gegen Rechts aus Kassel und Bremen mit offenen Briefen und Informationsschreiben kritisch in den Diskurs ein. Mit Letzte Ausfahrt Germania des damaligen Rock-Hard-Redakteurs und späteren Deaf-Forever-Mitbegründers Wolf-Rüdiger Mühlmann erschien 1999 das erste Buch, das sich, mit der Neuen Deutschen Härte, einem der kritisierten Stile rechtfertigend widmete. Die anfänglich in Zeitschriften und Schriftenreihen wie Jungle World, Spex und Testcard geäußerte Kritik fand im Jahr 2002 einen ersten Höhepunkt in dem Buch Ästhetische Mobilmachung. Als vermeintlicher Gegenentwurf aus dem Post-Industrial- und Neofolk-Umfeld erschien 2005 das Buch Looking for Europe. Beiden Büchern wird vorgeworfen, den Themenkomplex einseitig zu betrachten.
In folgenden kultur-, sozial- und musikwissenschaftlichen Auseinandersetzungen mit der Schwarzen Szene wurden mögliche rechtsextreme Ideologien meist nur verweisend erwähnt und kaum analytisch aufbereitet. In dem von Alexander Nym herausgegebenen Sammelband Schillerndes Dunkel kommen überwiegend Fürsprecher zu Wort. Mit Martin Lichtmesz, Stephan Pockrandt, Dominik Tischleder und Michael Moynihan sind Autoren vertreten, deren Arbeiten in Sigill, Zinnober, eigentümlich frei, Junge Freiheit, Sezession, Filosofem oder Hagal in neurechten bis rechtsextremen Zeitschriften abgedruckt wurden. Lichtmesz gilt als wichtiger deutscher Vertreter der neurechten Identitären Bewegung. Pockrandt, der seine Arbeit als subjektives Interesse ohne politische Motivation entschuldigte, stand mit den von ihm herausgegebenen Zeitschriften Sigill und Zinnober sowie mit seinem Label „Eis & Licht“ selbst in der Kritik, neurechtes Gedankengut in die Schwarze Szene zu tragen. Der gleichen Kritik sah sich Tischleder ausgesetzt, der nach Pockrandt die Herausgabe des Zinnober übernahm und später Beiträge für die neurechte Monatsschrift eigentümlich frei verfasste. Von Moynihan, der nicht nur mit seinem Musikprojekt Blood Axis in der Kritik steht, rechte Ideologien zu verbreiten, wurden Essays in unterschiedlichen neurechten bis rechtsextremen Zeitschriften veröffentlicht.

### Vorreiter der Schwarzen Szene

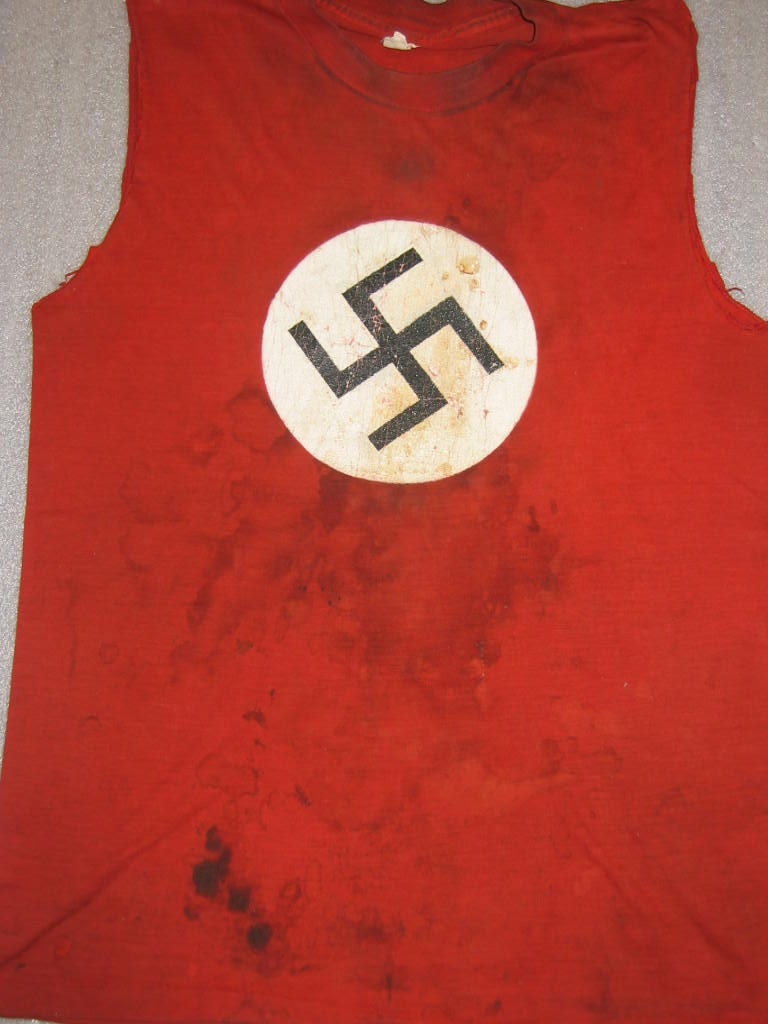
Das populäre, von Sid Vicious getragene, Shirt mit Swastika-Aufdruck

Die Proto-Punk-Band The Stooges und deren Sänger Iggy Pop gelten für die Anfänge des Gothic Rock und Post-Punk als prägend. Bereits 1970 nutzten sie Uniformen und Medaillen des Dritten Reichs als Staffage. Insbesondere Ron Asheton und Iggy Pop kleideten sich in Uniformen und schmückten sich mit Orden des Nationalsozialismus, um das Publikum zu schockieren.
Die als Sängerin des Debüts von Velvet Underground berühmt gewordene Nico interpretierte 1974 auf ihrem Album The End das vollständige Lied der Deutschen. Die Aufführung des Liedes führte in Deutschland zu einem Eklat. Nachdem sie das Stück Andreas Baader widmete, wurde sie noch während des Konzertes attackiert und bedroht. Dabei wurde ihre Adaption in späteren Besprechungen als Ausdruck einer „Art des Erlebens des historischen Gewichts einer Verbitterung gegen ihr Vater/Mutterland, das für sie schicksalhaft ist“ gewertet.
Im Jahr 1976 fiel David Bowie mit kontroversen Äußerungen und Handlungen auf. Während eines Interviews seiner Station-to-Station-Europa-Tournee stellte er die These auf, dass Großbritannien von einem faschistischen Führer profitieren würde. Im Anschluss an die Tour kam es zu einem als Victoria Station Zwischenfall populären Ereignis, bei welchem Bowie, in einem Kabriolett stehend, den umstehenden Passanten mit einer dem Hitlergruß ähnlichen Geste zuwinkte. Später schrieb Bowie sein Verhalten seinem damaligen Drogenkonsum und der seinerzeit gepflegten Kunstfigur des „Thin White Duke“ zu.
Im Punk, von Gruppen wie den Sex Pistols, so Diedrich Diederichsen, nahm das Hakenkreuz die Funktion eines „Zeichen des Schocks“ als Bekenntnis zu „Amoral und Nihilismus“ ein. Kein direkter politischer Ausdruck, weder im aufklärerischen konfrontierenden Sinn noch in der Entsprechung der mit dem Symbol einhergehenden nationalsozialistischen Überzeugung, sei hier auszumachen. Vielmehr ist das Aufgreifen des Symbols im Punk Ausdruck einer generellen nihilistischen Antihaltung.

### Früher Post-Punk und Gothic-Rock

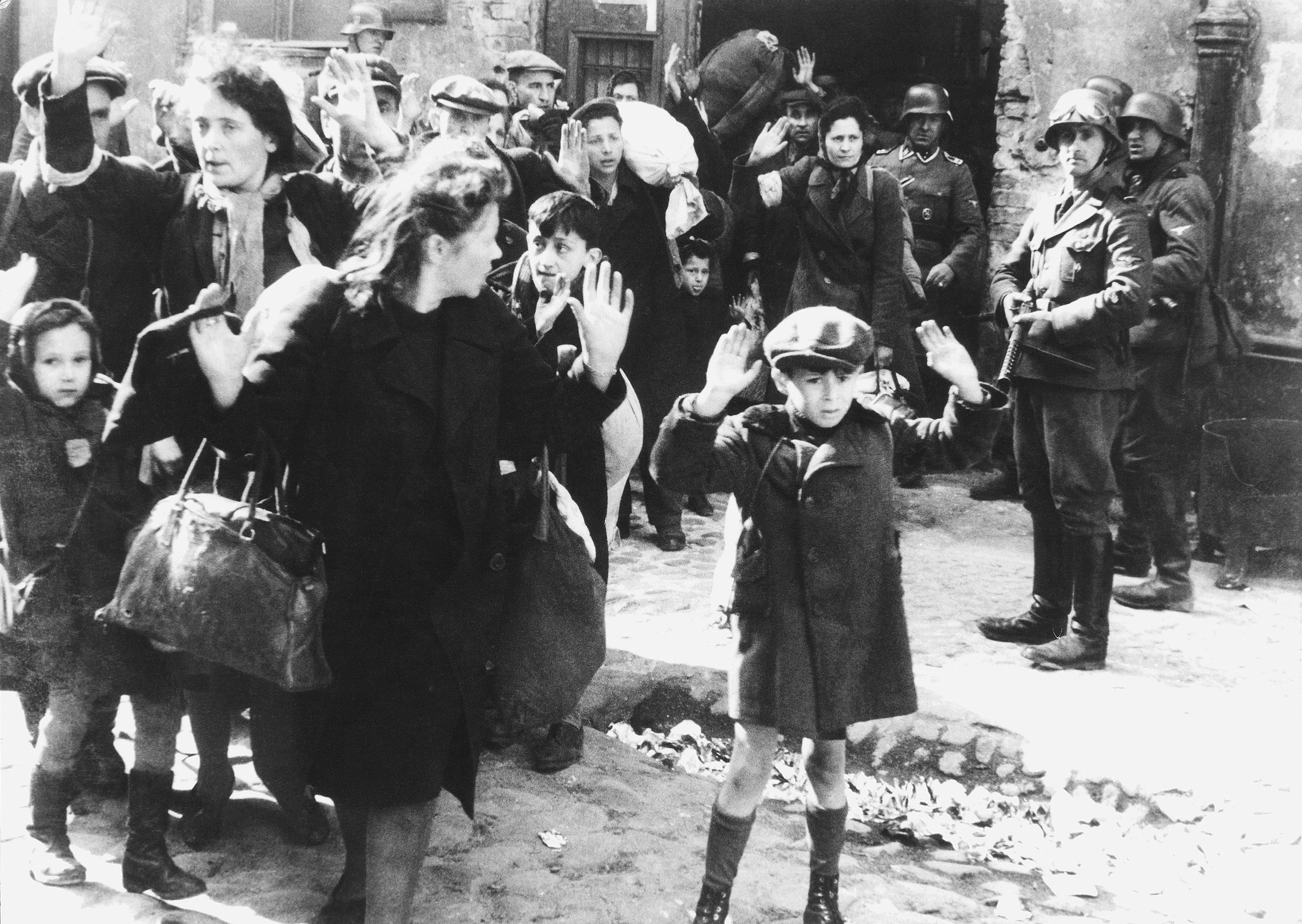
Für die Rückseite der An-Ideal-for-Living-Single adaptierte Sumner den Jungen im Vordergrund und den SS-Mann Josef Blösche mit MP im Anschlag, der berühmten Fotografie aus dem Stroop-Bericht

1976 zum ersten Auftritt von Siouxsie and the Banshees beim 100-Club-Festival trug Siouxsie Sioux eine Hakenkreuz-Armbinde. Die Armbinde kombinierte sie mit Fetischkleidung, um das Establishment zu erzürnen. Ein Jahr nach dem ersten Auftritt der Banshees rief Bernard Sumner während eines Auftritts von Joy Division „Erinnert ihr euch an Rudolf Heß?“ in das Publikum. Joy Division, die sich nach einer fiktiven Abteilung von Zwangsprostituierten aus dem KZ-Roman The House of Dolls benannt hatten, wussten um die Möglichkeit, mit solchen Äußerungen zu polarisieren, und brachten sich, laut Dave Thompson, hierüber ins Gespräch. Ähnlich wie die Industrial-Gruppe Throbbing Gristle spielten Joy Division, auf dem Cover der An Ideal for Living sowie bei Konzerten, mit Nazi-Ästhetik oder ähnlichen Designs. Die An-Ideal-for-Living-7″-Single erschien ursprünglich mit einem von Sumner gezeichneten und von einem Hitlerjugendplakat adaptierten Hitlerjungen als Motiv. Kontrastiert wurde das Motiv von einer Adaption eines Bildes aus dem Warschauer Ghetto auf der Rückseite. Nachdem die Gruppe in Rob Gretton einen Manager gefunden hatte, distanzierte sich die Band von der faschistoiden Ästhetik. Die Neuauflage der EP verzichtete ganz bewusst auf das Motiv und präsentierte das Foto eines Baugerüstes als Covermotiv. Rob Gretton veranlasste die Änderung der Gestaltung, um sich von dem zunehmend zum kommerziellen Problem werdenden Nazi-Image der Band zu lösen. Noch im Juni 1978 wurde An Ideal for Living im Sounds unter dem Titel „Nicht noch so ein Faschismus-aus-Spaß-und-Profitgier-Mob.“ (Sounds) besprochen. Hinzukommend trug der harte Klang von Bernard Sumners deutschem Pseudonym Bernard Albrecht zu Diskussionen um die politische Ausrichtung bei. Dass frühe Lieder wie Walked in Line den Faschismus unmittelbar thematisierten, wurde ebenfalls als Vorwurf aufgegriffen. Auf der Tonspur ihres ersten Videos befindet sich die Rede des Polizeichefs von Manchester, in der er die Einrichtung von Arbeitslagern für die vielen Arbeitslosen der Stadt fordert. Daran schließen sich gebrüllte Nazi-Parolen deutscher SS-Leute an. Peter Hook erläuterte die Übernahme von Nazi-Symbolen als Teil einer Faszination und allgemeinen Fixierung auf den Krieg, die zuvor schon durch Sex Pistols, Siouxsie and the Banshees und Throbbing Gristle provozierend aufgegriffen wurde. Ziel sei die Auseinandersetzung mit dem bis dahin meist tabuisierten Thema gewesen.
Ähnliche Bezugsnahmen fanden im frühen Gothic-Umfeld weiterhin statt, so benannte sich die Gruppe The March Violets nach den Märzveilchen genannten Opportunisten, die nach der Machtübernahme 1933 in die NSDAP eintraten. Die Gruppe Christian Death kokettierte unter Rozz Williams mit Devotionalien des Nationalsozialismus, bis hin zu einem Auftritt, zu welchem Williams eine Reichskriegsflagge als Cape trug.

### Industrial und Post-Industrial
Die Musikwissenschaftlerin Carla Murek beschreibt die „Aufarbeitung verdrängter faschistischer Geschichte […], nicht nur im Kopf, sondern in der Psyche, am Körper – ausgerechnet von einer Generation, die nicht mehr ‚dabei‘ war“ als einen Aspekt der Industrial Culture. Interpreten wie Throbbing Gristle, Nurse With Wound, SPK, Monte Cazazza und Whitehouse beleuchteten die Verbrechen des Nationalsozialismus „gleichermaßen aus der Opfer- wie der Täterseite.“
Mit Kompilationen, die Ilse Koch oder dem KZ Neuengamme gewidmet waren, sowie mit einem Whitehouse-Album, das sich direkt auf das KZ Buchenwald bezog, wurden Opfer und Täter gleichermaßen betrachtet. Dabei versuchten die Künstler der Industrial Culture „den Zusammenhang zwischen sozialem System und Psyche zu begreifen“. In diesem Kontext wird die Beschäftigung mit den Gräueln des Dritten Reiches wie jene mit Massenmorden, Amokläufen, Folter, Sadomasochismus und unterdrückter Sexualität verortet.

#### Throbbing Gristle

Das Flash-and-Circle-Symbol der Flagge der BUF wurde von Throbbing Gristle in einer Variation als Band-Emblem genutzt

Die Urgruppe des Industrials, Throbbing Gristle, stellte Schock- und Tabuthemen im Kontext der Popmusik in einen kritischen Diskurs.
Neben anderen Schockelementen wurden Faschismusbezüge in der Popkultur „bewußt praktiziert und [ihr] provokant entgegen gesetzt“. Diese Bezüge durchzogen das Œuvre der Gruppe. So nannten sie in einer Anlehnung an Konzentrationslager ihr Musikstudio die „Death Factory“ und als Labelogo wählte Genesis P-Orridge eine Fotografie des Auschwitz-Krematoriums, die P-Orridge während einer Polenreise selbst gemacht hatte.
Als Band-Emblem nutzten Throbbing Gristle hingegen eine Abwandlung des England-Awake-Blitzes der British Union of Fascists. Für die Gestaltung einiger Tonträger, wie den Singles Subhuman und Distant Dreams Part Two, wurde auf Bilder des Holocaust zurückgegriffen. Ebenso wurden weitere intertextuelle und visuelle Bezüge zum dritten Reich in den Auftritten und Liedtexten hergestellt. Spätere Interpreten der Schwarzen Szene, zum Teil ohne direkten Bezug zur Industrial Culture und zu Throbbing Gristle, nutzten ebenfalls Abwandlungen faschistoider Symbole in ihrer Selbstdarstellung. Marilyn Manson griff für Antichrist Superstar und The Golden Age of Grotesque auf eine entsprechende Ästhetik zurück. Untoten variierten das Symbol der paramilitärischen Organisation Hird, der norwegischen Nasjonal Samling, als Teil ihres Namensschriftzuges.
In einigen Konzerten trat Throbbing Gristle in Kampfanzügen auf, während P-Orridge dem Publikum im totalitären Gestus Befehle entgegen bellte. Aus diesen Auftritten entstand das Stück Dicipline, welches 1981 als Single veröffentlicht wurde. Die Single wurde mit einem Bild illustriert, das die Gruppe vor dem größten Dienstgebäude des ehemaligen Reichsministeriums für Volksaufklärung und Propaganda zeigt.
Reynolds zufolge verfingen sich Throbbing Gristle zeitweise in ihrer Beschäftigung mit dem Faschismus, nachdem „die Beschäftigung mit Sekten und Geheimgesellschaften […] P-Orridge an Bücher herangeführt [hatte], die sich mit den okkulten Obsessionen des harten Kerns der Nazis beschäftigten“. Als besonderen „Ausflug in die dunkleren Bereiche paranoider Psychologie und ein Experiment mit der protofaschistischen Methode, Sündenböcke auszumachen und zu verfolgen“ gilt eine kurze Episode der Gruppe, aus welcher die Single Subhuman resultierte. Nachdem sich Fahrendes Volk in unmittelbarer Nachbarschaft zum Domizil der Gruppe niedergelassen hatten und zeitgleich die Diebstahlrate im Quartier anstieg, verbarrikadierten sich Throbbing Gristle mit Stacheldraht und schwarz getünchten Fenstern in ihrem Haus und richteten Infraschallwellen gegen das Lager der Menschen, die sie als subhumans (‚Untermenschen‘) bezeichneten. Die direkten Auswirkungen in Form von Kopfschmerzen, Schlafstörungen, Alpträume und Ängsten veranlasste die Vagabunden zügig weiterzuziehen. Auf dieser Erfahrung baute das Lied Subhuman auf. Als Single wurde diese 1981, nebst einem Bild eines Schädelbergs, mit der Fotografie eines Wohnwagens illustriert. Der Text stellte einen weiteren Bezug zu der Erfahrung mit dem fahrenden Volk her: “You make me dizzy with your disease, I want to smash you and feel at ease”.

#### Laibach

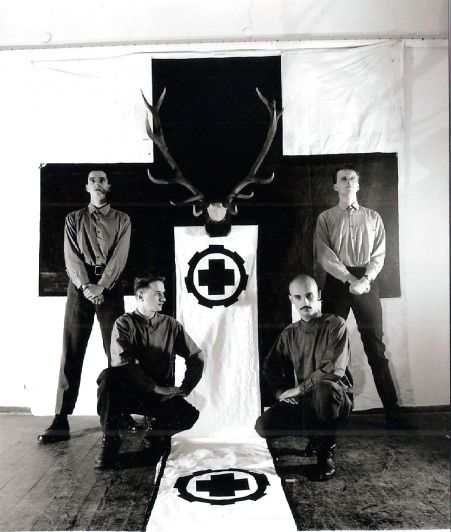
Pressefoto aus dem Jahr 1983, inklusive Banner und Uniformen

Laibach waren bereits mit Beginn ihrer Karriere für provokante Auftritte bekannt. Aufgrund kontroverser Bühneninszenierungen erhielt das Kollektiv 1983 in ihrem Heimatland, der damaligen Republik Jugoslawien, ein bis 1987 gültiges Auftrittsverbot.
Ein Großteil der Musik der Gruppe greift auf einfache Marschrhythmen zurück, zu welchen „Texte – häufig auf deutsch – mit tiefer Stimme gesprochen oder gesungen werden“. Dabei wird meist ein mit entsprechenden Schlagwörtern versehenes totalitär wirkendes Vokabular genutzt. Unterdessen werden synthetisch erzeugte opulente Orchesterarrangements bemüht, welche vorhandene Tonfragmente aus Filmen, Hymnen und weiteren fremden Werken zitieren und nicht selten wagneresque Züge aufweisen.
Im Jahr 1985 fand die erste Tournee Laibachs durch Deutschland statt, welche die Gruppe mit Plakaten als „Die erste Bombardierung“ bewarb. Die deutsche Presse reagierte empört auf die „Provokationen und undurchsichtige[n] Aussagen seitens der Mitglieder“.
Laibach spielen mit „den Widersprüchlichkeiten von modernen Musikelementen und der Verkörperung des perfektionistischen, bürokratischen Deutschen“. Nach Stiglegger betrieben Laibach mit der faschistisch konnotierten Ästhetik eine gezielte Konfrontation des kommunistischen Jugoslawiens.
Hier pflegt das Kollektiv eine Strategie der „›Über-Identifizierung‹ mit politisch totalitären Systemen in musikalischer sowie visueller Hinsicht[.]“ Die totalitär geprägte Selbstinszenierung mittels militärisch scheinender Uniformen und Symbole wirkt einer Identifizierung des einzelnen Werkes als Affirmation oder kritische Reflexion entgegen. Mittels Übersetzungen und Übertragung fremder Werke wie Live Is Life von Opus oder One Vision von Queen in den eigenen Stil werden potentiell totalitäre Züge der Popkultur dekodiert.

#### DAF
Das für die Electronic Body Music prägende Duo DAF äußerte den Anspruch, jedes sie interessierende Thema, unabhängig von der jeweiligen Tabuisierung oder Skandalisierung, spielerisch aufzugreifen. Dabei pflegte die Band in der „Ästhetisierung physischer Perfektion und Kraft“ einen Muskel- und Männlichkeitskult, der „an jenen Zwielichtigen Bereich [grenzte], in dem faschistoider Futurismus und kommunistischer Konstruktivismus aufeinandertreffen“. In der bewussten Ignoranz gegenüber jedwedem gesellschaftlichen Tabubereich verbuchte das Duo mit der Single Der Mussolini und dem Album Alles ist Gut 1981 einen horrenden kommerziellen Erfolg. Das Album verkaufte sich 1981 100.000 Mal und wurde zum Zentrum einer medialen Kontroverse. Der Text, in welchem Tanzanweisungen mit den Namen Adolf Hitler, Mussolini, Jesus Christus sowie mit der Ideologie des Kommunismus verbunden wurden, wurde ebenso kritisiert wie Delgados Gesangsstil und Bühnenperformance. Das Lied wurde seinerzeit als „geschmacklos, destruktiv [und] politisch gefährlich“ eingestuft. Dem Auftreten DAFs wurde eine, dem Faschismus nahestehende, teutonische und männerbündische Ästhetik nachgesagt. Reynolds bezeichnet DAF hingegen als „erotische Renegaten in der Tradition von Genet, de Sade und Bataille.“ Ihr Frühwerk, die Auftritte und die Selbstinszenierung des Duos gelten als Blaupause für die später in der Schwarzen Szene rezipierten Musikstile EBM und Neue Deutsche Härte.

#### NON

Die liegende Wolfsangel mit Querstrebe nutzte vor Rice die nationalsozialistische Untergrundorganisation Werwolf

Der selbsterklärte Sozialdarwinist Boyd Rice nutzt das häufig von rechten Gruppierungen gebrauchte Symbol der Wolfsangel als Zeichen der von ihm mitgegründeten Abraxas Foundation sowie in diversen Albumgestaltungen, erstmals 1987 auf dem Album Blood & Flame. Für Rice, der zeitweilig Mitglied der American Front war, leitet sich das Symbol von der Rune Ihwa ab und symbolisiert in Rice’ Vorstellung ein ausbalancierendes Gleichgewicht zwischen kreativen und destruktiven Kräften, welche er als naturgegeben interpretiert. Auf dem 1992 erschienenen Album In the Shadow of the Sword, welches zu einem Großteil aus Aufnahmen der populären Osaka-Performance besteht, stellt er seine sozialdarwinistische und fatalistische Interpretation der Geschichte mitunter anhand des NS-Regimes dar: “And might was right, when german troops pured down through Paris gay […] The strong must ever rule the weak […], If you are fit you’ll rule and reign”. Als Kernthese seines sozialdarwinistischen Fatalismus benennt Rice die Dominanz der Starken über die Schwachen und der Intelligenten über die Starken. Im Zuge solcher materialistisch-philosophischer Überlegungen wehrt sich Rice einerseits gegen die Unterstellung ethnischer Diskriminierungen, benennt jedoch andererseits Hitler als Symbol der Reinheit sowie den Circus Maximus, Konzentrationslager und Massenmorde als Metaphern eines natürlichen Selektionsfaktors.
Als weiterer Kritikpunkt wird sein Auftritt in der Fernsehsendung  Race and Reason des Rassisten Tom Metzger angemahnt. Rice erklärt den Auftritt als Absprache, welche er in Vorbereitung eines als Outsiders geplanten Buches zu extremen Persönlichkeiten der amerikanischen Kulturgeschichte einging. Er schrieb Metzger neben Anton Szandor LaVey, Alex Joseph und Meir Kahane an, um Interviews mit diesen zu vereinbaren. Metzger willigte unter der Bedingung ein, dass Rice im Gegenzug in dessen Fernsehsendung auftrat. Während Rice sein Interesse an protofaschistischen Ideologemen eher als allgemeine antiegalitäre Kulturkritik ohne konkrete Erwartungen sah, konnte er sich mit den von Metzger vertretenen konkreten auf die aktuelle amerikanische Politik und Gesellschaft vertretenen Positionen, die aktive Eingriffe in die Gesellschaftsordnung forderten, nicht identifizieren.
Diesel und Gerten verweisen auf eine Vielzahl ironischer Brüche im Werk des Musikers, die darauf hindeuten, „dass all diese Kriegsbegeisterung schwerlich ernst zu nehmen ist“. Sozialdarwinistische Aussagen und Selbstverortungen als Faschist schließen sich ähnlichen Brüchen an. Rice selbst negierte letzthin jedwede politische Überzeugung. Nach Gerten und Diesel widersprächen Rassismus, Homophobie, Antisemitismus oder Sexismus hinzukommend seinem sozialen Umfeld.

#### Der Blutharsch
Das 1997 von Albin Julius gegründete Military-Pop-Projekt Der Blutharsch wurde von Julius martialisch inszeniert. Als Insigne der Gruppe griff er erst auf eine Sig-Rune, später auf ein Eisernes Kreuz zurück. Zu ihren Auftritten trugen Julius und Marthynna uniformähnliche Kleidung in Schwarz und Grau oder in Schwarz und Weiß.
„Julius verband mit seiner Band bereits von Beginn an die Vorstellung, mit ihr die ›männliche Seite‹ des Lebens zu präsentieren.“ Die Musik wurde martialisch auf das Konzept des Projektes hin ausgerichtet: „Der Mann als Krieger, für den nur gilt ›Kampf, Sieg oder Tod‹[.]“ Langebach sah in dem auf Krieg und Soldatentum aufbauenden Image und der zugehörigen Präsentation eine Entsprechung der „ästhetischen Beschwörung des ›heroischen Realismus‹ bei Werner Best.“ Das Frühwerk der Gruppe reproduziere lyrisch ein einfaches „Freund-Feind-Schema, in dem die Vernichtung des Anderen explizit formuliert wird.“ Als weiteres Indiz wurde besonders die gemeinsame Split-Veröffentlichung mit ZetaZeroAlfa aus dem Jahr 2003 herangezogen. ZetaZeroAlfa gilt als offizielle Musikgruppe der rechtsextremen Organisation CasaPound Italia. Diesel und Gerten sahen in dem Frühwerk und frühen Inszenierung eine zynische Dekonstruktion und Überspitzung jedes Totalitarismus. Ein eindeutiger Zusammenhang oder gar die offene Verherrlichung des Nationalsozialismus sei nicht im Werk der Gruppe auszumachen.
Bis zum Jahr 2010 änderte Julius die Ausrichtung des Projektes und passte das Äußere dem nunmehr gespielten Psychedelic Rock an. Das frühere kontrovers diskutierte Auftreten bezeichnete er als gezielte Provokation und stellte sich damit in der Tradition des slowenischen Kollektivs Laibach. Die Kooperation mit ZetaZeroAlfa hingegen bezeichnete er als rein musikalisch veranlasst, gestand jedoch ein, mit den politischen Positionen der Gruppe nicht übereinzustimmen und keinen Kontakt mehr zum entsprechenden Personenkreis zu pflegen.

### Neofolk
Ähnlich fatalistische Affirmationen des NS-Regimes, wie sie bei Boyd Rice zu finden sind, werden Kritikern zufolge von diversen Interpreten des Neofolk und Industrial vertreten. Current 93 bezeichneten in den Begleitinformationen des Albums Thunder Perfect Mind Hitler als Inkarnation des Antichristen. „Obgleich damit der Nationalsozialismus nicht verherrlicht wird, so wird er doch religiös verklärt, und es werden seine weltlichen Ursachen verschleiert.“
Die Konstruktion einer nationalen und kulturellen, weißen und europäischen Identität anhand einer eklektizistischen Vermengung europäischer Geschichtsfragmente gilt als bezeichnend für die Offenheit der Neofolk-Szene gegenüber rechten Ideologiebeständen.
Anknüpfungspunkte an die neuen Rechten weist die Neofolkszene besonders in der Kritik an der Moderne, dem Verlangen nach einer eurozentrisch völkischen Identität und der damit einhergehenden elitären Selbstverortung auf. Insbesondere in der Suche nach kulturellen Bezugspunkten der eigenen Identität wurden völkische, nationalistische, faschistische und nationalsozialistische Symbole, Ideologien und Personen aufgegriffen und aufbereitet. Die elitäre Selbstverortung begründete bei einigen Akteuren einen radikal fatalistischen Sozialdarwinismus.
Mit dem Rückzug auf Interpretationsoffenheit und der Ablehnung eindeutiger politischer Stellungnahmen enthalten sich viele der kritisierten Projekte einer deutlichen Verortung. Fürsprecher von Gruppen wie Death in June, Blood Axis und Allerseelen bezeichnen die Anknüpfungspunkte an rechte Ideologiefragmente als Provokationen und konzeptionell verankerte Gesellschaftskritik, die „mit Unbehagen, Ungewissheiten und provokant missverständlichen Anspielungen und Zitaten operiert.“ Kritiker halten dem die generelle Offenheit und Bereitschaft gegenüber neurechten und rechtsextremen Medien als mangelnde Abgrenzung entgegen, die von neurechten Akteuren genutzt wird. Eine Vereinnahmung von rechts ließ sich ohne die abschließende politische Verortung der kritisierten Projekte beobachten. Neben vielfachen Besprechungen und Interviews in neurechten und rechtsextremen Zeitschriften und Onlinemagazinen besuchen häufig entsprechende Personengruppen Neofolk-Konzerte. Noch im August 2016 berichtete der deutsche Rolling Stone über die Identitäre Bewegung und deren Musikvorlieben. Der österreichische Aktivist der Bewegung Martin Sellner gab in diesem Bericht den Neofolk als Musik der Bewegung an und führte die Gruppe Jännerwein als Einstieg in den Musikgeschmack der Bewegung an. Jännerwein reagierten mit einem offenen Brief an das Musikmagazin. Darin verbat sich die Gruppe, „für Politik solcher Art, ja überhaupt für Politik vor den Karren gespannt zu werden.“
Der neurechte Publizist Martin Lichtmesz beklagte 2010, im anhaltenden Versuch, Neofolk als rechte Gegenkultur zu deuten, dass es dem Neofolk nicht gelungen sei, sich als solche zu etablieren.
Die ehemalige Autorin der Jungen Freiheit Gerlinde Gronow weist auf eine mögliche affirmative Wirkung des Neofolk hin und schildert ihre Hinwendung zur Rechten Szene in Anlehnung an entsprechende Bands.

„Ich […] stamme selbst aus der Wave-Szene – Stichwort Death In June, Sol Invictus, NON. Dadurch wurde ich auf Autoren wie Evola, D’Annunzio, Ernst Jünger aufmerksam. Obwohl ich mich diesen Bands und Schriftstellern ursprünglich kritisch näherte, wurde ich nach und nach durch die unleugbare Faszination die von dieser Welt ausgeht, ästhetisch so gleichgeschaltet, daß mir der Schritt zur Jungen Freiheit irgendwann als ganz natürliche Konsequenz erschien.“

Als weiteres Problem im Hinblick auf die potentielle Vereinnahmung von rechts wird der Umstand benannt, dass Interpreten der zweiten Generation auf die Ästhetik zurückgreifen, ohne sich selbst aus der Tradition des Post-Industrials heraus entwickelt zu haben. Diese Interpreten weisen kaum bis keine ästhetischen oder stilistischen Brüche auf, welche einen kritischen Impetus transportieren können.
Im Diskurs um eine mögliche Vereinnahmung der Schwarzen Szene durch rechtsextremistische Gruppierungen nimmt die Debatte um Neofolkinterpreten wie Death in June, Sol Invictus, Allerseelen, Von Thronstahl und Blood Axis eine zentrale Rolle ein. Die meisten Publikationen zu potentiellen Überschneidungen zwischen Dark Wave und neuer Rechter behandeln ausführlich den Neofolk und dessen Interpreten. Als Kernschriften der Auseinandersetzung werden Ästhetische Mobilmachung von Speit und Looking for Europe von Diesel und Gerten gewertet.

#### Death in June

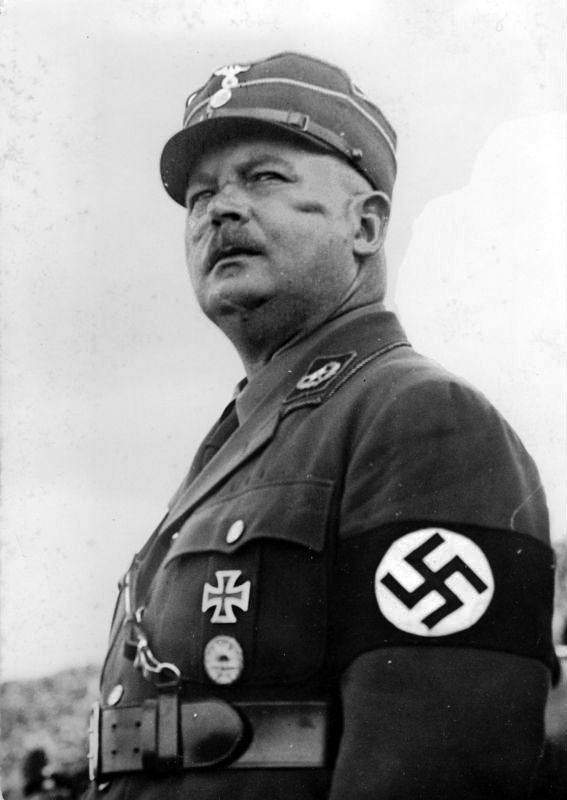
Der von Pearce idealisierte Ernst Röhm

Death in June spielen ebenso wie viele der ihnen nachfolgenden Interpreten mit Versatzstücken und Symbolen der europäischen Geschichte. So konstruieren und stützen Death in June einen Mythos einer europäisch-ästhetischen Reinheit in Ablösung von allen modernen Einflüssen und in Trauer um vergangene Zeiten, die mal römisch oder griechisch, mal skandinavisch oder deutsch sein können.
An die Stelle einer Weiterentwicklung bestehender Traditionen trat eine dialektische Kehrtwende aus dem musikalisch radikalen Industrial-, Post-Industrial- und Post-Punk-Umfeld, aus welchem die Band ursprünglich stammte. Die Vorstellungen von Reinheit und einem starken antiegalitären und antidemokratischen Europa durchzieht den Kritikern nach das Werk der Band.
Hier seien nach Büsser „eurozentrische, zum Teil sozialdarwinistische Mythen von todessehnsüchtigen Herren“ allgegenwärtig und diese schlagen sich in Texten von Stücken wie Last Europa Kiss – “But, I’ll never forget, My Last Europa Kiss, We are The Future – This Endless War” – oder Sons of Europe – “Sons of Europe, Make very sure, You don’t burn, In a Wall Street War, Sons of Europe Arise Arise” – nieder. Häufig wird ein kämpferischer Bezug zu einem Europa hergestellt, welches sich vornehmlich gegenüber der modernen kapitalistischen Gesellschaft und US-amerikanischen Einflüssen erheben möge.
In dem ursprünglich von Death in June 1984 veröffentlichten Stück The Death of the West, welches später von Sol Invictus neu interpretiert wurde, wird angelehnt an einen der wesentlichen Ideengeber der neuen Rechten, Julius Evola, Kritik an der Moderne geübt. Gerade Death in June, die als Hauptvertreter und Initiator des Neofolk gelten, weisen glorifizierende Bezüge auf faschistische Persönlichkeiten und auf eine faschistische Ästhetik auf. Douglas Pearce idealisiert nicht nur vergangene Zeiten und das Sterben für eine Sache, er bedient des Weiteren das Ideal einer Reinheit der Musik, fern jedweder Fremdeinflüsse, was einerseits als synthetische Instrumentierung, andererseits als afroamerikanische Rhythmik gedeutet wird.
Die Idealisierung eines völkischen europäischen Gedankens vor dem Hintergrund apokalyptischer Vorstellungen und dem Death in June inhärent liegenden Gefühl der Entfremdung führt zu zeitnahen Berührungspunkten mit faschistischen Gruppierungen, bis hin zum Frontbesuch der faschistischen HOS-Milizen im Kroatienkrieg. Pearce, der sich vom Opferkult des Krieges beeindruckt zeigte, nutzte später eine Fotografie eines Grabplatzes der HOS-Miliz zur Gestaltung des Albums KAPO. Das Bild wurde von dem an den Aufnahmen beteiligten Richard Leviathan als Synonym für den auf dem Album heroisch-patriotisch präsentierten Opferkult bezeichnet. Leviathan beschrieb es als ein „Sinnbild des notwendigen Menschenopfers für die ‚Geburt einer Nation‘[.]“
Pearce verehrt und idealisiert den langjährigen Führer der SA Ernst Röhm. So stellte Pearce, ungeachtet der Täterschaft Röhms, in Frage, „ob Röhm im Falle eines Sieges über Hitler den Zweiten Weltkrieg verhindert hätte“. Gemeinhin wird hierbei auf Pearces Homosexualität verwiesen und Röhm auf eine sexuell konnotierte Fetischfigur Pearce reduziert.
Die Rehabilitierung und Entpolitisierung faschistischer Symbole und Ideologiebestände von Death in June schließt die Nutzung eindeutiger Symbole wie das Totenkopfsymbol der 3. SS-Panzer-Division mit ein, welches für Pearce die „totale Gebundenheit an seine Kunst“ ausdrückt. Solche Überschneidungspunkte mit faschistischen, nationalsozialistischen oder neurechten Ideologiesystemen finden sich in der Verwendung von Symbolen wie dem leicht verfremdeten Logo der SS-Division Totenkopf, der Elhaz-Rune, des Begriffes Holocaust oder gar des Horst-Wessel-Liedes in einer vermeintlichen Loslösung vom Faschismus und Rückführung des eigentlichen Mythos, „obwohl es sich nicht erst beim SS-Totenkopf, dem Emblem von DEATH IN JUNE, um ein eindeutiges Symbol handelt, das […] ‚uneindeutig‘ konkrete Faschismusbegeisterung zu umschiffen vorgibt.“ So führt Pearce die Nutzung des Begriffes Holocaust im Stück Rose Clouds of Holocaust – “Rose clouds of Holocaust, Rose clouds of lies, Rose clouds of bitter, bitter lies”, als ‚vollständiges Brandopfer‘ übersetzt – auf ein Erlebnis inmitten isländischer Vulkane zurück. Das als Titelstück des Albums Brown Book vertonte Horst-Wessel-Lied bezeichnete Pearce als bewussten Tabubruch und Provokation. Die Vertonung des Horst-Wessel-Liedes sowie das Stück Rose Clouds of Holocaust sind nicht nur in die von Pearce proklamierte Interpretationsoffenheit eingebettet, sondern werden hinzukommend ohne kritische Auseinandersetzung oder Bewusstsein für die kontroverse Dualität auf den jeweiligen Veröffentlichungen präsentiert.
Fürsprecher der Gruppe verorten Death in June als missverständliches Gesamtkunstwerk, das sich dieser Elemente in kritischer Absicht bedient. Gernot Musch weist darauf hin, dass Pearce eine unangenehme und schmerzhafte Kunst anstrebe, die im Kontrast zu seiner folkloristisch gefälligen, von Leonard Cohen beeinflussten, Musik stünde. Dennoch räumt er ein, dass seine Selbstinszenierung als „misanthropisch und kämpferischer Kriegerpoet“ in Anlehnung an Genet und Mishima Wasser auf die Mühlen seiner Kritiker ist, die ihm Kryptofaschismus und Hundepfeifenpolitik vorwerfen. Pearce selbst lehnt jedwede Form des Chauvinismus ausdrücklich ab. Stiglegger sieht in der faschistoiden Ästhetik eine direkte Reaktion auf die zuvor als Crisis gemachten Erfahrungen mit der organisierten Linken. Pearce habe über das Spiel mit Uniformen und NS-Ästhetik eine Möglichkeit zur Abgrenzung und Konfrontation gegenüber der Szene gesucht, welcher er zuvor selbst angehörte.

#### Above the Ruins und Sol Invictus
Above the Ruins wurde von Tony Wakeford gegründet, nachdem Douglas Pearce ihn 1983 aus Death in June ausgeschlossen hatte. Als Hauptanlass für Wakefords Ausschluss gab Pearce Wakefords Mitgliedschaft in dem rechtsextremen British National Front an. Dieses Projekt wurde nach Veröffentlichung des Albums Songs of The Wolf und dem Beitrag The Killing Zone zu dem vom National-Front-Label White Noise Records lizenzierten Sampler No Surrender! beendet. Als weitere Musiker waren Ian Read von Death in June sowie Gareth Smith von der Blood-and-Honour-Gruppe No Remorse beteiligt. In späteren Interviews distanzierte sich Wakeford ausdrücklich vom National Front und der rechtsextremen Ideologie, die ihn damals als sozialistischen Patrioten angesprochen habe. Wakeford glitt eigenen Angaben nach über die Beschäftigung mit Otto und Gregor Strassers nationalbolschewistischer Schwarzer Front in den Rechtsextremismus. Im Nachhinein beschreibt er diesen Lebensabschnitt als eine selbstzerstörerische und unreflektierte, jedoch abgeschlossene Phase. Er wies darauf hin, dass viele seiner Freunde sowie seine Ehefrau, die jüdische Violinistin der Gruppe Sol Invictus Renée Rosen, unter dem damals von ihm idealisierten Gesellschaftsbild gewaltsam zu Tode gekommen oder nie geboren worden wären.
Nach seiner Distanzierung von Antisemitismus und Faschismus behielt Wakeford dennoch positive Bezüge zu ethnopluralistischen und eurozentrischen Positionen bei. Das zweite nach der Abspaltung von Death in June durch Tony Wakeford initiierte Projekt Sol Invictus proklamierte 1989 in dem, die Bombardierung Dresdens behandelnden, Stück Fields die Überwindung einer nationalen zugunsten einer europäischen Identität, die mit der Abschlusszeile „No more war amongst Brothers!“ neben einem europäischen Innen ein außereuropäisches Außen abzeichnet. Hier zeichnete sich die Übernahme des eurozentrischen Ideals der neuen Rechten im Kontext des Neofolk ab.
Noch im Jahr 1994 vermengte Wakeford mit Sol Invictus die Vorstellung von einer europäischen Identität mit der Ablehnung der modernen Gesellschaft als apokalyptischen Abgesang auf die Zivilisation. Das Album The Death of the West kombinierte mit intertextuellen Bezügen zu Oswald Spengler, Ezra Pound, Friedrich Nietzsche und Julius Evola einige der wichtigsten Quellen der sozialdarwinistischen und antidemokratischen Kulturpessimisten und damit wichtige Bezugspunkte der neuen Rechten. Später distanzierte er sich von der zuvor häufig geäußerten Kritik an den Vereinigten Staaten und sprach von einer Bedrohung des gesamten Westens.

#### Blood Axis

Das Kruckenkreuz des Austrofaschismus wurde von Blood Axis als Bandlogo genutzt

Michael Moynihan von Blood Axis erklärte in einem kontroversen Interview 1994, dass er im Hinblick auf den Holocaust dazu neige, das Töten von 6 Millionen unschuldigen Menschen nicht als solches als böse zu betrachten. Ebenso bot Moynihan in seinem gestalterischen wie musikalischen Werk Anknüpfungspunkte an neurechte Ideologien. Moynihan, dessen Texte 1994 beim nationalsozialistischen US-Journal Plexus veröffentlicht wurden, verehrt ebenso wie Boyd Rice den NS-Ideologen Alfred Rosenberg und die Ästhetik des NS-Regimes.
Populäre Affirmationen faschistoider Symbole finden sich einerseits in dem von Blood Axis genutzten Kruckenkreuz, das er in den Varianten des Austrofaschisten und des völkisch-religiösen Neutempler-Ordens unter dem direkten Verweis auf Lanz von Liebenfels nutzte, der Herleitung des Namens aus den Achsenmächten des Zweiten Weltkrieges sowie in intertextuellen Bezügen.
Neben der populären Coverversion des Joy-Division-Songs They Walked in Line, welchen Blood Axis mit gesampelten Marschschritten und Auszügen einer Hitler-Rede zu einem affirmativen We Walked in Line transformierte, vermengte Blood Axis auf ihrem Debütalbum The Gospel of Inhumanity diverse Anknüpfungspunkte an neurechte Ideologien. So stellt das Album unter anderem Bezüge zu Ernst Jünger (Storm of Steel), Friedrich Nietzsche (Between Birds of Prey), dem römischen Mithraskult (Lord of Ages) und das Christentum herausfordernder nordischer Mythologie in Anlehnung an Henry Wadsworth Longfellow (Reign I Forever) her.
In Interviews postuliert Moynihan ethnopluralistische Ideen. Von dem Beispiel der USA, welche er als „fehlgeschlagenes soziales Experiment“ betitelt, ausgehend nennt er „eine freiwillige Trennung der westlichen Rassen“ die „wünschenswerteste Lösung[.]“ Dabei geht Moynihan, den Theorien der neuen Rechten folgend, von einer Gefahr aus, anders eine vermeintlich angeborene kulturelle Identität zu verlieren.
In einer Kontroverse um einen geplanten Auftritt in Leipzig im Jahr 2011 verortete Nym Moynihan als Hippie, der in den 1990er Jahren versucht habe zu polarisieren. Martin Langebach entgegnete, dass Moynihan ein überzeugter integraler Traditionalist sei. In dieser Diskussion wurde erneut Moynihans Schreib- und Verlagstätigkeit kritisiert. Als Reaktion bezeichnete Moynihan die Inhalte der von ihm verlegten Autoren als wirr und widerlich. Die Veröffentlichung seiner eigenen Schriften in rechtsextremen Publikationen wurden bereits Jahre zuvor als Abdrucke von älteren Seminararbeiten identifiziert und die populärsten seiner als rechtsextrem gewerteten Aussagen wurden „längst als geschmackloser Witz einem ›rotznäsigen 15-jährigen Punk-Rocker‹ gegenüber entlarvt[.]“ Moynihan selbst hingegen bestreitet vehement, Holocaustleugner oder Antisemit zu sein, und verneint es, „irgend jemand zu hassen, und schon gar nicht aufgrund seines ethnischen Hintergrundes.“ Politisch sieht er sich selbst keiner Richtung verpflichtet und verortet sich mehr als sozialer denn als politischer Mensch. Menschen, so Moynihan, „sollten sich darum sorgen, was in ihrem Block vor sich geht. Sie sollten mit ihren Nachbarn auskommen, bevor sie sich um die großen Übel der Gesellschaft kümmern und jemanden in 200 Meilen Entfernung sagen, was er zu tun hat.“ Vor dem Hintergrund dieser Überzeugung erteilt Moynihan Kommunismus, Anarchismus, Faschismus und Sozialismus eine Absage. Allerdings wird diese Forderung nach einer Abkehr vom gesellschaftlich politischen Handeln zugunsten des ausschließlichen Wirkens im unmittelbaren Nahraum im Kontext von Moynihans Schriften und Wirken dem urfaschistischen „Blut-und-Boden“-Aspekt des integralen Traditionalismus zugerechnet.

#### Allerseelen
Speit und Raabe zufolge interpretiert Allerseelen, gemeinsam mit weiteren Vertretern des Neofolk, „den individuellen Pessimismus und die kollektive Melancholie der schwarzen Szene […] als den heroischen Realismus und den totalen Antimodernismus der braunen Szene.“ In einem, mit den entpolitisierenden Adaptionen nationalsozialistischer Symbole durch Death in June vergleichbaren, dualitätslosen Kontext steht das Symbol der schwarzen Sonne in Verwendung bei Allerseelen und Von Thronstahl. Die Fülle derartiger Verwertungen von nationalsozialistischen Symbolen und Texten durch Death in June, Allerseelen, Von Thronstahl und weitere Interpreten des Neofolk bezeichnet Alfred Schobert als „Rehabilitierung […] komplette[r] nazistische[r] Ideologiebestände.“ Nach Andreas Speit stellt der Allerseelen-Begründer Kadmon, vor allem in seiner schreibenden Tätigkeit für Sigill, Alraune und Aorte „Theoretiker des Faschismus als ›Querdenker‹ und ›Zeitfremde‹ dar, um sie aus ihrem politischen Kontext zu reißen.“
Mit Allerseelen griff Kadmon ebenfalls faschistoide Künstler auf. Er vertonte einen Gedichtzyklus von Karl Maria Wiligut sowie ein Gedicht von Herybert Menzel. Das Projekt beteiligte sich darüber hinaus an Tributkompilationen für Julius Evola (Eis & Licht) und Leni Riefenstahl (VAWS). Kadmon zieht sich wie viele weitere Künstler des Genres auf den Aspekt der Kunst und Interpretationsoffenheit zurück und sieht für sich und sein Schaffen „das künstlerische Werk, die Form und die Kraft, die Persönlichkeit“ im Vordergrund und verweist zusätzlich auf rezipierte Künstler, die nicht mit dem dritten Reich vereinbar waren, als Einfluss. Dem Vorwurf des Ethnopluralismus und der Verherrlichung protofaschistischer Ideologen und Lyriker entgegnete er, lediglich an Kunst und Mythen um derartige Figuren interessiert zu sein. Diesel und Gerten weisen auf weitere aufklärerisch und kritisch interpretierbare Brüche im Gesamtwerk von Allerseelen hin. So wurde auf der Wiederveröffentlichung des mit dem Thronsaal der Wewelsburg illustrierten Albums Gotos=Kalanda das Lied der Gefangenen vertont, welches unter den, am Umbau des Thronsaals beteiligten, jüdischen Zwangsarbeitern kursierte.

#### Uwe Nolte und Orplid
Im Jahr 2002 konstatierte Hans Wanders, dass das Projekt Orplid des Sängers Uwe Nolte zu einer neuen Generation Neofolk-Interpreten gehöre die von der Neuen Rechten „begeistert gefeiert“ würde. Durch die deutschen Texten „gepaart mit einer Art ›Lagerfeurromantik‹“ bestünde ein reaktionärer Interpretationsspielraum, bei welchem es darum ginge „verschüttete Wurzeln auszugraben und in ein zeitgemäßes Format zu bringen.“ Kritisiert wurde Nolte insbesondere für die Beiträge an den Kompilationen Cavalcare La Tigre - Julius Evola: Centenary (Eis und Licht Tonträger) aus dem Jahr 1998 und Riefenstahl aus dem Jahr 1996 (VAWS). Jan Raabe und Andreas Speit bezeichnen Orplids Beitrag zum Sammelalbum Cavalcare La Tigre - Julius Evola: Centenary als Spiel „mit einem integralen Traditionalismus“. Als weiteren Kritikpunkt benennen Raabe und Speit gemeinsam mit Langebach, einen regional gebundenen Identitätsbegriff, der jenem vom Alain de Benoist gleiche. „Identitätsstiftung erfolgt hier über die Betonung regionaler Spezifika durch bestimmte Sagen, Geschichten oder Lieder. Desselben Mechanismus bedien[t] sich die Band Orplid mit ihren historischen Bezug in dem Lied Merseburger Rabe beziehungsweise im Song Barbarossa[.]“
Im Jahr 2001 beteiligte Nolte sich an einem durch Prophecy Productions und Voices Of Wonder initiiertem Strafantrag gegen die Grufties gegen Rechts Bremen, nachdem diese nicht die zuvor anwaltlich geforderte Unterlassungs- und Widerrufserklärung gegenüber Martin Koller (Prophecy Productions), Uwe Nolte, Markus Stock (Empyrium) und Kim Larsen (Of The Wand And The Moon) abgaben. In der überarbeiteten zweiten Auflage der Broschüre Die Geister die ich rief…, welche als Streitpunkt benannt wurde, analysierten die Grufties gegen Rechts Bremen, unterschiedliche Annäherungen und Überschneidungen zwischen Teilen der Schwarzen Szene und „rechte[n] Strategen“. Dabei wurde in der Broschüre darauf hingewiesen, dass es „nicht möglich ist, Pauschalurteile á la ‚alle hier erwähnten Bands sind Nazis‘ zu fällen“, sondern die Broschüre auch „unreflektierte Verwendung von Ästhetik, etc. in Verbindung mit einer fehlenden Abgrenzung gegen rechte Vereinnahmungsversuche“ thematisiere. Aufgrund dieser relativierenden Einschätzung gab die Staatsanwaltschaft, welche das Verfahren wegen Verjährung einstellte, den Kommentar hinzu, dass „ein genaues Studium der Broschüre durch Ihren Mandanten (…) ihn wahrscheinlich nicht mehr zur Stellung des Strafantrags bewogen (hätte).“ Im Gespräch mit den Autoren des Neofolk-Buches Looking for Europe bekräftigte ein Vertreter der Grufties gegen Rechts Kassel die Mutmaßung keine abschließende Aussage über die politischen Ansichten Noltes oder seines Projektes Orplid fällen zu können und verweist auf die Analyse der zu der Gruppe gehörenden Internetseite. In der angesprochenen Analyse zeigen die Grufties gegen Rechts Kassel einerseits inhaltliche Überschneidungen mit rechten Ideologien auf, verweisen jedoch ebenso auf eine anhaltende Weigerung der Musiker sich politisch zu Positionieren sowie auf die stete Ironisierung der Versuche Orplid zu politisieren.
Die Auseinandersetzung mit einer möglichen Nähe zum Rechtsextremismus begleitete Nolte trotz solcher Einschätzungen weiterhin. Insbesondere in Noltes Heimatstadt wurden Auftritte und Ausstellungen von entsprechenden Diskussionen begleitet. Der Politikwissenschaftler und Landtagsabgeordnete Sebastian Striegel attestierte Nolte 2006 „ausgezeichnete Verbindungen in die hallesche Neonaziszene.“ Im Jahr 2013 wurde eine bereits geplante Ausstellung in der Merseburger Willi-Sitte-Galerie aufgrund einer anonymen Mail an die Galerie abgesagt. Die Ausstellung fand daraufhin in der Galerie Ben zi Bena statt. Die Absage wurde erneut von Diskussionen um eine mögliche Nähe zur rechtsextremen Szene Noltes begleitet. Während Striegel seine Einschätzung bekräftigte, Nolte sei „unstrittig in der Neonaziszene aktiv“, konstatierte Torsten Hahnel vom Netzwerk für Demokratie und Weltoffenheit Miteinander e.V. Nolte „sei kein Rechtsextremer, sondern ein Rechter, der in seiner Kunst mit faschistischer Ästhetik spielt[.]“ Nolte selbst gab im gleichen Artikel an, „Politik interessiere ihn nicht und es sei ihm auch gleichgültig, welches Publikum sich für seine Kunst begeistere[.]“ Die ihm vorgeworfenen Kritikpunkte seien hingegen „immer dasselbe alte Zeug.“

„Dazu zählen der Verkauf von CDs seiner Band vor Jahren durch rechte Firmen, Konzerte mit Gruppen, die wegen ihrer Nähe zu rechten Kreisen kritisiert werden und die Beteiligung an einer CD zu Ehren von Leni Riefenstahl. Auch Noltes nie gekündigte Bekanntschaft zu früheren rechten Anführern der Region spielt eine Rolle.“

In den Jahren 2019 und 2020 geriet Nolte erneut in die Kritik. Texte des Orplid-Albums Deus Vult wurden mit jüngeren Aktivitäten Noltes in Verbindung gebracht und als ideologische Vereindeutigung der Person und der Band gewertet. Als solche Aktivitäten wurden der Verlag von Gedichten „bei dem als rechts eingestuften Arnshaugk Verlag“, ein Interview, das er „dem der neuen Rechten zugeordneten Magazin Blaue Narzisse“ gab sowie ein Vortrag im „Flamberg“, dem „patriotischen Zentrum“ der rechtsextremen Identitären Bewegung in Halle angeführt.

### Josef Maria Klumb

Die stilisierten Fasces, wie sie bezugnehmend auf das römische Reich der italienische Faschismus als Herrschaftssymbol nutzte, wurden durch Josef Maria Klumb in unterschiedlichen Projekten aufgegriffen

Eine besondere Stellung im Diskurs um das Eindringen rechter Ideologeme in die Schwarze Szene nehmen die Kontroversen um Josef Maria Klumb ein. Der Sänger erlangte in den 1980er und 1990er Jahren Bekanntheit in der Dark-Wave-Szene. Die von ihm zusammengestellte Sampler-Reihe Godfathers of German Gothic sowie seine Bandprojekte Circle of Sig-Tiu, Forthcoming Fire und später Weissglut verschafften ihm mit unterschiedlichen musikalischen Ausrichtungen hohe Popularität in der deutschen Szene und erschweren eine Zuordnung zu einem einzelnen Genre.
Klumb bedient kaum eindeutig rechte Lyrik, offenbarte sich jedoch mittels antisemitischer Weltverschwörungstheorien in Interviews und der Kooperationen mit rechten Medien und Verlagen. Pfeiffer sieht eine Anbindung Klumbs an neurechte Bewegungsakteure über drei Beziehungsstränge gegeben. In seiner Kooperation mit Werner Symanek und der VAWS, dem eigenen Angaben nach freundschaftlichen Kontakt zur Jungen Freiheit und seiner schreibenden Tätigkeit für die rechtsextremistische Zeitschrift Sleipnir.
Auf der Frankfurter Buchmesse im Jahr 1997 betreute Klumb den Stand der VAWS. Für das gleiche Unternehmen engagierte er sich bei der Erstellung einer Leni Riefenstahl gewidmeten Kompilation, an welcher sich neben den Klumb-Projekten Von Thronstahl, Preussak und Forthcoming Fire unter anderem Death in June und Allerseelen beteiligten. Selbst rechtfertigte Klumb sich, keinen Bezug zu den von der VAWS vertriebenen Schriften zu haben. Büsser zweifelte diese Aussage an und verwies dazu auf Klumbs Aktivität auf der Frankfurter Buchmesse, wo dieser „seinerzeit zusammen mit zwei […] Frauen hinterm Stand des Werner-Symanek-Verlages, […] dessen Prospekt Aus Liebe zu Deutschland [verteilte] und […] Interessierte eloquent über den Inhalt der dort veröffentlichten Bücher [informierte].“
Ein von ihm als freundschaftlich bezeichnetes Verhältnis zur Redaktion der Jungen Freiheit begann 1996 mit dem ersten für Forthcoming Fire geführten Interview. In den folgenden Jahren bezogen sich beide mehrmals positiv aufeinander. Klumb gab der Zeitschrift diverse Interviews. Die Junge Freiheit hingegen illustrierte eigene Werbung in der Schwarze-Szene-Zeitschrift Zillo mit einem Verweis auf Forthcoming Fire.
Ebenso profilierte sich Klumb mit der „Autorenschaft in der antisemitischen Zeitschrift Sleipnir[.]“ In der Zweimonatsschrift veröffentlichte Klumb mehrmals Gedichte unter dem Pseudonym J. Korus. Das Pseudonym wählte Klumb, eigenen Angaben zufolge, um den Weissglut-Vertrag mit Sony Music Entertainment nicht zu gefährden.
Als weiterer Indikator für eine rechtsextremistische Ideologie Klumbs werden von ihm formulierte antisemitische Verschwörungstheorien herangezogen. Bezugnehmend auf Jan Udo Holey sprach Klumb mit dem Gothic über ein durch den Illuminatenorden gesteuertes und die Welt umspannendes Regime. Dieses Regime zeige sich, so Klumb, „durch die UNO, NATO, Weltbank, Zionismus, durch einige unserer Volksvertreter, Hochfinanz und Wirtschaft.“ (Klumb zitiert nach Mühlmann) Als Ziel dieser Weltverschwörung benennt er den Drang, „die Menschheit […] zu einer Sklavenrasse mutieren zu lassen“, wozu der Menschheit „die Leuchtkraft des wirklichen Wissens […] vorenthalten“ würde. In den gleichen Kontext stellte er die Todesfälle von Detlev Rohwedder, Alfred Herrhausen, Uwe Barschel, Wolfgang Grams und Rudolf Heß sowie den Mordanschlag von Solingen. In einem späteren Interview mit dem Rock Hard bekräftigte er seine These und gab an, dass seiner Überzeugung nach Heß, Grams und Barschel hingerichtet worden wären, „weil [sie] zuviel wußte[n].“ In weiteren Interviews unterstrich er seine Aussage und forderte einen eurozentrischen Gegenentwurf als „Vereintes Europa der Kulturen im Sinne eines REICHs[.]“ Dabei stünde der „REICHSGEDANKEN […] über Allem.“
Nebst solchen Weltverschwörungstheorien, die antisemitische Stereotype bedienen, und den Rufen nach einem europäischen Reich bemüht Klumb unterschiedliche faschistoide Symbole in Liedtexten und Gestaltungen. So sind die Schwarze Sonne und die stilisierten Fasces, welche wieder eine Brücke zu der Idee eines europäischen Reiches schlagen, auf einer Vielzahl der Veröffentlichungen Klumbs. Insbesondere mit Von Thronstahl und dem Label Fasci-Nation nutzt Klumb die Symbole als Embleme, als Gestaltungselemente sowie als wiederkehrenden Bühnenschmuck.
In seinen Liedtexten bedient Klumb fatalistische und völkische Stereotype, bei welchen er das Symbol der Schwarzen Sonne einbringt: „Du musst brennen, Schwarze Sonne, Diese Welt kennt kein Erbarmen“ (Weissglut: Nicht von dieser Welt), oder nach kämpferischer europäischer Identität verlangt: „Schlagt Alarm an den Grenzen Europas, Stärkt die Festung, formiert ein Heer“ (Von Thronstahl: Occidental Identity). Klumb unterstützte hinzukommend „die nationalsozialistische Black-Metal-Gruppe Absurd.“ Dabei gab Klumb an, weder von der rechtsextremen Gesinnung Möbus’ noch von dem Mordfall von Sondershausen gewusst zu haben.

### Neue Deutsche Härte
Der in den 1990er Jahren entstandenen und bis hin zu hohen Charterfolgen populär gewordenen Neuen Deutschen Härte wird seit der zweiten Hälfte der 1990er Jahre ein totalitärer Habitus vorgeworfen. Kritiker sehen in dem Genre eine archaische Inszenierung von Männlichkeit. Die Interpreten würden einen Pathos des Maskulinen aus Muskelkraft und Härte transportieren, der als protofaschistoide Projektionsfläche kritisiert wird. Die heroisierende Selbstdarstellung der Protagonisten beinhalte nur Härte, Kampf und Sieg. Vulnerabilität würde gänzlich ausgeklammert und alles nicht dem Bild von Härte, Kampf und Sieg entsprechende als Schwäche dargestellt. „Blut, Feuer, Kampf, Tod und Männlichkeit“ seien hierzu durchgängig bemühte Elemente der archaisch-heroischen Ästhetik.
Vereinzelt würden doppeldeutige Stilmittel der Martialität verwendet. Dieser, gelegentlich gegebene, Rückgriff auf eine totalitäre Ästhetik, die meist mit der Zeit des Nationalsozialismus assoziiert wurde, stand ebenfalls in der Kritik. Als Kernveröffentlichungen, in welchen der Diskurs um die Neue Deutsche Härte geführt wurde, gelten Mühlmanns Letzte Ausfahrt Germania aus dem Jahr 1999, Büssers Wie klingt die neue Mitte? aus dem Jahr 2001 und Stephan Lindkes Beitrag Der Tabubruch von heute ist der Mainstream von morgen in Speits Ästhetischer Mobilmachung aus dem Jahr 2002. Die zentralen Interpreten, an deren Beispiel die Kritik ausformuliert wurde, waren Joachim Witt, Rammstein und die von Josef Maria Klumb mitgegründeten Weissglut.
Die Rechtsrockszene entdeckte zum Ende der 1990er das Genre für sich. Die Gruppen Law and Order und Kraftschlag spielten phasenweise im Stil der Neuen Deutschen Härte.
Alfred Schobert differenzierte in der Hochphase der Diskussion um die Neue Deutsche Härte 1998 zwischen seines Erachtens organisierten Rechtsextremisten wie Klumb und den populären Vertretern der Neuen Deutschen Härte. Im Vergleich zu Klumb warf er Interpreten wie Rammstein lediglich geschmacklose Kalkulation vor. Trotz derartig dezidierter Differenzierungen zwischen Koketterie und politischer Überzeugung unterschiedlicher Interpreten wurde Kritikern wie Schobert von Mühlmann 1999 Willkür, im Hinblick auf die Wahl der Kritisierten und auf die geäußerte Kritik, vorgeworfen.
Büsser beschrieb 2001 die Neue Deutsche Härte als Musikrichtung, die als bloßes Spiel die Fragen nach der eigenen Identität übergehe und individuellen Opportunismus fördere. Jede Form von Schwäche und Zweifel würde dabei determiniert.

„Wer die Nähe zum Faschismus bei solchen Gruppen in irgendwelchen Textzeilen oder Interviewpassagen sucht, ist immer schon auf der falschen Fährte. Sie manifestiert sich viel subtiler und zugleich viel offensichtlicher auf der rein ästhetischen Ebene – In einer Gleichsetzung des Harten mit dem Souveränen, in der völligen Ausblendung von Schwäche, Zweifel und Gebrochenheit.“

#### Rammstein

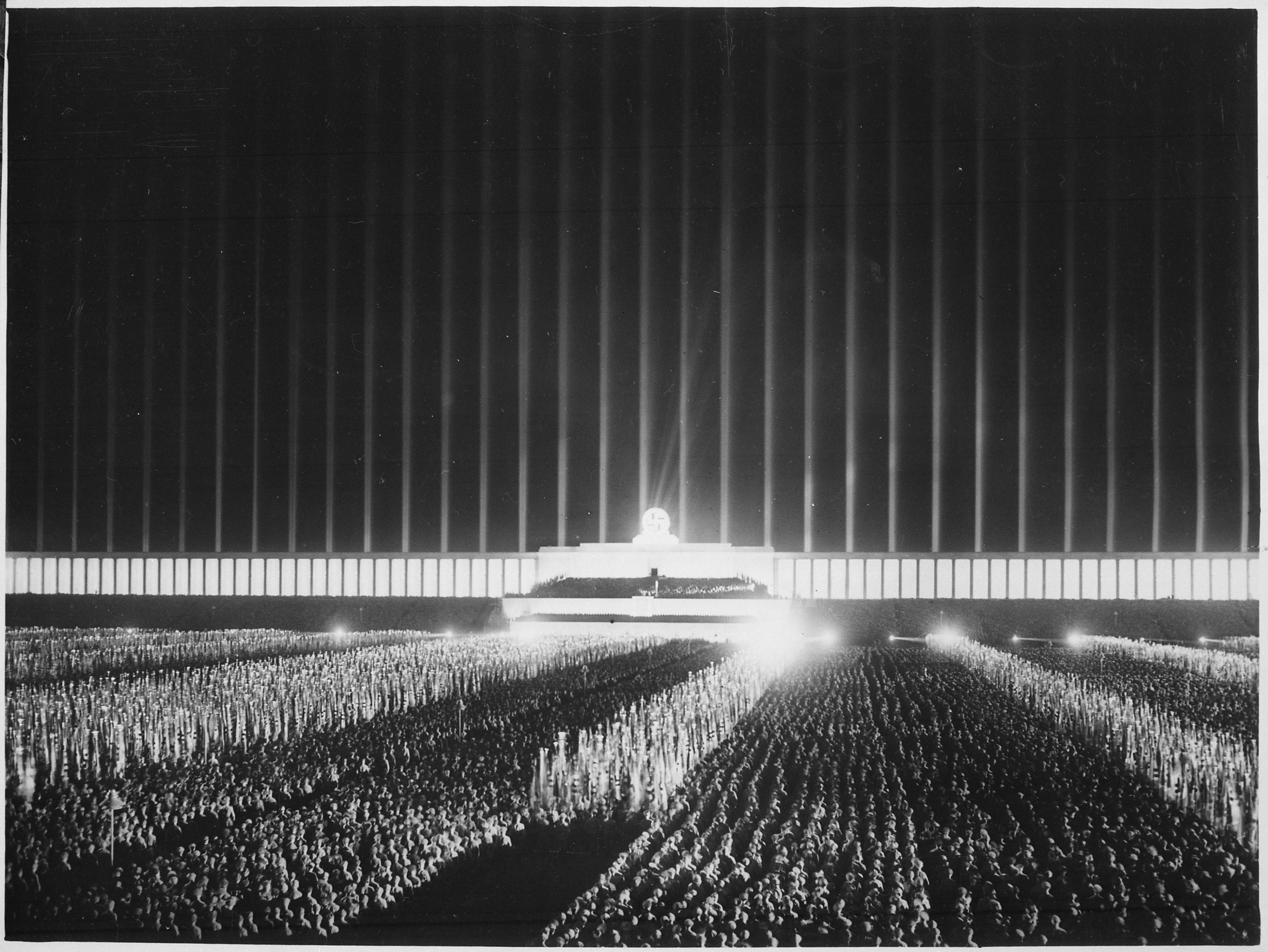
Rammstein werden kritisiert, sich an den von Speer konzipierten Lichtinstallationen, wie jener des Reichsparteitagsgeländes, zu orientieren

Bereits mit dem Debütalbum Herzeleid geriet Rammstein in die Kritik, mit rechtsextremen Inhalten zu kokettieren. Der Refrain des Stücks Heirate mich, „Heirate mich, Hei, Hei, Hei!“, weckte entsprechende Assoziationen und wurde als vermeintliche dem Hitlergruß nahe Heil-Rufe interpretiert. In den folgenden Jahren wurde der Gruppe wiederholt ein totalitärer und martialischer Gestus vorgeworfen. Bühnenaufbauten und Lichtinstallationen der Konzerte werden Albert Speer nahegestellt und Lindemanns Gesang wird direkt mit den Reden Hitlers verglichen.
Neben der öffentlichen Skandalisierung der Gruppe mahnten Kritiker das Konzept hinter Rammstein an. Büsser beschrieb das potentiell Faschistische Rammsteins jenseits des Rückgriffs auf ästhetische Elemente des Dritten Reichs damit, dass „sämtliche Gesten der Männlichkeit und Härte hier für Sieg und Überlegenheit stehen – ein Phänomen, das in seiner Drastik zumindest dem kritischen Betrachter die Nähe zwischen neoliberalem Überlebenskampf und Sozialdarwinismus vor Augen führen kann.“
Das kritisierte hypermaskuline, auf Härte und Gewalt ausgerichtete Konzept der Gruppe sowie das „auf die Bilderwelt des NS“ verweisende Styling fand in dem Skandal um das Musikvideo der Single Stripped einen internationalen Höhepunkt. Die Zusammenstellung von Filmausschnitten aus Leni Riefenstahls NS-Propagandafilm Fest der Völker galt als kalkulierter Tabubruch und gezieltes Spiel mit faschistoider Ästhetik. Die Gegenüberstellung der heroisierenden Riefenstahl-Bilder mit Aufnahmen von Ruinen wurde dabei außer Acht gelassen. Hinzukommend seien Rammstein „deutlich als theatrale Inszenierung erkennbar, dass sich die Frage der ‚Authentizität‘ so eigentlich nicht stellt: Die realen Personen spielen innerhalb des Gesamtkonzepts Rammstein Figuren, sie sind aber hinsichtlich der Inhalte und Einstellungen nicht notwendig als deckungsgleich zu verstehen.“ Nach Christian Diemer erweisen sich Rammsteins Provokationen gerade aufgrund des Mangels an Authentizität als wirksam und sinnvoll, da „ihre Struktur eine ästhetische ist, deren machtvolle Wirkung mit außerästhetischen, gesamtgesellschaftlichen Diskursen“ interagiert und aus der Position des Unauthentischen heraus Widersprüche im gesellschaftlichen Diskurs kenntlich macht.

#### Witt
Joachim Witt wurde, nachdem er sich der NDH zuwandte, aufgrund des Musikvideos zu Die Flut die Verherrlichung des Totalitarismus vorgeworfen. Ähnlich wie Rammstein griff Witt auf eine Ästhetik zurück, die zuvor im Martial Industrial etabliert wurde, und erreichte damit ein größeres Publikum. Während Rammstein mit Stripped direkt Bilder Riefenstahls nutzten, orientierte sich das Musikvideo zu Die Flut an Sergei Michailowitsch Eisenstein. Das Musikvideo bietet jedoch, wie das Rammsteinvideo, deutliche Anknüpfungspunkte an eine totalitäre Ästhetik. Das dargestellte Endzeitszenario von einer drohenden Flut wird von Lindke als Beinahe-Hommage „an den völkisch-rassistischen Republikaner-Wahlspruch ›Das Boot ist voll‹“ gedeutet. Die taz beurteilte das Video als ein sozialdarwinistisches Werk, „ein absurdes Panoptikum behinderter Menschen, zum Sterben auserwählt – Sound der Eugenik, einer, der Überfremdungsängste inszeniert und Survival of the Fittest.“ Laut Büsser wurde mit Die Flut ein „Überfremdungs- und Überbevolkerungsangst schürendes Video [erzeugt], das an offenkundiger Nazi-Propaganda nur um Haaresbreite vorbeigeschlittert ist[.]“
Der A&R-Manager der zugehörigen Plattenfirma Strange Ways, Christoph Bolwin, weist die Vorwürfe zurück. Witt bliebe im Video als Ausgestoßener an Land zurück und die Ästhetik des Videos sei an Eisenstein und keineswegs an NS-Propagandafilmen orientiert.
In Interviews, die Witt im Entstehungszeitraum der Werkreihe Bayreuth gab, vertrat er ethnopluralistische Positionen und sprach sich für eine Loslösung der genutzten Ästhetik, die im Video zu Bataillon d’Amour, in Form eines Fackelmarschs, erneut aufgegriffen wurde, aus dem Kontext des Nationalsozialismus aus. In den gleichen Interviews nannte er sich selbst einen linken Kosmopoliten.

#### Weissglut

Von Sony auf der Rückseite des Weissglut-Albums platziertes Piktogramm

Nachdem das Label Hyperium & Hypnobeats die Zusammenarbeit mit dem Klumb-Projekt Forthcoming Fire 1996 aufgrund Klumbs Interview mit der Jungen Freiheit vom Februar des gleichen Jahres eingestellt hatte, wechselte die Band zu NovaTekk. Dort erschien 1998 die erste Demo-CD von Weissglut, dem neuen Projekt unter Klumbs Beteiligung. Noch im gleichen Jahr veröffentlichte die Band auf Semaphore ihr selbstbetiteltes Debütalbum.
Im August des Jahres wurde Weissglut, nach dem Konkurs von Semaphore, von Epic, einem Subunternehmen von Sony Music Entertainment, unter Vertrag genommen. Dem Erfolg von Rammstein und Witt geschuldet, bemühten sich zu dieser Zeit viele Plattenfirmen darum, Interpreten, die sich der Neuen Deutschen Härte zuordnen ließen, unter Vertrag zu nehmen. Mit Bekanntgabe des Vertrags zwischen Sony und Weissglut ging eine Fülle an Protestnoten bei dem Unternehmen ein. Sony Music reagierte mit einer Stellungnahme im Namen der Gruppe auf der Sony-Homepage und einem Gegen-Nazis-Piktogramm auf der Rückseite des im September erschienenen Albums. Das von Sony verlegte Album entsprach einer leicht variierten Neuauflage des Debüts. Laut Pfeiffer kam mit Etwas kommt in deine Welt „erstmals im Nachkriegsdeutschland ein Tonträger mit rechtsextremistischen Bezügen auf den Markt, der in den hochprofessionellen Strukturen eines Weltkonzerns [entstand] und sich mit guten Erfolgsaussichten an ein Massenpublikum [richtete].“
Ihm zufolge „vermitteln die Texte in pathetischer, hochgradig symbolhafter Sprache Weltschmerz und apokalyptische Ahnungen.“ Neben einer romantizitistischen Vorstellung von Tod und Kampf wird der Mensch in den Texten, welche sich einer esoterisch-mystischen Weltsicht bedienen, zum Objekt übernatürlicher Kräfte. Diese Weltsicht weise Übergänge zu rechtsextremen und rechtsesoterischen Ideologemen auf. Mit dem Symbol der Schwarzen Sonne und dem Rekurs auf Felix Dahns Ein Kampf um Rom seien durchaus rechtsextreme Verweise auszumachen.
Durch die kooperative Öffentlichkeitsarbeit der Unternehmens Epic und Gordeon Music Promotion & Management platzierte Epic das Album mit hohen Erwartungen am Markt. Neben einer umfangreichen Anzeigenkampagne, welche das Album schon vor seinem Erscheinen anpries, sollte ein Musikvideo produziert werden, das bei den führenden Musiksendern VIVA und MTV gespielt werden sollte. Der Videodreh wurde ebenso wie eine geplante Sendertour und weitere Werbemaßnahmen im Zuge der bald nach Veröffentlichung wachsenden Kontroverse abgesagt.
Wenige Tage nach der Veröffentlichung des Albums widmete sich das Magazin Der Spiegel der Neuen Deutschen Härte und band ein verfälschtes Zitat Schoberts ein. Eine Aussage Schoberts, er sei mit dem Begriff Nazi vorsichtig, aber man müsse in diesem Zusammenhang wirklich von Nazis sprechen, bezog er im Original auf den mit der VAWS eng verbundenen Unabhängigen Freundeskreis und nicht auf den damals bei der VAWS tätigen Klumb, über welchen zuvor gesprochen wurde.
Infolge des Spiegel-Berichtes stieg der öffentliche Protest gegen die Kooperation. Mit dem Versuch, mittels rechtlicher Schritte gegen Schobert und den Spiegel vorzugehen, scheiterte Klumb 1998 und 1999. Im Januar 1999 trennte sich die Gruppe von Klumb, nachdem dieser die Vorwürfe gegen ihn nicht entkräften konnte. Klumb zog sich daraufhin musikalisch vorerst auf das Projekt Von Thronstahl zurück. Etwas kommt in Deine Welt leistete nach Pfeiffer trotz des frühen kommerziellen Einbruchs infolge des Skandals einen Beitrag „[z]ur Etablierung einer ‚Gegenkultur von rechts‘ […], entfaltet sein Potenzial aber nur begrenzt.“

### Aggrotech
Der aus dem Electro gewachsene Aggrotech oder Hellektro gilt als „martialisch-militärisch geprägt[e]“ Inszenierung von Männlichkeit. Bezüge zu kämpferischen und kriegerischen Inhalten sind stets präsent und häufig durch Verweise auf Militarismus und Totalitarismus geprägt. Dunja Brill sieht im Aggrotech eine „simple, oft plump und kraftmeierisch wirkende Darstellung männlicher Stärke und Aggression[.]“ Stephan Lindke ordnet einen Teil der Interpreten des Aggrotech der Neuen Deutschen Härte zu und wendet die zur NDH geäußerte Kritik gleichsam auf den Aggrotech an.
Eine Verwendung von Sprachsamples, die nationalsozialistischem Propagandamaterial entlehnt sind oder auf den Nationalsozialismus verweisen, wird von Brill als üblich bezeichnet. Dabei räumt sie ein, dass solche faschistoid anmutenden Bezüge als „Wunsch nach Provokation, Rebellion und Transgression“ konstruiert werden.
Im Zuge des Diskurses um das Eindringen faschistoider Inhalte in die Schwarze Szene gerieten besonders Wumpscut, Feindflug, Funker Vogt und Nachtmahr in die Kritik. Die Kritik wurde nicht allein an der Musik, sondern oft an persönlichen und geschäftlichen Kontakten zu rechtsextrem verorteten Musikern und Firmen festgemacht. Jenseits vereinzelter Diskursbeiträge in Büssers Wie klingt die neue Mitte? und Speits Ästhetischer Mobilmachung fand die Auseinandersetzung überwiegend in Zeitschriften der Schwarzen Szene statt.

#### Feindflug
Das Projekt Feindflug setzt sich kritisch mit dem Thema der technologischen Kriegsführung im Zweiten Weltkrieg auseinander. Hierzu bedient sich das Projekt einer Vielzahl an Sprachsamples, die überwiegend Dokumentationen entnommen sind. Das gestalterische Konzept schließt sich dieser Grundidee an und basiert auf Propagandaplakaten und dokumentarischen Bildern von Kriegsmaschinen. Feindflug distanzieren sich seit den ersten kritischen Rückfragen ausdrücklich von faschistoidem und totalitärem Gedankengut.
Im Jahr 2006 veröffentlichte die Gruppe die DVD Hinter feindlichen Linien mit einer Erläuterung ihres Konzeptes: „Beim Kauf dieser DVD ist mir bewusst: Jede Form der Verherrlichung/Verharmlosung des Zweiten Weltkrieges widerspricht der Intention dieses Projektes. Es will vielmehr deutlich machen, dass gerade diese Epoche der Geschichte den Beginn einer neuen technologischen Kriegsführung darstellt, in der das Individuum zum millionenfachen Opfer wurde/wird. Bezüge des Themas zum aktuellen Zeitgeschehen ergeben sich jeden Tag neu …“
Nachhaltig in die Kritik geriet die Gruppe für die Veröffentlichung ihrer ersten Single. I. / St. G. 3 erschien 1998 bei der rechtsextrem verorteten Agentur VAWS. Die Mitglieder des Projektes gaben in späteren Interviews an, dass sie sich über die politische Ausrichtung des Verlags zum Zeitpunkt der Veröffentlichung nicht bewusst waren und dass der Verlag gewählt wurde, da alternative Labelangebote mit der Forderung einhergingen, die gewählte Gestaltung zu verändern. Im Jahr 2003 erschien das Material I. / St. G. 3 [Phase 2] neu aufgenommen bei der Black Rain Media Goup.

#### Wumpscut
Das von Rudy Ratzinger gegründete Ein-Mann-Projekt Wumpscut gibt mit dem Apocalyptic Fairyland seinem Schaffen einen fiktiven konzeptionellen Rahmen, in welcher die Themen „Diktatur, Krieg, Massenmord, prenatales sterben und töten“ eingebettet „Schrecken verbreite[n] und dadurch faszinierend und abstoßend zugleich“ wirken. Im Zuge dieses konzeptionellen Rahmens ist die Nutzung provokant wirkender Samples üblich. Die genutzten Samples wurden vereinzelt als unreflektiert-provokante Verweise auf das Dritte Reich und den Holocaust kritisiert, gelten aber gemeinhin als „in das kritische und überdachte Konzept des ‚Apocalyptic Fairyland‘ eingebunden[.]“
Im Jahr 2001 kam es zu einer Kontroverse, die überwiegend zwischen dem Magazin Sonic Seducer und Ratzingers Projekt stattfand, nachdem das Military-Pop-Projekt Der Blutharsch einen Remix für das Titelstück des Wumpscut-Albums Wreath of Barbs angefertigt hatte. Auf Anfragen der Gruftis Gegen Rechts, der Zillo, des Sonic Seducers und des Orkus reagierte Ratzinger, indem er, ohne sich von der Kooperation zu distanzieren, den Remix lobte und die Kritik an Julius und Der Blutharsch als Kritik am Image und nicht am Inhalt des Projektes kennzeichnete. Weit vorausgegangene Distanzierungen von „Revisionismus und ›nazistischen‹ Gruppierungen“ durch Julius, die Ratzingers Einschätzung untermauerten, wurden in der Diskussion nicht aufgegriffen. Bezogen auf das Image von Der Blutharsch schrieb Ratzinger, dass „gemessen an Osama bin Ladens Verhalten vom 11.09.2001[, damit] schon alle fertig [würden.]“
Nachdem der Sonic Seducer sich mit dieser Aussage nicht zufriedengab und das Thema in weiteren Stellungnahmen und Berichten verfolgte, beendete Ratzinger dauerhaft die Zusammenarbeit mit dem Magazin. Auf der darauf folgenden Kompilationsveröffentlichung Preferential Tribe wurde der durch Wumpscut erstellte Remix des Der-Blutharsch-Titels Achtung! veröffentlicht. Ratzinger fügte der Titelliste eine knappe Aussage zu der Kontroverse hinzu: “Wumpscut is no profascist and/or racist project/act – Free your mind for a second thought…”

#### Nachtmahr

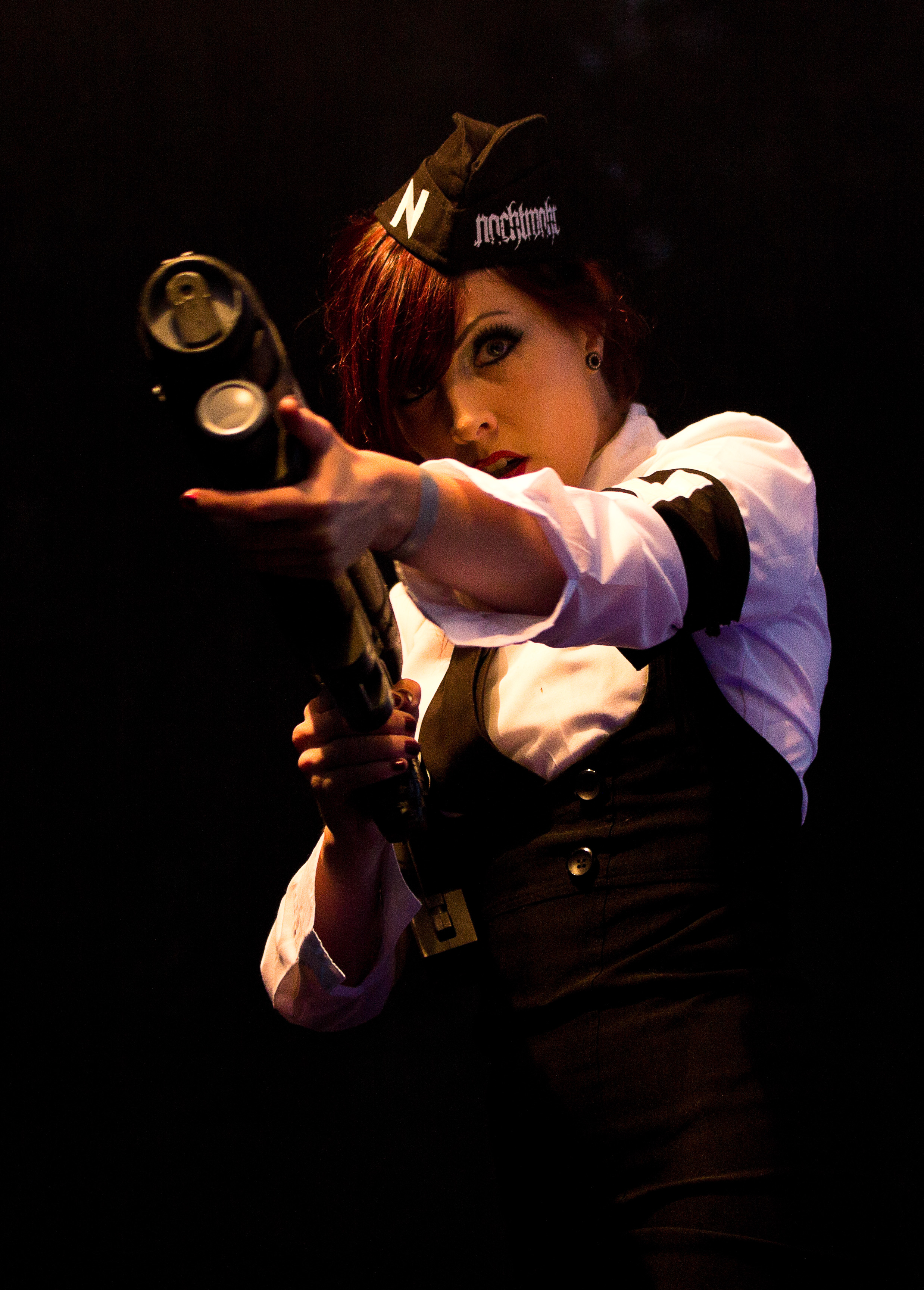
Die auf der Bühne von Nachtmahr stets präsenten Mädchen in Uniform werden aufgrund der Kleidung sowie der Armbinde als faschistoid kritisiert

Das von Thomas Rainer (L’Âme Immortelle) initiierte Projekt Nachtmahr spielt mit der militärischen und totalitären Ästhetik, die schon Laibach in die Szene einführten. Das Projekt wurde für diese Ästhetik scharf kritisiert. Während eines gemeinsamen Konzertes mit Combichrist und Ad·ver·sary im Jahr 2012 nutzte Jairus Kahn von Ad·ver·sary einen Teil seiner Auftrittszeit, um den Auftritt von Nachtmahr als sexistisch und faschistoid anzumahnen. Rainer gab an, Kahns Meinung zu respektieren, sein Projekt jedoch anders zu bewerten. Er bezeichnete die militärische Kleidung als einen sexuellen Fetisch, diesen lebe er auf der Bühne und in seinen Tonträgerveröffentlichungen aus. Den Vorwürfen der Verherrlichung des Faschismus und Nationalsozialismus entgegnete er, als österreichischer Patriot keinen ideologischen Bezug zum Nationalsozialismus zu haben.
Das Cover des Albums aus dem Jahr 2010 Mädchen in Uniform ist dem Plakat des Films Der Nachtportier entlehnt. Im Hinblick auf das genutzte Bild und den Titel des Albums betonte Rainer die erotische Komponente. Er erläuterte den Titel als „Auseinandersetzung mit einem kleinen Tabu der Gesellschaft, nämlich, dass Uniformen für uns nicht nur Autorität ausstrahlen, sondern auch eine starke sexuelle Anziehungskraft haben.“
Marcus Stiglegger sieht Nachtmahr mit ihrem martialisch-militärischen Auftreten in einer Tradition des von ihm geprägten Begriffs „Nazi-Chic“. Ziel dieser ästhetischen Selbstinszenierung, im Publikum wie auf der Bühne, sei es, „sexy zu sein, […] sich vom Rest abzuheben […] und […] einer bestimmten Band zu huldigen[.]“ Dabei würden gerade Nachtmahr offensiv und unreflektiert den „Totalitarismus von Pop“ ausleben. Als weitere Vertreter eines derartigen Nazi-Chics sieht er weniger kritisierte Szenebands wie Eisbrecher und Shadow Reichenstein.

#### Funker Vogt
Mit einer ähnlichen Konzeption wie Feindflug gerieten Funker Vogt im Verlauf der 1990er Jahre in die Kritik. Lindke ordnete die Gruppe einer Vielzahl von Interpreten zu, die seit der zweiten Hälfte der 1990er durch Provokationen mit Martialität Aufmerksamkeit erlangen wollten. Damit fügten sich Funker Vogt in die für den Aggrotech gängige „simple, oft plump und kraftmeierisch wirkende Darstellung männlicher Stärke und Aggression[.]“
Zur Kontroverse innerhalb der Szene geriet die Neubesetzung des Sängers. Nachdem Jens Kästel im November 2013 die Gruppe verlassen hatte, präsentierte die Band einen neuen Sänger, der erst nur mit einer Sturmhaube vermummt als „Sick Man“ auftrat. Nach der ersten gemeinsamen Singleveröffentlichung enthüllten Funker Vogt den umstrittenen und von verschiedenen Stellen als Rechtsextremisten eingestuften Sacha Korn im Dezember 2014 als Sick Man. Funker Vogt kooperierten bereits 2012 mit Korn für dessen Single-Veröffentlichung Treibjagd. Diese erste Kooperation blieb ohne größere Reaktion, mit Korns Besetzung als Sänger gingen hingegen deutliche Proteste aus der Schwarzen Szene einher. In einer ersten Stellungnahme äußerten die Mitglieder, nicht an Politik, sondern lediglich an Musik interessiert zu sein. Die Presse der Szene verweigerte aufgrund der Personalie Korn jedwede weitere Promotion der Gruppe, das bisherige Label Out of Line kündigte an, eine Beendigung des Vertrags zu prüfen, und ein Teil der Anhänger der Gruppe forderte eine Distanzierung. Infolge des öffentlichen Drucks trennten sich Funker Vogt am 30. Dezember 2014 von Korn.

## Netzwerk und Organisation
Ein eindeutig ideologisch geprägter Musikstil ist nicht unter den kritisierten Stilen der Schwarzen Szene auszumachen. Wie die Kritiker betonen, sind Neofolk, Post-Industrial, Neue Deutsche Härte und Aggrotech eher in der Kritik aufgrund einer offenen Ausrichtung und potentieller Anknüpfungspunkte an die rechte Szene. Daraus resultiert auch eine divergente Betrachtung des jeweiligen Publikums. Im Zuge der Anknüpfungspunkte zwischen Neuer Rechten und Schwarzer Szene werden Bandprojekte allerdings durch rechtsextreme und neurechte Zeitschriften interviewt und besprochen. Eine Selbstbeschreibung als konservative Kulturelite wird dabei häufig bemüht. Ebenso entstanden, insbesondere im Verlauf der 1990er Jahre Fanzines mit einem entsprechenden ideologischen Überbau, die sich an die Szene richteten und zumeist auch dieser entstammten. Mit dem wachsenden Interesse rechter Akteure an der Schwarzen Szene versuchten ebenso rechtsextreme und neurechte Firmen auf die Szene zugeschnittene Produkte zu etablieren, oder durch den Vertrieb von populären Interpreten, eigene Veröffentlichungen anzupreisen.

### Publikum
Besonders Neofolk und Neue Deutsche Härte sprechen, den Kritikern zufolge, neben einer großen zumeist politisch passiven Gruppe auch rechtsextreme und neurechte Personenkreise an. Die Fürsprecher der Szene weisen darauf hin, dass Post-Industrial und Neofolk kaum Berührungspunkte mit der neonazistisch assoziierten Jugendkultur der Nazi-Skins aufweisen und diese kaum zum Publikum der Musik gehören. Vereinzelt würden sich Neo-Nazis durch oberflächliche Gemeinsamkeiten, Äußerlichkeiten und die linke Kritik am Genre von Neofolk-Gruppen angesprochen fühlen. Diese würden jedoch „aufgrund deren ›Tuntigkeit‹ und dem ›jüdischen Spiel‹ mit Nazisymbolen“ alsbald abgelehnt. Kritiker halten dem entgegen, dass die musikalische, ideologische und ästhetische Aufbereitung im Neofolk vielmehr protofaschistisches Gedankengut transportiere und eine vermeintlich elitäre neurechte Klientel in und neben der Dark-Wave-Anhängerschaft anspreche. Langebach beschreibt das klassische Neofolk-Publikum als Mischung aus Personen im Military-Look, normalen Gruftis und „noch ein paar von der NPD[.]“ Hinzukommend gelten Personen aus dem Kreis der Identitären Bewegung zum üblichen Publikum von Neofolkkonzerten.
Die rechten Organisationen wissen um den „Überbau des Integralen Traditionalismus und such[en] Anknüpfungspunkte.“
Die Neue Deutsche Härte spricht ein breites Publikum zwischen Schwarzer Szene und Metal-Kultur an. Die kritisierten Interpreten wie Rammstein und Witt erreichten weit über die subkulturellen Bezüge hinaus ein Mainstreampublikum. Trotz der Rezeption der Neuen Deutschen Härte in der neurechten Presse gilt die Masse des Publikums als unpolitisch beziehungsweise politisch passiv. Die Konsumenten reichen von „rechts orientierten Skinheads über ›Normalos‹ bis hin zu Linken, denen man auch keine spezifische Altersstruktur zuweisen kann.“
Der Aggrotech spricht nach Brill ein überwiegend männliches Publikum an. Die Anhänger ließen sich zumeist der Schwarzen Szene oder dem Electro-Umfeld zurechnen. Ein eigenständiges Aggrotech-Publikum hat sich nicht entwickelt. Dennoch existiert mit der Gruppe der Cyber eine Strömung, die vermehrt Aggrotech rezipiert. Die Schwarze Szene und jene Subströmungen, die den Aggrotech bevorzugen, gelten indes als unpolitisch. Berichte über vermehrt auftretendes Publikum aus der rechten Szene sind nicht bekannt.

### Rechte Presse
Im Zuge der Anknüpfungspunkte zwischen Neuer Rechten und Schwarzer Szene werden Bandprojekte wie Blood Axis, Sol Invictus, Allerseelen, Death in June, NON, Der Blutharsch oder Von Thronstahl durch rechtsextreme und neurechte Zeitschriften interviewt und besprochen. Eine Selbstbeschreibung als konservative Kulturelite wird dabei häufig bemüht. Einige Interpreten des Neofolk und Post-Industrials bieten sich rechten Medien und Verlagen als Gesprächspartner an. Interpreten der Neuen Deutschen Härte und des Aggrotech werden zwar von der rechten Presse rezipiert, stehen dieser jedoch nur selten für Interviews zur Verfügung.
Unter anderem widmeten sich seit den frühen 1990ern Hier & Jetzt, Aula, Identität, Blaue Narzisse, Der 3. Weg, Junge Freiheit, Einheit und Kampf, Sleipnir und Warcom Gazette Interpreten und Veranstaltungen der Schwarzen Szene. Als zentrales Organ der Bemühungen um die Szene gilt die Junge Freiheit.
Blood Axis gingen in der Kooperation so weit, dass die Band kommerzielle Anzeigen im rechtsextremen Magazin Resistance schaltete, während Josef Maria Klumb Gedichte für Sleipnir verfasste. Die L.O.K.I. Foundation ließ nach den Vorwürfen des Rechtsextremismus eine rechtfertigende Stellungnahme in der rechtsextremen Zeitschrift Europakreuz abdrucken.
Moynihan betonte ein Gefühl der Verbundenheit mit der Presse der neuen Rechten:

“I respect many of the ideas of the ‘New Right’ and the Third Position. The people I met who are involved with these groups (Junge Freiheit, Orion, Aurora, The Scorpion, Vouloir, Lutte du Peuple…) are all exceptionally intelligent and open-minded. I hope they continue to gain influence for Europe’s future.”

„Ich respektiere viele Ideen der ‚Neuen Rechte‘ und der Dritten Position. Die Leute, die ich getroffen habe und mit diesen Gruppen zu tun haben (Junge Freiheit, Orion, Aurora, The Scorpion, Vouloir, Lutte du Peuple…), sind alle außergewöhnlich intelligent und aufgeschlossen. Ich hoffe, dass sie weiterhin Einfluss auf die Zukunft Europas gewinnen.“

Schobert wies 1997 in einer Verteidigung der Szene, gegenüber dem Vorwurf des Satanismus, darauf hin, dass entgegen der einer „näheren Überprüfung kaum standhaltenden Medienkonstruktion namens ‚Jugendsatanismus in der Gruftie-Szene‘ […] rechtsextreme Infiltrationsstrategie […] durchaus einige Erfolge vorweisen“ konnten.
In der ersten Hälfte der 1990er Jahre wurden auf Dark Wave und Neofolk spezialisierte deutschsprachige Fanzines gegründet, die sich selbst politisch rechts verorteten, Sigill 1993 und Europakreuz 1995. Diese Fanzines beschäftigten sich, neben Interviews und Besprechungen der Interpreten der Schwarzen Szene, mit Okkultismus, insbesondere mit rechtsesoterischen Themen, rechten Ideologien und der vermeintlichen Loslösung nazistischer Symbole und Namen, deren Nutzung diese Fanzines als ‚reine‘ Benutzung deklarieren, diese jedoch zugleich in einem faschistoiden Kontext abbilden.

#### Junge Freiheit
Im Jahr 1993 verfasste der Redakteur der Jungen Freiheit Roland Bubik den Aufsatz Kultur als Machtfrage, in welchem er, anhand der Interpreten Dead Can Dance und Qntal, die Schwarze Szene als erfolgreiche Verbreitung „reaktionäre[r] Ästhetik und Lebensauffassung“ im „besten Sinne“ bezeichnete, die sich deutlich von der Moderne absetze. Bubik, der zuvor bereits die Techno-Szene, unter dem Schlagwort Stahlgewitter als Freizeitspaß, als potentielle Akteure einer neurechten Revolte gegen die moderne Welt auszumachen suchte, wähnte Anknüpfungspunkte eines rechten Kulturkampfes in der Szene. Während sich jedoch Qntal vehement gegen rechte Vereinnahmungsversuche aussprachen und Dead Can Dance mit arabischen und afrikanischen Einflüssen sich als nicht affirmationsfähig für rechtes Gedankengut erwiesen, existierten bereits einige Interpreten, die mit rechten Inhalten spielten und bereit waren der Jungen Freiheit Interviews zu geben. Die Junge Freiheit fand damit Anknüpfungspunkte, die in der Einstellung einer eigens auf die Szene spezialisierten Redakteurin mündeten. Die eingestellte Gerlinde Gronow distanzierte sich frühzeitig von der Jungen Freiheit, richtete sich in einem offenen Brief an das populäre Szene-Magazin Zillo und warnte diese vor laufenden und weiteren Kooperationen mit der Jungen Freiheit.
Die Warnung Gronows ging auf den Skandal einer aufkeimenden Verbindung zwischen der Jungen Freiheit und der Zillo zurück. Das Label Strange Ways empörte sich über Kooperationen des Szenemagazins mit der neurechten Zeitung. Das Label beklagte die Kooperation in Form von Werbeanzeigen der Jungen Freiheit in der 1996er Januarausgabe der Zillo und in Gestalt des gemeinsamen Redakteurs Peter Boßdorf. Alfred Schobert griff diese Empörung in der Spex 1996 auf und machte die Kooperation als Thema publik. Der Chefredakteur der Zillo, Rainer „Easy“ Ettler, wehrte die Kritik ab und nahm Boßdorf vorübergehend aus dem Impressum des Heftes und setzte ihn bald darauf wieder ein. Endgültig verschwand Boßdorf aus der Redaktion erst nach einer Umgestaltung der Redaktion, welche auf Ettlers Tod 1997 folgte.
Seither beschäftigt sich die Junge Freiheit mit der Szene, blieb dabei jedoch „auf dem Stand von 1995/96 stehen[…]. Immer noch werden ›Romantik, Mythizismus, Ablehnung der reinen Vernunft und unkonventionelle Bezüge zu Heimat und Vergangenheit‹ als inhaltliche Anknüpfungspunkte beschworen.“ Nach Klumbs Popularitätseinbruch 1999 protegierte die Junge Freiheit verstärkt die Projekte des Sängers.

#### Sigill

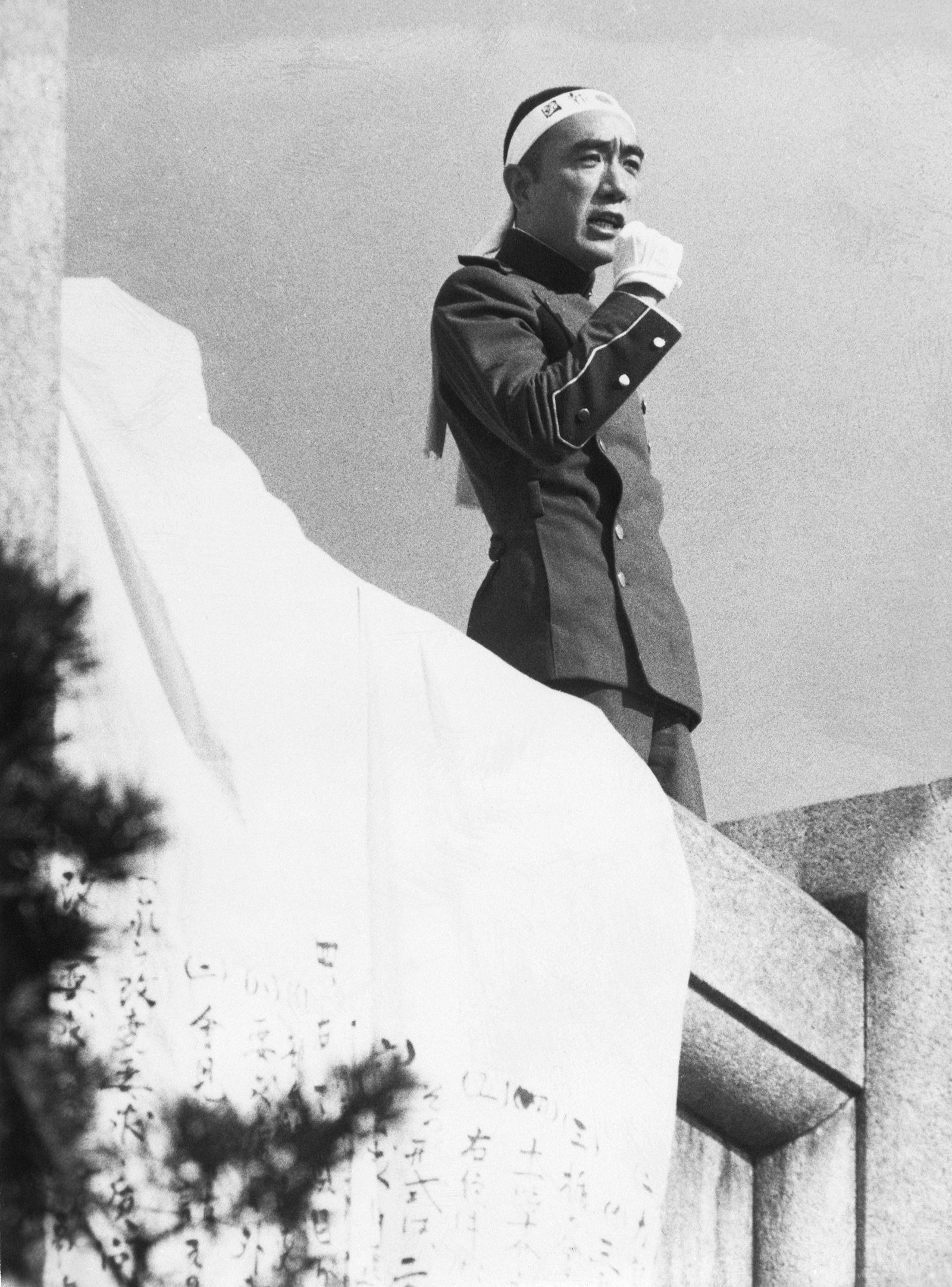
Mishimas Suizid, nach seinem gescheiterten Revolutionsversuch, wurde im Sigill als heroischer Akt glorifiziert

Trotz der, im Verhältnis zu großen Szene-Magazinen, geringen Auflagenzahl von bis zu 1000 Exemplaren pro Ausgabe wurde im Diskurs dem 1993 begründeten Fanzine Sigill besondere Aufmerksamkeit zuteil. Das als Magazin für die konservative Kulturavantgarde beworbene Fanzine wurde von Stephan Pockrandt als Hobbyprojekt gegründet, um einem „extremen Musik- und Kunstgeschmack“ nachzukommen.
Obwohl Pockrandt unterschiedliche Aussagen zur politischen Ideologie hinter Sigill formulierte, wurde das Fanzine von außen als neurechte, stellenweise als neonazistische Zeitschrift verurteilt. Pockrandt hingegen sah die Redaktion, bezugnehmend auf Ernst Jünger, als „Anarchen, sprich konservative Anarchisten“, andererseits als unpolitische Zusammenstellung mit rein kulturellem Interesse. Thomas Naumann und Patrick Schwarz verorten das Fanzine hingegen als Scharnier zwischen neuer Rechter und Schwarzer Szene. Insbesondere im Autorenstamm lag hierzu ein wesentlicher Kritikpunkt. Für das Sigill schrieben Autoren, die ansonsten in Magazinen der Schwarzen Szene wie dem Sonic Seducer und dem Black Magazine verankert waren, Autoren der neurechten Jungen Freiheit und Autoren rechtsextremer Zeitschriften wie dem Europakreuz oder Nation und Europa. Pockrandt sah darin keinen Widerspruch zu einer unpolitischen Ausrichtung des Fanzines.
Obschon das Sigill wiederholt auf Vordenker des Nationalsozialismus Bezug nahm, Runen in einer rechtsesoterischen Auslegung thematisierte und nazistische Symbole besprach sowie eine vermeintliche Loslösung dieser Symbole und Namen als ‚reine‘ Benutzung einforderte, wurden „diese Symbole […] gleichzeitig als Dekor der SS-Uniform“ abgedruckt. Hinzukommend erschienen heroisierende Artikel über Künstler und Philosophen des Dritten Reiches. Antidemokratische und sozialdarwinistische Positionen von Interviewten, Interviewern sowie in Essays wurden ohne Kritik am Inhalt abgedruckt.
Naumann und Schwarz arbeiteten vier Kernthemen des Sigill heraus, welche sich mit den Interessensschwerpunkten der neuen Rechten überschneiden: heroischer Nihilismus, idealisiertes Kriegerbild, romantizistisches Naturverständnis und antidualistische Religion. Dabei bestünden stets positive Bezugnahmen auf Evola, Jünger, Mishima, D’Annunzio und Knut Hamsun. Das Fanzine habe sich von den ursprünglichen Provokationen, die unter anderem mittels Bondage-Bildern stattfanden, über reaktionäre und antimoderne Kulturkritik, meist in Anlehnung an die bekannten Autoren und Vordenker des Faschismus und Nationalsozialismus, bis hin zu antisemitischen Positionen entwickelt. Das Faschismusinteresse des Sigill wird dabei als Interesse am Stil vor dem Interesse an der Ideologie gekennzeichnet, wodurch das Fanzine, im Selbstverständnis der Redaktion, ideologisch unklar blieb. In diesem Rückzug auf die Form, entgegen einer positionierenden Aufbereitung des Inhalts, wurden „Symbole und Metaphern [verwendet], die Assoziationen wecken sollten um ein spezifisches Klima zu schaffen. Dabei trat das Aufrufen von festgelegten Sinnbildern an die Stelle von Inhalten und mündete in der »Wahl einer Sprache der ›Ideen ohne Worte‹«.“
Nach 20 Ausgaben wurde das Sigill eingestellt. Im Dezember 2001 folgte das Anschlussmagazin Zinnober, welches sich laut Naumann und Schwarz „nahtlos an die ideologische Leitlinien des Sigill“ anschloss. Der neue Name ging auf die Autobiografie Evolas Der Weg des Zinnober zurück. Bis 2003 gab Pockrandt Zinnober heraus, anschließend übernahm Dominik Tischleder für zwei Ausgaben, nach welchen das Magazin eingestellt wurde.

#### Europakreuz
Das von Raabe und Speit als neonazistisch bezeichnete Fanzine Europakreuz wurde von Marco Thiel, dem alleinigen Mitglied des Military-Pop-Projektes Egoaedes, gegründet. Thiel protegierte 1997 im Nazi-Skin-Magazin Rock Nord Death in June mittels eines Vergleichs mit Frank Rennicke, welchen er für sein Magazin, das sich vorrangig um Neofolk- und Military-Pop-Gruppen bemühte, interviewte. Das Fanzine warb „in seinem Veranstaltungskalender für die (verbotene) Mai-Demonstration der JN in Leipzig und verbreitet die Rufnummern neonazistischer ‚Nationaler Infotelefone‘“. Europakreuz schaltete des Weiteren Werbung für „Einheit und Kampf“, dem „revolutionären Magazin für Nationalisten“ sowie für die verschwörungstheoretischen Bücher des VAWS. Das mit Europas Kunst, Kultur & Kraft untertitelte Fanzine nutzte hinzukommend den kommerziellen Provider der Nationalen-Aktions-Front, einer Organisation, die in enger Verbindung mit dem rechtsextremen Thule-Netz steht.

### Unternehmen
Rechtsesoterische Bücher wurden ebenso in Szenemedien vermarktet wie musikalische Werke, Schriften zu Künstlern und Vordenkern des Faschismus und des Nationalsozialismus sowie zu antisemitischen Verschwörungstheorien. Eine besondere Rolle wird dabei der VAWS zugesprochen, die seit Jahren Produkte für die Szene vermarktet. Neben der VAWS, die als Firma aus dem rechten Spektrum in die Schwarze Szene einzugreifen sucht, werden einige Independentlabel der Schwarzen Szene kritisiert. Insbesondere das von Stephan Pockrandt (Sigill, Zinnober) gegründete Label „EisLicht“, zuvor „Eis & Licht“, wird häufig als neurechter Musikvertrieb wahrgenommen.

#### VAWS
Nach Schobert sucht Werner Symaneks VAWS seit 1994 „Kundschaft in der Dark-Wave-Szene.“ Die ersten Bemühungen um die Schwarze Szene gestaltete die Agentur im Mai 1994 mit einem kostenlosen 16-seitigen DIN-A-4-Hochglanzkatalog. Der Mailorder-Katalog Undercover präsentierte Bands, Veranstaltungen und Freizeitmöglichkeiten aus der Schwarzen Szene. Weitere Mailorder-Anzeigen in für die Szene bedeutsamen Musikmagazinen wie Sub Line ergänzten die Werbung für die Vertriebsprodukte. Mit der bestellten Ware ging den Bestellern Propagandamaterial des rechtsradikalen Unabhängigen Freundeskreises zu. Noch im selben Jahr wurde die VAWS deshalb zum Thema in der Szene. Zeitschriften und Label wurden von Fans verständigt und reagierten zumeist mit einem Boykott gegenüber der Agentur. Zeitschriften kündigten die Werbeverträge und Label wie Gymnastic Records stoppten die Belieferung der VAWS.
Alsbald begann die Agentur damit, selbst als Label aufzutreten und eigene Interpreten zu verlegen, welche die Schwarze Szene bedienen sollten. Als erstes erschien das Album Inception der weitestgehend unbekannten Electro-Wave-Formation Experience of Nation. Im Jahr 1998 arrangierte der selbst in die Kritik geratene Klumb ein der Propagandaregisseurin Leni Riefenstahl gewidmetes Sammelalbum. Der Kompilation schlossen sich weitere Tribute an Künstler und Künstlerinnen des Dritten Reichs an. So beteiligten sich Forthcoming Fire, Preussak, Death in June, Allerseelen, Andromeda Complex oder Belborn Ende der 1990er-, Anfang der 2000er-Jahre an den Kompilationen, die Josef Thorak, Arno Breker oder Leni Riefenstahl gewidmet wurden. Andere Szeneinterpreten wie The House of Usher verweigerten die Kooperation mit der Firma, insbesondere aufgrund der politischen Ausrichtung der Agentur. Die Veröffentlichung wurde über die Szene hinaus diskutiert.
Die VAWS gab ihre Bemühungen um die Szene trotz anhaltender Widerstände aus der Szene nicht auf. Die VAWS ist regelmäßig mit einem Stand auf dem Wave Gotik Treffen vertreten und Werner Symanek versuchte 2004 und 2010 selbst Festivals für die Schwarze Szene zu organisieren. Das Festival „Heiliges Österreich“ konnte 2004 durch den Widerstand aus der Szene ebenso nicht stattfinden wie das geplante „Independent Ruhr Festival“ im Ruhrgebiet 2010. Seit 2000 erscheint eine VAWS-Kompilationsreihe, die sich mit dem Untertitel „Gothic, Industrial, Noise, Electro“ der gesamten schwarzen Musik widmete. Auf der ersten Kompilation waren noch erfolgreiche Interpreten der Szene wie Icon of Coil, Kirlian Camera, Pouppée Fabrikk und Dive vertreten. Mit der zunehmenden Diskussion um die Agentur brach die Beteiligung bekannter Szenemusiker bereits zur zweiten Kompilation ein. Veröffentlichungen der VAWS werden kaum in den größeren Szenemedien besprochen, dennoch werden Interpreten, wie W.O.M.P. im Sonic Seducer, gelegentlich auf Heftbeilagen-CDs der großen Szenemagazine präsentiert.

#### Eis & Licht
Das von Stephan Pockrandt 1997 initiierte Label Eis & Licht knüpfte, nach Gerten und Diesel, an die Inhalte vieler früher Neofolk-Gruppen an. Das Label veröffentlichte anfangs überwiegend „neue deutsche Neofolk-Bands, deren Musik in unterschiedlicher Gewichtung Romantik, Militarismus, nordische Götterwelt und elitäres Gedankengut beinhaltet.“ Später kamen internationale Künstler mit einer ähnlichen musikalischen und ästhetischen Ausrichtung hinzu. Thomas Pfeiffer sieht in seiner für das Handbuch Rechtsradikalismus Aufstellung von von rechtsextremen Publikationen und Verlagen den Eislicht-Verlag und das Label Eis und Licht als ähnlich dem VAWS ausgerichtet.
Neben Pockrandt stehen einige der über Eis & Licht verlegten Interpreten in der Kritik. Mit dem Debüt der umstrittenen Gruppe Orplid begann der Einfluss des Labels auf den Neofolk und die Kritik am Label. Orplid werden aufgrund einiger Aktivitäten des Sängers Uwe Nolte dem rechten Spektrum zugerechnet. Nolte beteiligte sich so u. a. mit der Metalband Rückgrat am Riefenstahl-Sampler des VAWS. Als weitere kritische Veröffentlichung gilt die Debüt-EP Sturmzeit des Josef-Maria-Klumb-Projektes Von Thronstahl. Die von Eis und Licht verlegten Gruppen positionieren sich nur selten rechtsextrem und die Lieder weisen kaum politische Aussagen auf. Naumann und Schwarz sehen im Gros des Verlagsprogramms den Traditionalismus der Fanzines Sigill fortgeführt. Insbesondere die Kompilationen zu Ehren Evolas und Alfred Schmids griffen die Kernthemen des Sigill auf: den heroischen Nihilismus, das idealisierte Kriegerbild, das romantizistische Naturverständnis und die antidualistische Religion.

## Nachweise
1. 1 2  Alexander Nym: Die Gothic-Szene gibt es nicht. In: Alexander Nym (Hrsg.): Schillerndes Dunkel: Geschichte, Entwicklung und Themen der Gothic-Szene. Plöttner Verlag, Leipzig 2010, ISBN 978-3-86211-006-3, S. 13–15.
2. ↑  Peter Matzke: Gothic – Konservative Kulturbewegung. In: Alexander Nym (Hrsg.): Schillerndes Dunkel. Geschichte, Entwicklung und Themen der Gothic-Szene. 1. Auflage. Plöttner Verlag, Leipzig 2010, ISBN 978-3-86211-006-3, S. 387–397, hier S. 395.
Roman Rutkowski: Das Charisma des Grabes. Books on Demand, Norderstedt 2004, ISBN 3-8334-1351-4, S. 62 f.
Axel Schmidt, Klaus Neumann-Braun: Die Welt der Gothics. Spielräume düster konnotierter Transzendenz. VS Verlag für Sozialwissenschaften, Wiesbaden 2004, ISBN 3-531-14353-0, S. 172 f.
3. ↑  Roman Rutkowski: Das Charisma des Grabes. Book on Demand, Norderstedt 2004, ISBN 3-8334-1351-4, S. 137.
4. 1 2 3  Frauke Stöber: Entstehung, Inhalte, Wertvorstellungen und Ziele der schwarzen Szene – Die Jugendkultur der Waver, Grufties und Gothics. Diplomarbeit. Hrsg.: Universität-Gesamthochschule Essen. Oktober 1999.
5. ↑  Peter Matzke: Gothic – Konservative Kulturbewegung. In: Alexander Nym (Hrsg.): Schillerndes Dunkel. Geschichte, Entwicklung und Themen der Gothic-Szene. 1. Auflage. Plöttner Verlag, Leipzig 2010, ISBN 978-3-86211-006-3, S. 390–397, hier S. 396 f.
6. 1 2  Schwarze Szene: Abziehbild der Gesellschaft – in Schwarz. Sueddeutsche.de, abgerufen am 1. September 2016.
7. ↑  Uwe Backes, Eckhard Jesse: Politischer Extremismus in der Bundesrepublik Deutschland. Bundeszentrale für politische Bildung, Bonn 1989, S. 42.
8. 1 2  Andreas Diesel, Dieter Gerten: Looking For Europe. 2. Auflage. Index, 2007, ISBN 978-3-936878-02-8, S. 418 f.
9. 1 2  Armin Pfahl-Traughber: Was die "Neue Rechte" ist – und was nicht. Bundeszentrale für politische Bildung, 21. Januar 2019, abgerufen am 8. Februar 2021.
10. ↑  Volker Weiß: Die autoritäre Revolution: Die Neue Rechte. Klett-Cotta, Stuttgart 2007, ISBN 978-3-608-94907-0, S. 27 f.
11. 1 2  Helmut Kellershohn: Die Neue Rechte. Duisburger Institut für Sprach- und Sozialforschung, 11. Juli 2017, abgerufen am 8. Februar 2021.
12. ↑  Volker Weiß: Die autoritäre Revolution: Die Neue Rechte. Klett-Cotta, Stuttgart 2007, ISBN 978-3-608-94907-0, S. 32.
13. ↑  Hans-Uwe Otto und Roland Merten: Rechtsradikale Gewalt im vereinigten Deutschland. In: Hans-Uwe Otto und Roland Merten (Hrsg.): Rechtsradikale Gewalt im vereinigten Deutschland. Jugend im gesellschaftlichen Umbruch. (= Schriftenreihe der Bundeszentrale für politische Bildung). Nr. 319, 1993, ISBN 3-89331-170-X, S. 13–33, hier S. 17.
14. ↑  Hans-Uwe Otto und Roland Merten: Rechtsradikale Gewalt im vereinigten Deutschland. In: Hans-Uwe Otto und Roland Merten (Hrsg.): Rechtsradikale Gewalt im vereinigten Deutschland. Jugend im gesellschaftlichen Umbruch. (= Schriftenreihe der Bundeszentrale für politische Bildung). Nr. 319, 1993, ISBN 3-89331-170-X, S. 13–33, hier S. 18.
Gabriele Nandlinger: Wann spricht man von Rechtsextremismus, Rechtsradikalismus oder Neonazismus… ? Bundeszentrale für politische Bildung, 25. Juli 2008, abgerufen am 9. Februar 2021.
15. ↑  Alfred Schobert: Analysen und Essays. Hrsg.: Duisburger Institut für Sprach- und Sozialforschung. Unrast-Verlag, Münster 2009, ISBN 978-3-89771-750-3, Kreuz, Totenkopf, Gruft, S. 147–157.
Martin Büsser: Lichtrasse und Wälsungenblut – Neurechte Tendenzen im Apocalyptic Folk. In: Martin Büsser, Jochen Kleinherz, Jens Neumann, Johannes Ullmaier (Hrsg.): Retrophänomene in den 90ern (= Testcard). Nr. 4, 1997, ISBN 3-931555-03-8, S. 76–87.
16. 1 2  Martin Büsser: Wie klingt die neue Mitte? 1. Auflage. Ventil Verlag, Mainz 2001, ISBN 3-930559-90-0, S. 32–64.
17. ↑  Thomas Pfeiffer: Medien einer neuen sozialen Bewegung von rechts. Inauguraldissertation zur Erlangung des akademischen Grades eines Doktors der Sozialwissenschaft. Bochum 2000, S. 253.
18. 1 2 3 4 5 6  Martin Büsser: Lichtrasse und Wälsungenblut – Neurechte Tendenzen im Apocalyptic Folk. In: Martin Büsser, Jochen Kleinherz, Jens Neumann, Johannes Ullmaier (Hrsg.): Retrophänomene in den 90ern (= Testcard). Nr. 4, 1997, ISBN 3-931555-03-8, S. 76–87, hier S. 82.
19. 1 2 3  Markus Stiglegger: Fetisch und Tabu. In: Alexander Nym (Hrsg.): Schillerndes Dunkel. Geschichte, Entwicklung und Themen der Gothic-Szene. 2010, ISBN 978-3-86211-006-3, S. 311–320, S. 320.
20. 1 2  Martin Büsser: Wie klingt die neue Mitte. Ventil Verlag, 2001, ISBN 3-930559-90-0, S. 115 f.
21. 1 2  Judith Platz: Die ‚schwarze‘ Musik. In: Axel Schmidt, Klaus Neumann-Braun (Hrsg.): Die Welt der Gothics – Spielräume düster konnotierter Transzendenz. VS Verlag für Sozialwissenschaften, 2004, ISBN 3-531-14353-0, S. 253 – 284, hier S. 265 ff.
22. ↑  Thomas Pfeiffer: Medien einer neuen sozialen Bewegung von rechts. Inauguraldissertation zur Erlangung des akademischen Grades eines Doktors der Sozialwissenschaft. Bochum 2000, S. 254.
23. 1 2  Andreas Speit: Einleitung. In: Andreas Speit (Hrsg.): Ästhetische Mobilmachung. Unrast, Münster 2002, ISBN 3-89771-804-9, S. 7–23, hier S. 15.
24. ↑  Alfred Schobert: Analysen und Essays. Hrsg.: Duisburger Institut für Sprach- und Sozialforschung. Unrast-Verlag, Münster 2009, ISBN 978-3-89771-750-3, Kreuz, Totenkopf, Gruft, S. 147–157, hier S. 154 ff.
25. 1 2 3  Rechtsrock. Heinrich-Böll-Stiftung Rheinland-Pfalz, abgerufen am 8. September 2016.
26. ↑  Andreas Diesel, Dieter Gerten: Looking For Europe. 2. Auflage. Index, 2007, ISBN 978-3-936878-02-8, S. 388.
27. ↑  Alfred Schobert: Analysen und Essays. Hrsg.: Duisburger Institut für Sprach- und Sozialforschung. Unrast-Verlag, Münster 2009, ISBN 978-3-89771-750-3, Kreuz, Totenkopf, Gruft, S. 147–157, hier S. 155.
28. 1 2  Wolfgang Gessenharter: Intellektuelle Ströumngen und Vordenkder in der deutschen Neuen Radikalen Rechten. In: Handbuch Rechtsradikalismus. Leske + Budrich, Opladen 2002, ISBN 3-8100-3399-5, S. 198–201, hier S. 191.
29. 1 2  Thomas Naumann, Patrick Schwarz: Von der CD zur ›Lichtscheibe‹. In: Andreas Speit (Hrsg.): Ästhetische Mobilmachung. Unrast, Münster 2002, ISBN 3-89771-804-9, S. 161–194, hier S. 168.
30. ↑  Thomas Naumann, Patrick Schwarz: Von der CD zur ›Lichtscheibe‹. In: Andreas Speit (Hrsg.): Ästhetische Mobilmachung. Unrast, Münster 2002, ISBN 3-89771-804-9, S. 161–194, hier S. 166 ff.
31. 1 2  Christian Dornbusch: Von Landsertrommeln und Lärmorgien. In: Andreas Speit (Hrsg.): Ästhetische Mobilmachung. Unrast, Münster 2002, ISBN 3-89771-804-9, S. 123–147, hier S. 123.
32. 1 2 3  Alfred Schobert: “Allerseelen”: Nazi-Esoterik als Klang-Avantgarde. Duisburger Institut für Sprach und Sozialforschung, abgerufen am 1. September 2016.
33. ↑  Martin Büsser: Lichtrasse und Wälsungenblut – Neurechte Tendenzen im Apocalyptic Folk. In: Martin Büsser, Jochen Kleinherz, Jens Neumann, Johannes Ullmaier (Hrsg.): Retrophänomene in den 90ern (= Testcard). Nr. 4, 1997, ISBN 3-931555-03-8, S. 76–87, hier S. 79.
34. 1 2  Christian Dornbusch: Von Landsertrommeln und Lärmorgien. In: Andreas Speit (Hrsg.): Ästhetische Mobilmachung. Unrast, Münster 2002, ISBN 3-89771-804-9, S. 123–147, hier S. 124.
35. ↑  Christian Dornbusch: Von Landsertrommeln und Lärmorgien. In: Andreas Speit (Hrsg.): Ästhetische Mobilmachung. Unrast, Münster 2002, ISBN 3-89771-804-9, S. 123–147, hier S. 126 f.
36. 1 2 3 4  Martin Büsser: Lichtrasse und Wälsungenblut – Neurechte Tendenzen im Apocalyptic Folk. In: Martin Büsser, Jochen Kleinherz, Jens Neumann, Johannes Ullmaier (Hrsg.): Retrophänomene in den 90ern (= Testcard). Nr. 4, 1997, ISBN 3-931555-03-8, S. 76–87, hier S. 80.
37. 1 2 3 4 5 6  Martin Büsser: Lichtrasse und Wälsungenblut – Neurechte Tendenzen im Apocalyptic Folk. In: Martin Büsser, Jochen Kleinherz, Jens Neumann, Johannes Ullmaier (Hrsg.): Retrophänomene in den 90ern (= Testcard). Nr. 4, 1997, ISBN 3-931555-03-8, S. 76–87, hier S. 83.
38. 1 2  Martin Büsser: Lichtrasse und Wälsungenblut – Neurechte Tendenzen im Apocalyptic Folk. In: Martin Büsser, Jochen Kleinherz, Jens Neumann, Johannes Ullmaier (Hrsg.): Retrophänomene in den 90ern (= Testcard). Nr. 4, 1997, ISBN 3-931555-03-8, S. 76–87, hier S. 81.
39. ↑  Martin Büsser: Lichtrasse und Wälsungenblut – Neurechte Tendenzen im Apocalyptic Folk. In: Martin Büsser, Jochen Kleinherz, Jens Neumann, Johannes Ullmaier (Hrsg.): Retrophänomene in den 90ern (= Testcard). Nr. 4, 1997, ISBN 3-931555-03-8, S. 76–87, hier S. 80.
Alfred Schobert: Analysen und Essays. Hrsg.: Duisburger Institut für Sprach- und Sozialforschung. Unrast-Verlag, Münster 2009, ISBN 978-3-89771-750-3, Kreuz, Totenkopf, Gruft, S. 147–157, hier S. 155.
40. ↑  Alfred Schobert: Analysen und Essays. Hrsg.: Duisburger Institut für Sprach- und Sozialforschung. Unrast-Verlag, Münster 2009, ISBN 978-3-89771-750-3, Kreuz, Totenkopf, Gruft, S. 147–157, hier S. 155.
Simon Reynolds: Rip It Up And Start Again. Hannibal-Verlag, München 2007, ISBN 978-3-85445-270-6, Industrial Devolution, S. 253.
41. ↑  Alfred Schobert: Analysen und Essays. Hrsg.: Duisburger Institut für Sprach- und Sozialforschung. Unrast-Verlag, Münster 2009, ISBN 978-3-89771-750-3, Kreuz, Totenkopf, Gruft, S. 147–157, hier S. 155.
Christian Dornbusch: Von Landsertrommeln und Lärmorgien. In: Andreas Speit (Hrsg.): Ästhetische Mobilmachung. Unrast, Münster 2002, ISBN 3-89771-804-9, S. 123–147, hier S. 124.
42. ↑  Stephan Lindke: Der Tabubruch von heute ist der Mainstream von morgen. In: Andreas Speit (Hrsg.): Ästhetische Mobilmachung. Unrast, Münster 2002, ISBN 3-89771-804-9, S. 231–266, hier S. 248.
43. ↑  Josef Maria Klumb zitiert nach Stephan Lindke: Der Tabubruch von heute ist der Mainstream von morgen. In: Andreas Speit (Hrsg.): Ästhetische Mobilmachung. Unrast, Münster 2002, ISBN 3-89771-804-9, S. 231–266, hier S. 248.
44. ↑  ASP: ASP Stellungnahme zum WGT 2009. the Tales of ASP, abgerufen am 28. März 2015: „Im Rahmen des ‚Wave-Gotik-Treffens 2009‘, bei dem wir mit unserer Band ASP ein Konzert geben durften, wurde an die Besucher eine so genannte ‚Obsorgekarte‘ ausgegeben. In der grafischen Gestaltung dieser Karte wurde ein Symbol verwendet, das als ‚Schwarze Sonne‘ bezeichnet wird. […] Die Band ASP möchte in keiner Weise mit politisch fragwürdigen Botschaften und deren Verbreitung in Verbindung gebracht werden oder diese stillschweigend hinnehmen und distanziert sich hiermit ausdrücklich von der durch oben erwähntes Symbol erzeugten Politisierung des Festivals.“
45. ↑  ASP zitiert nach gendalus: Festival und Symbole. Gendalus, abgerufen am 19. September 2016: „Unsere Frage, warum das – unserer Meinung nach hochpolitisch belastete – Symbol der “Schwarzen Sonne” benutzt wurde, wurde leider nicht beantwortet. Es existiert keine historische Verbindung zwischen der erwähnten “Herrmannsschlacht” und dem Symbol. Im Gegenteil: bedauernswerterweise ist nur darin eine Verbindung erkennbar, dass beide Themen in neofaschistischen Gruppierungen einen hohen Stellenwert einnehmen.“
46. 1 2  Axel Schmidt, Klaus Neumann-Braun: Die Welt der Gothics – Spielräume düster konnotierter Transzendenz. VS Verlag für Sozialwissenschaften, 2004, ISBN 3-531-14353-0, S. 166.
47. ↑  Axel Schmidt: Gothic. In: Ronald Hitzler, Arne Niederbacher (Hrsg.): Leben in Szenen. 3., vollständig überarbeitete Auflage. VS Verlag für Sozialwissenschaften, Wiesbaden 2010, ISBN 978-3-531-15743-6, S. 61–70, hier S. 66.
48. ↑  Martin Büsser: Wie klingt die neue Mitte? 1. Auflage. Ventil Verlag, Mainz 2001, ISBN 3-930559-90-0, S. 166.
49. ↑  Stephan Lindke: Der Tabubruch von heute ist der Mainstream von morgen. In: Andreas Speit (Hrsg.): Ästhetische Mobilmachung. Unrast, Münster 2002, ISBN 3-89771-804-9, S. 231–266, hier S. 242.
Judith Platz: Die ‚schwarze‘ Musik. In: Axel Schmitt vielen, Klaus Neumann-Braun (Hrsg.): Die Welt der Gothics – Spielräume düster konnotierter Transzendenz. VS Verlag für Sozialwissenschaften, 2004, ISBN 3-531-14353-0, S. 253 – 284, hier S. 262.
Martin Büsser: Wie klingt die neue Mitte? 1. Auflage. Ventil Verlag, Mainz 2001, ISBN 3-930559-90-0, S. 55.
50. 1 2  Martin Büsser: Wie klingt die neue Mitte? 1. Auflage. Ventil Verlag, Mainz 2001, ISBN 3-930559-90-0, S. 55.
51. 1 2  Martin Büsser: Wie klingt die neue Mitte? 1. Auflage. Ventil Verlag, Mainz 2001, ISBN 3-930559-90-0, S. 73 f.
52. ↑  Dark Wave. Mut gegen rechte Gewalt, archiviert vom Original (nicht mehr online verfügbar) am 15. September 2016; abgerufen am 5. September 2016.
Musikalischer Mainstream. Mut gegen rechte Gewalt, archiviert vom Original (nicht mehr online verfügbar) am 15. September 2016; abgerufen am 5. September 2016.
Martin Büsser: Wie klingt die neue Mitte? 1. Auflage. Ventil Verlag, Mainz 2001, ISBN 3-930559-90-0.
Andreas Speit: Ästhetische Mobilmachung. Unrast, Münster 2002, ISBN 3-89771-804-9.
53. ↑  Andreas Diesel, Dieter Gerten: Looking For Europe. 2. Auflage. Index, 2007, ISBN 978-3-936878-02-8, S. 375 ff.
54. 1 2  Diedrich Diedrichsen: Als die Kinder noch in Ordnung waren. In: Max Annas, Ralph Christoph (Hrsg.): Neue Soundtracks für den Volksempfänger. Berlin 1993, ISBN 3-89408-028-0, S. 11–28, hier S. 17.
55. ↑  Andreas Diesel, Dieter Gerten: Looking For Europe. 2. Auflage. Index, 2007, ISBN 978-3-936878-02-8, S. 427.
56. ↑  Robert: Lookin for Europe: Neofolk und Hintergründe. Spontis, abgerufen am 6. September 2016.
57. ↑  Helmut Kellershohn: Das Institut für Staatspolitik und das jungkonservative Hegemonieprojekt. In: Stephan Braun, Alexander Geisler, Martin Gerster (Hrsg.): Strategien der extremen Rechten. Hintergründe – Analysen – Antworten. 2. aktualisierte und erweiterte Auflage. Springer, Wiesbaden 2015, ISBN 978-3-658-01983-9, S. 439–468, hier S. 459.
58. ↑  Andreas Diesel,Dieter Gerten: Looking For Europe. 2. Auflage. Index, 2007, ISBN 978-3-936878-02-8, S. 396.
59. ↑  Nicholas Goodrick-Clarke: Black Sun. Aryan Cults, Esoteric Nazism, and the Politics of Identity. New York University Press, New York 2002, ISBN 0-8147-3155-4, S. 204 (englisch).
60. ↑  Kirsten Dyck: The (Un)popularity of White Power Music. In: Scott A. Wilson (Hrsg.): Music at the Extremes: Essays on Sounds Outside the Mainstream. McFarland & Company, 2015, ISBN 978-0-7864-9450-7, S. 157–166, hier S. 165 f. (englisch).
61. ↑  Dana Horáková: Starke Frauen: Verehrt, geliebt, verteufelt. Bastei Lübbe, 2011, ISBN 978-3-86995-016-7, S. 162.
62. ↑  Günther A. Höfler: Sound und Sinn. In: Susanne Knaller (Hrsg.): Realitätskonstruktionen in der zeitgenössischen Kultur. Böhlau, 2008, ISBN 978-3-205-77718-2, S. 139–152, hier S. 143.
63. ↑  Christopher Sandford: Bowie: Loving the Alien. Time Warner, 1997, ISBN 0-306-80854-4, S. 158 (englisch).
David Buckley: Strange Fascination – David Bowie: The Definitive Story. Virgin, 2000, ISBN 0-7535-0457-X, S. 252 (englisch).
64. ↑  Dave Thompson: Schattenwelt. Helden und Legenden des Gothic Rock. Hannibal Verlag, Höfen 2004, ISBN 3-85445-236-5, S. 59.
65. ↑  Simon Goddard: The Life & Loves of a She-Devil. Uncut, abgerufen am 1. September 2016.
66. 1 2  Peter Hook: Unknown Pleasures. Metrolit, Köln 2013, ISBN 978-3-8493-0064-7, Ich habe ihm genau erklärt, wo er sich seine Vibratoren hinstecken soll, S. 104 f.
67. ↑  Dave Thompson: Schattenwelt. Helden und Legenden des Gothic Rock. Hannibal Verlag, Höfen 2004, ISBN 3-85445-236-5, S. 57.
68. ↑  Peter Hook: Unknown Pleasures. Metrolit, Köln 2013, ISBN 978-3-8493-0064-7, Prolog, S. 13 ff.
69. ↑  Peter Hook: Unknown Pleasures. Metrolit, Köln 2013, ISBN 978-3-8493-0064-7, Ich habe ihm genau erklärt, wo er sich seine Vibratoren hinstecken soll, S. 105.
70. ↑  Chris Weiss: Spiel mit dem Feuer. In: Musikexpress. Dez13, Nr. 696, 2013, ISSN 1618-5129, S. 41.
71. ↑  Carla Mureck: „Die Hölle ist da, feiern wir das wärmende Feuer“. In: Andrea Hoffmann, Kim Riemann (Hrsg.): Partitur der Träume (= Konkursbuch. Nr. 25). Claudia Gehrke, Tübingen 1990, ISBN 3-88769-225-X, S. 128–149, hier S. 145 f.
72. 1 2  Carla Mureck: „Die Hölle ist da, feiern wir das wärmende Feuer“. In: Andrea Hoffmann, Kim Riemann (Hrsg.): Partitur der Träume (= Konkursbuch. Nr. 25). Claudia Gehrke, Tübingen 1990, ISBN 3-88769-225-X, S. 128–149, hier S. 146.
73. ↑  Jochen Kleinherz: Industrial Music for Industrial People. In: Martin Büsser, Jochen Kleinherz, Jens Neumann, Johannes Ullmaier (Hrsg.): testcard: Beiträge zur Popgeschichte. Pop und Destruktion. Nr. 1. Ventil Verlag, Mainz 1995, ISBN 978-3-931555-00-9, S. 88–99, hier S. 91 f.
74. 1 2  Simon Reynolds: Rip It Up And Start Again. Hannibal-Verlag, München 2007, ISBN 978-3-85445-270-6, Industrial Devolution, S. 246.
75. ↑  Simon Reynolds: Rip It Up And Start Again. Hannibal-Verlag, München 2007, ISBN 978-3-85445-270-6, Industrial Devolution, S. 252 f.
76. ↑  Simon Reynolds: Rip It Up And Start Again. Hannibal-Verlag, München 2007, ISBN 978-3-85445-270-6, Industrial Devolution, S. 253.
77. ↑  Simon Reynolds: Rip It Up And Start Again. Hannibal-Verlag, München 2007, ISBN 978-3-85445-270-6, Industrial Devolution, S. 252.
78. ↑  Holger Gächtner: Laibach. In: Martin Büsser, Jochen Kleinherz, Jens Neumann, Johannes Ullmaier (Hrsg.): testcard: Beiträge zur Popgeschichte. Pop und Destruktion. Nr. 1. Ventil Verlag, Mainz 1995, ISBN 978-3-931555-00-9, S. 100–106, hier S. 102 f.
79. 1 2 3  Hans Wander: The Wonderful and frightening World of… In: Andreas Speit (Hrsg.): Ästhetische Mobilmachung. Unrast, Münster 2002, ISBN 3-89771-804-9, S. 23–64, hier S. 35 f.
80. 1 2  Wolf-Rüdiger Mühlmann: Letzte Ausfahrt:Germania. Jeske/Mader, Berlin 1999, ISBN 3-931624-12-9, S. 39 f.
Marcus Stieglegger: Laibach: Sieg unter der Sonne. In: Carsten Heinze,Laura Niebling (Hrsg.): Populäre Musikkulturen im Film. Inter- und transdisziplinäre Perspektiven. Springer, Wiesbaden 2016, ISBN 978-3-658-10895-3, S. 191–212, hier S. 195.
81. ↑  Holger Gächtner: Laibach. In: Martin Büsser, Jochen Kleinherz, Jens Neumann, Johannes Ullmaier (Hrsg.): testcard: Beiträge zur Popgeschichte. Pop und Destruktion. Nr. 1. Ventil Verlag, Mainz 1995, ISBN 978-3-931555-00-9, S. 100–106, hier S. 106.
82. ↑  Holger Gächtner: Laibach. In: Martin Büsser, Jochen Kleinherz, Jens Neumann, Johannes Ullmaier (Hrsg.): testcard: Beiträge zur Popgeschichte. Pop und Destruktion. Nr. 1. Ventil Verlag, Mainz 1995, ISBN 978-3-931555-00-9, S. 100–106, hier S. 103.
83. ↑  Stephan Lindke: Der Tabubruch von heute ist der Mainstream von morgen. In: Andreas Speit (Hrsg.): Ästhetische Mobilmachung. Unrast, Münster 2002, ISBN 3-89771-804-9, S. 231–266, hier S. 235.
84. 1 2  Martin Kersten: Jugendkulturen und NS-Vergangenheit. Der schmale Pfad zwischen Provokation, Spiel, Inszenierung und erneuter Faszination vom Punk bis zum Nazi-Rock. In: Forschungszentrum Populäre Musik der Humboldt-Universität zu Berlin (Hrsg.): PopScriptum. Nr. 4, 1995.
85. 1 2  Simon Reynolds: Rip It Up And Start Again. Hannibal-Verlag, München 2007, ISBN 978-3-85445-270-6, Electric Dreams, S. 351.
86. 1 2  Barbara Hornberger: Mit Schock zum Scheck. Der Mussolini oder Standardsituationen der Pop(musik)-Kritik. In: Fernand Hörner (Hrsg.): Kulturkritik und das Populäre in der Musik. Waxmann, Münster 2015, ISBN 978-3-8309-3361-8, S. 303–320, hier S. 303.
87. ↑  Georg Seeßlen, zitiert nach Martin Kersten: Jugendkulturen und NS-Vergangenheit. Der schmale Pfad zwischen Provokation, Spiel, Inszenierung und erneuter Faszination vom Punk bis zum Nazi-Rock. In: Forschungszentrum Populäre Musik der Humboldt-Universität zu Berlin (Hrsg.): PopScriptum. Nr. 4, 1995.
88. ↑  Wolf-Rüdiger Mühlmann: Letzte Ausfahrt:Germania. Jeske/Mader, Berlin 1999, ISBN 3-931624-12-9, S. 37 f.
89. ↑  Boyd Rice Speaks: "Do you Want A Total War?" the Fifth Path, archiviert vom Original (nicht mehr online verfügbar) am 15. Mai 2017; abgerufen am 1. September 2016.
90. ↑  NON: In the Shadow of the Sword. Mute Records, 1992, Scorched Earth.
91. ↑  Sascha Ziehn: Boyd Rice/NON. In: Martin Büsser, Jochen Kleinherz, Jens Neumann, Johannes Ullmaier (Hrsg.): Pop und Dekonstruktion (= Testcard). Nr. 1, 1995, ISBN 3-931555-00-3, S. 109–116.
92. ↑  Arvo Zylo: Have A Nice Day: An Interview with Boyd Rice. WMFU Radio, abgerufen am 16. September 2016.
93. ↑  Andreas Diesel, Dieter Gerten: Looking For Europe. 2. Auflage. Index, 2007, ISBN 978-3-936878-02-8, S. 193.
94. ↑  Andreas Diesel, Dieter Gerten: Looking For Europe. 2. Auflage. Index, 2007, ISBN 978-3-936878-02-8, S. 194.
95. 1 2 3  Christian Dornbusch: Von Landsertrommeln und Lärmorgien. In: Andreas Speit (Hrsg.): Ästhetische Mobilmachung. Unrast, Münster 2002, ISBN 3-89771-804-9, S. 123–147, hier S. 136.
96. ↑  Christian Dornbusch: Von Landsertrommeln und Lärmorgien. In: Andreas Speit (Hrsg.): Ästhetische Mobilmachung. Unrast, Münster 2002, ISBN 3-89771-804-9, S. 123–147, hier S. 137.
97. ↑  Christian Dornbusch: Von Landsertrommeln und Lärmorgien. In: Andreas Speit (Hrsg.): Ästhetische Mobilmachung. Unrast, Münster 2002, ISBN 3-89771-804-9, S. 123–147, hier S. 139.
98. ↑  Isabella Khom: Die Arena Wien & Der Blutharsch. Noisey, abgerufen am 7. September 2016.
99. ↑  Andreas Diesel,Dieter Gerten: Looking For Europe. 2. Auflage. Index, 2007, ISBN 978-3-936878-02-8, S. 257.
100. ↑  Isabella Khom: Die Arena Wien & Der Blutharsch. Noisey, abgerufen am 7. September 2016.
Scrag!: Im Interview: Albin Julius. Gothic.at, abgerufen am 7. September 2016.
101. ↑  Current 93: Thunder Perfect Mind. Durtro, 1992, Hitler as Kalki.
102. 1 2  Stefan von Hoyningen-Huene: Religiosität bei rechtsextrem orientierten Jugendlichen. Lit-Verlag, Münster 2002, ISBN 3-8258-6327-1, S. 243 ff.
103. 1 2  Martin Büsser: Lichtrasse und Wälsungenblut – Neurechte Tendenzen im Apocalyptic Folk. In: Martin Büsser, Jochen Kleinherz, Jens Neumann, Johannes Ullmaier (Hrsg.): Retrophänomene in den 90ern (= Testcard). Nr. 4, 1997, ISBN 3-931555-03-8, S. 76–87, hier S. 80 f.
104. 1 2  Nicholas Padellaro: Post-Punk. In: Alexander Nym (Hrsg.): Schillerndes Dunkel. Geschichte, Entwicklung und Themen der Gothic-Szene. 2010, ISBN 978-3-86211-006-3, S. 183–188, hier S. 188.
105. ↑  Der Sound der neuen Rechten. Rolling Stone, abgerufen am 19. September 2016.
106. ↑  Jännerwein Stellungnahme zum Rolling-Stone-Artikel: Der Sound der neuen Rechten. Rolling Stone, abgerufen am 19. September 2016.
107. ↑  Martin Lichtmesz: Vom Rüschenhemd zur Uniform. In: Alexander Nym (Hrsg.): Schillerndes Dunkel. Geschichte, Entwicklung und Themen der Gothic-Szene. 2010, ISBN 978-3-86211-006-3, S. 374–379, hier S. 378.
108. ↑  Gothic gegen Rechts: Gothics und die Neue Rechte. New Dawn Fades, archiviert vom Original (nicht mehr online verfügbar) am 15. Februar 2016; abgerufen am 29. April 2015.
109. ↑  Gernot Musch: For Those Who Go Beyond. In: Alexander Nym (Hrsg.): Schillerndes Dunkel. Geschichte, Entwicklung und Themen der Gothic-Szene. 2010, ISBN 978-3-86211-006-3, S. 264–274, hier S. 270 f.
110. 1 2  Martin Büsser: Lichtrasse und Wälsungenblut – Neurechte Tendenzen im Apocalyptic Folk. In: Martin Büsser, Jochen Kleinherz, Jens Neumann, Johannes Ullmaier (Hrsg.): Retrophänomene in den 90ern (= Testcard). Nr. 4, 1997, ISBN 3-931555-03-8, S. 76–87, hier S. 81 f.
111. ↑  Martin Büsser: Lichtrasse und Wälsungenblut – Neurechte Tendenzen im Apocalyptic Folk. In: Martin Büsser, Jochen Kleinherz, Jens Neumann, Johannes Ullmaier (Hrsg.): Retrophänomene in den 90ern (= Testcard). Nr. 4, 1997, ISBN 3-931555-03-8, S. 76–87, hier S. 84.
112. 1 2  Christian Dornbusch: Von Landsertrommeln und Lärmorgien. In: Andreas Speit (Hrsg.): Ästhetische Mobilmachung. Unrast, Münster 2002, ISBN 3-89771-804-9, S. 123–147, hier S. 126.
113. ↑  Martin Büsser: Lichtrasse und Wälsungenblut – Neurechte Tendenzen im Apocalyptic Folk. In: Martin Büsser, Jochen Kleinherz, Jens Neumann, Johannes Ullmaier (Hrsg.): Retrophänomene in den 90ern (= Testcard). Nr. 4, 1997, ISBN 3-931555-03-8, S. 76–87, hier S. 82 ff.
114. ↑  Christian Dornbusch: Von Landsertrommeln und Lärmorgien. In: Andreas Speit (Hrsg.): Ästhetische Mobilmachung. Unrast, Münster 2002, ISBN 3-89771-804-9, S. 123–147, hier S. 129 ff.
115. ↑  Interview mit Douglas Pearce. In: Zillo Musikmagazin. Nr. 5, Mai 1992, S. 34 f.
116. ↑  Christian Dornbusch: Von Landsertrommeln und Lärmorgien. In: Andreas Speit (Hrsg.): Ästhetische Mobilmachung. Unrast, Münster 2002, ISBN 3-89771-804-9, S. 123–147, hier S. 146.
117. ↑  Douglas Pearce: 'Rose Clouds: Douglas Pearce in his own words'. Archiviert vom Original (nicht mehr online verfügbar) am 7. April 2008; abgerufen am 1. September 2016.
118. ↑  Christian Dornbusch: Von Landsertrommeln und Lärmorgien. In: Andreas Speit (Hrsg.): Ästhetische Mobilmachung. Unrast, Münster 2002, ISBN 3-89771-804-9, S. 123–147, hier S. 127.
119. ↑  Gernot Musch: For Those Who Go Beyond. In: Alexander Nym (Hrsg.): Schillerndes Dunkel. Geschichte, Entwicklung und Themen der Gothic-Szene. 2010, ISBN 978-3-86211-006-3, S. 264–274, hier S. 270.
120. ↑  Andreas Diesel, Dieter Gerten: Looking For Europe. 2. Auflage. Index, 2007, ISBN 978-3-936878-02-8, S. 103.
121. ↑  Peter Webb: Interview with Tony Wakeford and Reeve Malka. Evening of Light, archiviert vom Original (nicht mehr online verfügbar) am 4. März 2016; abgerufen am 5. September 2016.
122. 1 2  Andreas Diesel, Dieter Gerten: Looking For Europe. 2. Auflage. Index, 2007, ISBN 978-3-936878-02-8, S. 391.
123. ↑  Jean Cremet: Über (neo-)faschistische Tendenzen in der Independent-Musik. In: Verein für politische Bildung, Analyse und Kritik e. V. (Hrsg.): analyse & kritik. Nr. 389. a.k.i Verlag für analyse, kritik und information GmbH, April 1996, S. 11.
124. 1 2 3  Alfred Schobert: Heidentum, Musik und Terror. Duisburger Institut für Sprach- und Sozialforschung, abgerufen am 1. September 2016.
125. ↑  Mathias Wöbking: Im Geist völkischer Denker: Soziologe Martin Langebach über das Konzert der umstrittenen Neofolk-Band Blood Axis in der Theaterfabrik. (PDF) Abgerufen am 1. September 2016.
126. ↑  Christian Dornbusch: Von Landsertrommeln und Lärmorgien. In: Andreas Speit (Hrsg.): Ästhetische Mobilmachung. Unrast, Münster 2002, ISBN 3-89771-804-9, S. 123–147, hier S. 142.
127. ↑  Blood Axis: The Gospel of Inhumanity. Hrsg.: Misanthropy Records. 1995.
Christian Dornbusch: Von Landsertrommeln und Lärmorgien. In: Andreas Speit (Hrsg.): Ästhetische Mobilmachung. Unrast, Münster 2002, ISBN 3-89771-804-9, S. 123–147, hier S. 142 f.
128. 1 2  Christian Dornbusch: Von Landsertrommeln und Lärmorgien. In: Andreas Speit (Hrsg.): Ästhetische Mobilmachung. Unrast, Münster 2002, ISBN 3-89771-804-9, S. 123–147, hier S. 145.
129. 1 2  Blood Axis im Geist völkischer Denker. Jule.linxxnet, archiviert vom Original (nicht mehr online verfügbar) am 15. September 2016; abgerufen am 7. September 2016.
130. ↑  Andreas Diesel, Dieter Gerten: Looking For Europe. 2. Auflage. Index, 2007, ISBN 978-3-936878-02-8, S. 185 f.
131. ↑  Andreas Speit, Jan Raabe: L’art du mal. In: Andreas Speit (Hrsg.): Ästhetische Mobilmachung. Unrast, Münster 2002, ISBN 3-89771-804-9, S. 65–122, hier S. 110.
132. ↑  Andreas Diesel,Dieter Gerten: Looking For Europe. 2. Auflage. Index, 2007, ISBN 978-3-936878-02-8, S. 255.
133. ↑  Andreas Diesel,Dieter Gerten: Looking For Europe. 2. Auflage. Index, 2007, ISBN 978-3-936878-02-8, S. 237.
134. ↑  Hans Wanders: The Wonderful and frightening World of… In: Andreas Speit (Hrsg.): Ästhetische Mobilmachung. Dark Wave, Neofolk und Industrial im Spannungsfeld rechter Ideologien. Unrast Verlag, 2002, ISBN 3-89771-804-9, S. 23 bis 64, hier S. 34.
135. ↑  Uli Baumgarten zitiert nach Hans Wanders: The Wonderful and frightening World of… In: Andreas Speit (Hrsg.): Ästhetische Mobilmachung. Dark Wave, Neofolk und Industrial im Spannungsfeld rechter Ideologien. Unrast Verlag, 2002, ISBN 3-89771-804-9, S. 23 bis 64, hier S. 34.
136. ↑  Andreas Speit, Jan Raabe: L’art du mal. In: Andreas Speit (Hrsg.): Ästhetische Mobilmachung. Unrast, Münster 2002, ISBN 3-89771-804-9, S. 65–122, hier S. 97.
137. ↑  Andreas Speit, Jan Raabe: L’art du mal. In: Andreas Speit (Hrsg.): Ästhetische Mobilmachung. Unrast, Münster 2002, ISBN 3-89771-804-9, S. 65–122, hier S. 85 ff.
138. ↑  Christian Dornbusch, Andreas Speit, Jan Raabe: Synergie-Effekte. In: Andreas Speit (Hrsg.): Ästhetische Mobilmachung. Unrast, Münster 2002, ISBN 3-89771-804-9, S. 195–231, hier S. 217.
139. ↑  Geister-Bremen: Pressemitteilung  zum Thema Prophecy Productions und Voices Of Wonder. Grufties gegen Rechts Bremen, archiviert vom Original (nicht mehr online verfügbar) am 15. Oktober 2013; abgerufen am 30. November 2016.
140. ↑  Andreas Diesel, Dieter Gerten: Looking For Europe. 2. Auflage. Index, 2007, ISBN 978-3-936878-02-8, S. 431.
141. ↑  Grufties Gegen Rechts Kassel: Orplid (Neofolk-Band von Uwe Nolte und Frank Machau). Grufties Gegen Rechts Kassel, archiviert vom Original (nicht mehr online verfügbar) am 17. Februar 2005; abgerufen am 30. November 2016.
142. ↑  Pressemitteilung: Nazis die Musik ausdrehen – Rechtes Konzert in der Palette ist nicht hinnehmbar. Grüne in Halle, abgerufen am 30. November 2016.
143. 1 2  Steffen Könau: Sitte-Galerie Absage für Nolte wird zur Debatte über Kunstfreiheit. In: Mitteldeutsche Zeitung. 7. Februar 2013, abgerufen am 21. Juni 2021.
144. ↑  Horrschd: Orplid: Deus Vult. Medienkonverter.de, abgerufen am 16. Oktober 2020.
 Katja Spanier: Orplid – Deus Vult – Statement und Kommentar. monkeypress.de, 26. September 2020, abgerufen am 16. Oktober 2020.
145. ↑  Andrea Röpke, Andreas Speit: Völkische Landnahme. Alte Sippen, junge Siedler, rechte Ökos. Hrsg.: Bundeszentrale für politische Bildung. Christoph Link Verlag, Bonn 2019, ISBN 978-3-7425-0311-4, S. 132.
146. 1 2  Stephan Lindke: Der Tabubruch von heute ist der Mainstream von morgen. In: Andreas Speit (Hrsg.): Ästhetische Mobilmachung. Unrast, Münster 2002, ISBN 3-89771-804-9, S. 231–266, hier S. 247.
147. 1 2  Alfred Schobert: Analysen und Essays. Hrsg.: Duisburger Institut für Sprach- und Sozialforschung. Unrast-Verlag, Münster 2009, ISBN 978-3-89771-750-3, Kreuz, Totenkopf, Gruft, S. 147–157, hier S. 152 f.
148. ↑  Thomas Pfeiffer: Medien einer neuen sozialen Bewegung von rechts. Inauguraldissertation zur Erlangung des akademischen Grades eines Doktors der Sozialwissenschaft. Bochum 2000, S. 261 ff.
149. ↑  Martin Büsser: Wie klingt die neue Mitte? 1. Auflage. Ventil Verlag, Mainz 2001, ISBN 3-930559-90-0, S. 98.
150. ↑  Thomas Pfeiffer: Medien einer neuen sozialen Bewegung von rechts. Inauguraldissertation zur Erlangung des akademischen Grades eines Doktors der Sozialwissenschaft. Bochum 2000, S. 263.
151. 1 2  Thomas Naumann, Patrick Schwarz: Von der CD zur ›Lichtscheibe‹. In: Andreas Speit (Hrsg.): Ästhetische Mobilmachung. Unrast, Münster 2002, ISBN 3-89771-804-9, S. 161–194, hier S. 176 f.
152. ↑  Thomas Pfeiffer: Medien einer neuen sozialen Bewegung von rechts. Inauguraldissertation zur Erlangung des akademischen Grades eines Doktors der Sozialwissenschaft. Bochum 2000, S. 263 f.
153. 1 2  Wolf-Rüdiger Mühlmann: Letzte Ausfahrt:Germania. Jeske/Mader, Berlin 1999, ISBN 3-931624-12-9, S. 84 f.
154. ↑  Wolf-Rüdiger Mühlmann: Letzte Ausfahrt:Germania. Jeske/Mader, Berlin 1999, ISBN 3-931624-12-9, S. 87.
155. 1 2  Martin Büsser: Wie klingt die neue Mitte? 1. Auflage. Ventil Verlag, Mainz 2001, ISBN 3-930559-90-0, S. 100.
156. ↑  Martin Büsser: Wie klingt die neue Mitte? 1. Auflage. Ventil Verlag, Mainz 2001, ISBN 3-930559-90-0, S. 98 ff.
Thomas Naumann, Patrick Schwarz: Von der CD zur ›Lichtscheibe‹. In: Andreas Speit (Hrsg.): Ästhetische Mobilmachung. Unrast, Münster 2002, ISBN 3-89771-804-9, S. 161–194, hier S. 176 f.
Andreas Speit: Ästhetische Mobilmachung. Unrast, Münster 2002, ISBN 3-89771-804-9, S. VIII.
157. ↑  GfM-Interview mit Josef K. Archiviert vom Original am 26. September 2007; abgerufen am 1. März 2010.
158. ↑  Stephan Lindke: Der Tabubruch von heute ist der Mainstream von morgen. In: Andreas Speit (Hrsg.): Ästhetische Mobilmachung. Unrast, Münster 2002, ISBN 3-89771-804-9, S. 231–266, hier S. 242.
159. ↑  Stephan Lindke: Der Tabubruch von heute ist der Mainstream von morgen. In: Andreas Speit (Hrsg.): Ästhetische Mobilmachung. Unrast, Münster 2002, ISBN 3-89771-804-9, S. 231–266, hier S. 246 f.
160. ↑  Thomas Schad: It’s a Sony. taz ruhr, 12. November 1998, abgerufen am 7. September 2016.
161. ↑  Wolf-Rüdiger Mühlmann: Letzte Ausfahrt:Germania. Jeske/Mader, Berlin 1999, ISBN 3-931624-12-9, S. 263.
162. 1 2  Martin Büsser: Wie klingt die neue Mitte? 1. Auflage. Ventil Verlag, Mainz 2001, ISBN 3-930559-90-0, S. 117.
163. ↑  Uli José Anders, Matthias Klaus: Populär durch Provokation: Rammstein. Deutsche Welle, abgerufen am 8. September 2016.
164. ↑  Uli José Anders, Matthias Klaus: Populär durch Provokation: Rammstein. Deutsche Welle, abgerufen am 8. September 2016.
Michael Pilz: Rammstein: Ihre schönsten Skandale und Prozesse. Welt.de, abgerufen am 8. September 2016.
Rechtsrock. Heinrich-Böll-Stiftung Rheinland-Pfalz, abgerufen am 8. September 2016.
165. ↑  Christian Diemer: (Un-)Authentische Inszenierungen von Homophilie und Homophobie im Musikvideo „Mann gegen Mann“ von Rammstein. In: Dietrich Helms, Thomas Phelps (Hrsg.): Ware Inszenierungen. Performance, Vermarktung und Authentizität in der populären Musik. Transcript, ISBN 978-3-8376-2298-0, S. 207.
166. ↑  Axel Schmidt, Klaus Neumann-Braun: Die Welt der Gothics: Spielräume düster konnotierter Transzendenz. VS Verlag für Sozialwissenschaften, Wiesbaden, S. 269 f.
Wolf-Rüdiger Mühlmann: Letzte Ausfahrt:Germania. Jeske/Mader, Berlin 1999, ISBN 3-931624-12-9, S. 131.
167. ↑  Stephan Lindke: Der Tabubruch von heute ist der Mainstream von morgen. In: Andreas Speit (Hrsg.): Ästhetische Mobilmachung. Unrast, Münster 2002, ISBN 3-89771-804-9, S. 231–266, hier S. 243.
168. ↑  Sonja Vogel: Neue Deutsche Härte. taz, 9. Juni 2015, abgerufen am 8. September 2016.
169. ↑  Martin Büsser: Wie klingt die neue Mitte? 1. Auflage. Ventil Verlag, Mainz 2001, ISBN 3-930559-90-0, S. 13.
170. ↑  Wolf-Rüdiger Mühlmann: Letzte Ausfahrt:Germania. Jeske/Mader, Berlin 1999, ISBN 3-931624-12-9, S. 135.
171. ↑  Stephan Lindke: Der Tabubruch von heute ist der Mainstream von morgen. In: Andreas Speit (Hrsg.): Ästhetische Mobilmachung. Unrast, Münster 2002, ISBN 3-89771-804-9, S. 231–266, hier S. 242 ff.
Thomas Winkler: Witt for Fun. taz, 3. Februar 2006, abgerufen am 8. September 2016.
172. ↑  Thomas Pfeiffer: Medien einer neuen sozialen Bewegung von rechts. Inauguraldissertation zur Erlangung des akademischen Grades eines Doktors der Sozialwissenschaft. Bochum 2000, S. 256 f.
173. ↑  Thomas Pfeiffer: Medien einer neuen sozialen Bewegung von rechts. Inauguraldissertation zur Erlangung des akademischen Grades eines Doktors der Sozialwissenschaft. Bochum 2000, S. 250.
174. ↑  Thomas Pfeiffer: Medien einer neuen sozialen Bewegung von rechts. Inauguraldissertation zur Erlangung des akademischen Grades eines Doktors der Sozialwissenschaft. Bochum 2000, S. 268.
175. ↑  Thomas Pfeiffer: Medien einer neuen sozialen Bewegung von rechts. Inauguraldissertation zur Erlangung des akademischen Grades eines Doktors der Sozialwissenschaft. Bochum 2000, S. 272.
176. ↑  Thomas Pfeiffer: Medien einer neuen sozialen Bewegung von rechts. Inauguraldissertation zur Erlangung des akademischen Grades eines Doktors der Sozialwissenschaft. Bochum 2000, S. 280 ff.
177. ↑  Thomas Pfeiffer: Medien einer neuen sozialen Bewegung von rechts. Inauguraldissertation zur Erlangung des akademischen Grades eines Doktors der Sozialwissenschaft. Bochum 2000, S. 258.
178. ↑  Thomas Pfeiffer: Medien einer neuen sozialen Bewegung von rechts. Inauguraldissertation zur Erlangung des akademischen Grades eines Doktors der Sozialwissenschaft. Bochum 2000, S. 260.
179. ↑  Thomas Pfeiffer: Medien einer neuen sozialen Bewegung von rechts. Inauguraldissertation zur Erlangung des akademischen Grades eines Doktors der Sozialwissenschaft. Bochum 2000, S. 284.
180. ↑  Dunja Brill: Operation Tough Guy. In: Martina Oster, Waltraud Ernst, Marion Gerards (Hrsg.): Performativität und Performance. Geschlecht in Musik, Theater und MedienKunst. LIT, Münster 2010, ISBN 978-3-8258-0660-6, S. 119–128, hier S. 121.
181. 1 2 3  Dunja Brill: Operation Tough Guy. In: Martina Oster, Waltraud Ernst, Marion Gerards (Hrsg.): Performativität und Performance. Geschlecht in Musik, Theater und MedienKunst. LIT, Münster 2010, ISBN 978-3-8258-0660-6, S. 119–128, hier S. 122.
182. 1 2  Dunja Brill: Operation Tough Guy. In: Martina Oster, Waltraud Ernst, Marion Gerards (Hrsg.): Performativität und Performance. Geschlecht in Musik, Theater und MedienKunst. LIT, Münster 2010, ISBN 978-3-8258-0660-6, S. 119–128, hier S. 123.
183. 1 2  Stephan Lindke: Der Tabubruch von heute ist der Mainstream von morgen. In: Andreas Speit (Hrsg.): Ästhetische Mobilmachung. Unrast, Münster 2002, ISBN 3-89771-804-9, S. 231–266, hier S. 231.
184. 1 2  Anne: Interviews. Point Black, 1999, archiviert vom Original (nicht mehr online verfügbar) am 27. Juli 2018; abgerufen am 12. September 2016.
185. 1 2  Gruftis gegen Rechts: Öffentlicher Brief zu:W: und Der Blutharsch (Memento vom 26. Mai 2005 im Internet Archive)
186. 1 2  Turn it Down: Der Blutharsch (Memento vom 10. November 2005 im Internet Archive)
187. ↑  Andreas Diesel, Dieter Gerten: Looking For Europe. 2. Auflage. Index, 2007, ISBN 978-3-936878-02-8, S. 256 f.
188. ↑  :W: Interviews zu PLGT. Wumpscut, abgerufen am 12. September 2016.
189. ↑  An Interview with Thomas Rainer of Nachtmahr. I Die, You Die, abgerufen am 12. September 2016.
190. ↑  Michael Stollmann: Nachtmahr: Interview zu „Mädchen in Uniform“. Radio.meanvariation.de, 20. Januar 2010, archiviert vom Original (nicht mehr online verfügbar) am 20. September 2016; abgerufen am 12. September 2016.
191. ↑  Robert: Interview über Nazi-Ästhetik mit Dr. Marcus Stiglegger. Spontis, abgerufen am 12. September 2016.
192. ↑  'Sick Man' alias Sacha Korn: Funker Vogt wegen ihres neuen Sängers in der Kritik. Sonic Seducer, abgerufen am 12. September 2016.
193. ↑  Andreas Diesel, Dieter Gerten: Looking For Europe. 2. Auflage. Index, 2007, ISBN 978-3-936878-02-8, S. 402 f.
194. 1 2  Mathias Wöbking: Soziologe Martin Langebach im Interview über das Konzert der Neofolk-Band Blood Axis. Leipziger Volkszeitung, archiviert vom Original (nicht mehr online verfügbar) am 15. September 2016; abgerufen am 12. September 2016.
195. ↑  Fabian Peltsch, Ralf Niemczyk: Der Sound der neuen Rechten. Rolling Stone, abgerufen am 15. September 2016.
196. ↑  Wolf-Rüdiger Mühlmann: Letzte Ausfahrt:Germania. Jeske/Mader, Berlin 1999, ISBN 3-931624-12-9, S. 270.
197. ↑  Stephan Lindke: Der Tabubruch von heute ist der Mainstream von morgen. In: Andreas Speit (Hrsg.): Ästhetische Mobilmachung. Unrast, Münster 2002, ISBN 3-89771-804-9, S. 231–266, hier S. 256.
198. ↑  Dunja Brill: Operation Tough Guy. In: Martina Oster, Waltraud Ernst, Marion Gerards (Hrsg.): Performativität und Performance. Geschlecht in Musik, Theater und MedienKunst. LIT, Münster 2010, ISBN 978-3-8258-0660-6, S. 119–128, hier S. 191.
199. ↑  Stefan Lederer: Industrial und andere Irrtümer. In: Alexander Nym (Hrsg.): Schillerndes Dunkel. Geschichte, Entwicklung und Themen der Gothic-Szene. 1. Auflage. Plöttner Verlag, Leipzig 2010, ISBN 978-3-86211-006-3, S. 242–246, hier S. 242.
200. ↑  Alfred Schobert: Heidentum, Musik und Terror. Duisburger Institut für Sprach- und Sozialforschung, abgerufen am 1. September 2016.
Alfred Schobert: Graswurzelrevolution von Rechts. Duisburger Institut für Sprach- und Sozialforschung, abgerufen am 1. September 2016.
Alfred Schobert: Analysen und Essays. Hrsg.: Duisburger Institut für Sprach- und Sozialforschung. Unrast-Verlag, Münster 2009, ISBN 978-3-89771-750-3, Kreuz, Totenkopf, Gruft, S. 147–157, hier S. 149 ff.
201. ↑  Alfred Schobert: Heidentum, Musik und Terror. Duisburger Institut für Sprach- und Sozialforschung, abgerufen am 1. September 2016.
Alfred Schobert: Graswurzelrevolution von Rechts. Duisburger Institut für Sprach- und Sozialforschung, abgerufen am 1. September 2016.
202. 1 2  voice of terror: Auf dem rechten Weg. Club Debil Fanzine, abgerufen am 19. September 2016.
203. ↑  Aki Cederberg: Blood Axis: What is Love? Are you ready for War? Not yet, but I’m working on it. In: The Warcom Gazette. Februar 1995.
204. 1 2  Alfred Schobert: Auf Teufel komm raus. Duisburger Institut für Sprach- und Sozialforschung, 14. Dezember 1997, abgerufen am 15. September 2016.
205. ↑  Alfred Schobert: Die Dark-Wave-Szene als Operationsgebiet‘neurechter’ Kulturstrategie. In: Gabriele Cleve, Ina Ruth, Ernst Schulte-Holtey, Frank Wichert (Hrsg.): Wissenschaft – Macht – Politik. Interventionen in aktuelle gesellschaftliche Diskurse. ISBN 978-3-89691-406-4, S. 384-295.
206. ↑  Alfred Schobert: In Riefenstahl-Gewitter. Duisburger Institut für Sprach- und Sozialforschung, abgerufen am 12. September 2016.
207. ↑  Christian Dornbusch, Andreas Speit, Jan Raabe: Synergie-Effekte. In: Andreas Speit (Hrsg.): Ästhetische Mobilmachung. Unrast, Münster 2002, ISBN 3-89771-804-9, S. 195–231, hier S. 202.
208. ↑  Christian Dornbusch, Andreas Speit, Jan Raabe: Synergie-Effekte. In: Andreas Speit (Hrsg.): Ästhetische Mobilmachung. Unrast, Münster 2002, ISBN 3-89771-804-9, S. 195–231, hier S. 203.
209. 1 2  Thomas Naumann, Patrick Schwarz: Von der CD zur ›Lichtscheibe‹. In: Andreas Speit (Hrsg.): Ästhetische Mobilmachung. Unrast, Münster 2002, ISBN 3-89771-804-9, S. 161–194, hier S. 165.
210. ↑  Thomas Naumann, Patrick Schwarz: Von der CD zur ›Lichtscheibe‹. In: Andreas Speit (Hrsg.): Ästhetische Mobilmachung. Unrast, Münster 2002, ISBN 3-89771-804-9, S. 161–194, hier S. 183.
211. 1 2 3  Thomas Naumann, Patrick Schwarz: Von der CD zur ›Lichtscheibe‹. In: Andreas Speit (Hrsg.): Ästhetische Mobilmachung. Unrast, Münster 2002, ISBN 3-89771-804-9, S. 161–194, hier S. 175.
212. ↑  Thomas Naumann, Patrick Schwarz: Von der CD zur ›Lichtscheibe‹. In: Andreas Speit (Hrsg.): Ästhetische Mobilmachung. Unrast, Münster 2002, ISBN 3-89771-804-9, S. 161–194, hier S. 172.
213. ↑  Martin Büsser: Lichtrasse und Wälsungenblut – Neurechte Tendenzen im Apocalyptic Folk. In: Martin Büsser, Jochen Kleinherz, Jens Neumann, Johannes Ullmaier (Hrsg.): Retrophänomene in den 90ern (= Testcard). Nr. 4, 1997, ISBN 3-931555-03-8, S. 76–87, hier S. 78.
214. ↑  Stefan von Hoyningen-Huene: Religiosität bei rechtsextrem orientierten Jugendlichen. Lit-Verlag, Münster 2002, ISBN 3-8258-6327-1, S. 243 ff.
Martin Büsser: Wie klingt die neue Mitte? 1. Auflage. Ventil Verlag, Mainz 2001, ISBN 3-930559-90-0, S. 86–102.
215. ↑  Thomas Naumann, Patrick Schwarz: Von der CD zur ›Lichtscheibe‹. In: Andreas Speit (Hrsg.): Ästhetische Mobilmachung. Unrast, Münster 2002, ISBN 3-89771-804-9, S. 161–194, hier S. 169.
216. ↑  Thomas Naumann, Patrick Schwarz: Von der CD zur ›Lichtscheibe‹. In: Andreas Speit (Hrsg.): Ästhetische Mobilmachung. Unrast, Münster 2002, ISBN 3-89771-804-9, S. 161–194, hier S. 166.
217. ↑  Thomas Naumann, Patrick Schwarz: Von der CD zur ›Lichtscheibe‹. In: Andreas Speit (Hrsg.): Ästhetische Mobilmachung. Unrast, Münster 2002, ISBN 3-89771-804-9, S. 161–194, hier S. 170 f.
218. ↑  Thomas Naumann, Patrick Schwarz: Von der CD zur ›Lichtscheibe‹. In: Andreas Speit (Hrsg.): Ästhetische Mobilmachung. Unrast, Münster 2002, ISBN 3-89771-804-9, S. 161–194, hier S. 170.
219. ↑  Thomas Naumann, Patrick Schwarz: Von der CD zur ›Lichtscheibe‹. In: Andreas Speit (Hrsg.): Ästhetische Mobilmachung. Unrast, Münster 2002, ISBN 3-89771-804-9, S. 161–194, hier S. 184.
220. ↑  Andreas Speit, Jan Raabe: L’art du mal. In: Andreas Speit (Hrsg.): Ästhetische Mobilmachung. Unrast, Münster 2002, ISBN 3-89771-804-9, S. 65–122, hier S. 102.
221. ↑  Alfred Schobert: Graßwurzelrevolution von Rechts. Duisburger Institut für Sprach- und Sozialforschung, abgerufen am 12. September 2016.
222. ↑  Enough is Enough, Searchlight Antifaschistisches Infoblatt, Unrast Verlag (Hrsg.): White Noise. Rechts-Rock, Skinhead-Musik, Blood & Honour - Einblicke in die internationale Neonazi-Musik-Szene. Unrast-Verlag, Münster 2004, ISBN 978-3-89771-807-4, S. 146.
223. 1 2 3  Alfred Schobert: Rechter „Kulturkampf“: VAWS in Mülheim. Abgerufen am 28. März 2015.
224. ↑  Alfred Schobert: Graswurzelrevolution von Rechts. Duisburger Institut für Sprach- und Sozialforschung, abgerufen am 1. September 2016.
225. ↑  Nazivorwürfe Independent Ruhr Festival fällt aus. Ruhrbarone.de, abgerufen am 15. September 2016.
226. ↑  Andreas Diesel, Dieter Gerten: Looking For Europe. 2. Auflage. Index, 2007, ISBN 978-3-936878-02-8, S. 25.
227. ↑  Thomas Pfeiffer: Publikationen und Verlage. In: Handbuch Rechtsradikalismus. Leske + Budrich, Opladen 2002, ISBN 3-8100-3399-5, S. 105–115, hier S. 112.
228. 1 2  Thomas Naumann, Patrick Schwarz: Von der CD zur ›Lichtscheibe‹. In: Andreas Speit (Hrsg.): Ästhetische Mobilmachung. Unrast, Münster 2002, ISBN 3-89771-804-9, S. 161–194, hier S. 175 ff.